# 三木淳

米グラフ誌『ライフ』のロゴ。三木淳は日本人唯一の正規スタッフ写真家として、1949年から1956年まで在籍した。

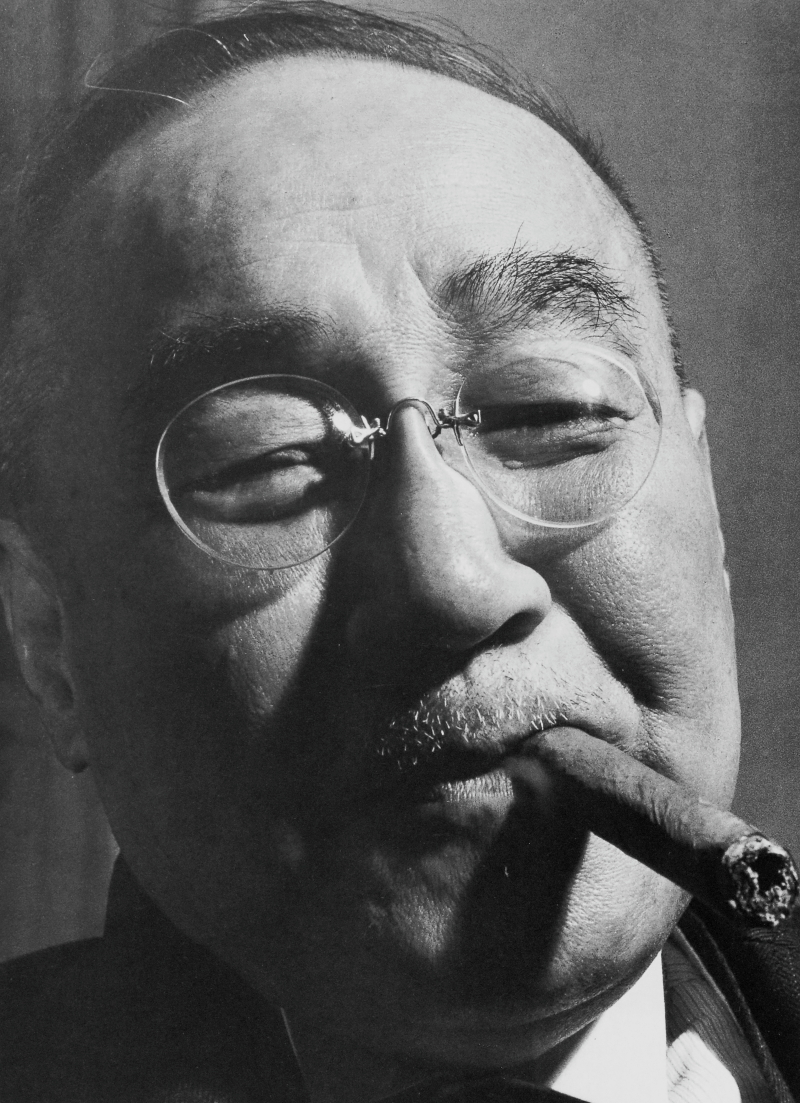
『ライフ』米国内版1951年9月10日号、国際版9月24日号の表紙を飾った吉田茂の写真。撮影：三木淳、1951年。

三木 淳（みき じゅん、1919年〈大正8年〉9月14日 - 1992年〈平成4年〉2月22日）は日本の報道写真家。1949年(昭和24年)から1956年(昭和31年)まで、日本人で唯一『ライフ』（米タイム・ライフ社発行）の正規スタッフ写真家として活動した。退社後は、フリーランスの報道写真家として国際的に活動した。晩年はアマチュア写真界の発展並びに学校教育に多大な貢献をした。
青年期に『ライフ』（米タイム・ライフ社発行）の表紙に掲載されたマーガレット・バーク＝ホワイトの写真と、土門拳が撮影した「傘を回す子供」の写真に感銘を受け、写真家を志す。土門拳、亀倉雄策に師事し、写真を学ぶ。
シベリア抑留中の日本人が帰還する様子を撮影したフォト・ストーリー「日本の“赤色部隊”祖国に帰る」が『ライフ』の巻頭特集に掲載されたのを機に、『ライフ』の正規スタッフ写真家となる。朝鮮戦争が勃発すると、来日したデビッド・ダグラス・ダンカン、カール・マイダンス、ハンク・ウォーカー といった『ライフ』の写真家たちに、ニコン製のレンズとカメラを紹介し、ニコンが世界中に広まる契機となる。サンフランシスコ講和条約調印の際、吉田茂首相の葉巻をくわえた姿を撮影し、『ライフ』の表紙を飾る。
1950年（昭和25年）、写真家団体『集団フォト』を結成した。同団体のグループ展で、アンリ・カルティエ・ブレッソンやマーガレット・バーク＝ホワイトのオリジナルプリントを日本で初めて紹介した。また、1952年（昭和27年）には、ニッコールクラブ設立を提案し、アマチュア写真愛好家をサポートする。53歳のとき、脳腫瘍を患い治癒後は後輩の育成、写真美術館の設立、写真家の地位向上に尽力する。
没後、若手写真家の活動支援を目的として、ニコンイメージングジャパン より、「三木淳賞」が設立される。
第三代日本写真家協会会長（JPS）、初代日本写真作家協会会長（JPA）、第三代ニッコールクラブ会長、日本大学芸術研究所教授、九州産業大学大学院芸術研究科教授、初代土門拳記念館館長などを歴任した。
栄典および位階は、紫綬褒章、勲三等瑞宝章、正五位。

## 生涯

### 1919年-1938年(0歳-19歳) 岡山時代

#### 生い立ち
1919年（大正8年）9月14日、岡山県児島郡藤戸町藤戸（現在の倉敷市）に、父・為吉、母・いそゑの三男として生まれた。兄二人と姉二人がいて、五人兄弟の末子であった。児島地方は古くから綿織物や学生服の生産が盛んで、為吉は綿織物卸商「三木為吉商店」を経営した。多くの織物工場や蔵を持ち、使用人や奉公人、女中を多数抱えていた。屈指の豪商で、裕福な家庭で生まれ育った。「人の世話をできるだけしなさい」と母から教えられた。三木は両親について、次のように述懐している。

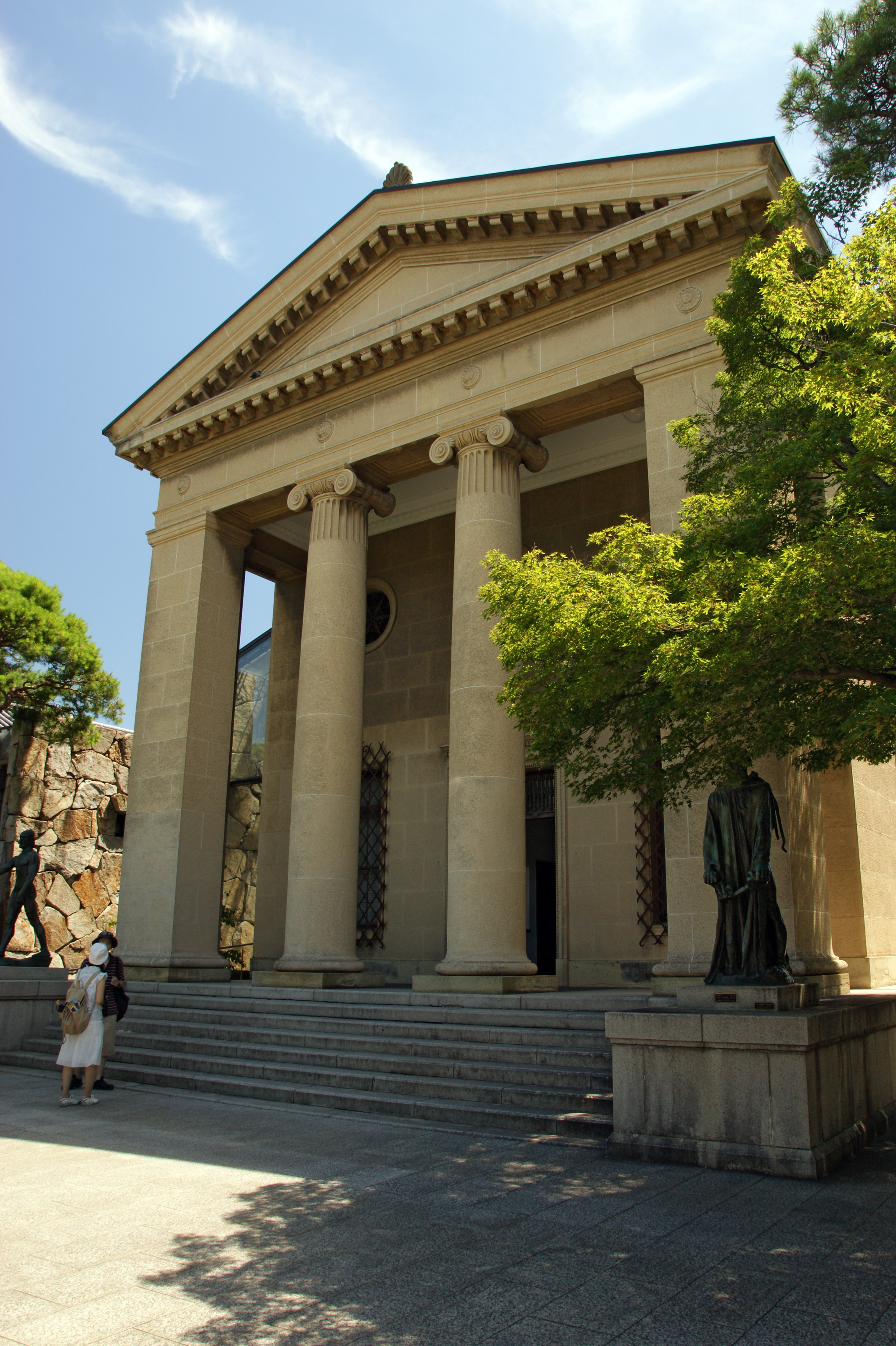
少年の頃、たびたび訪れていた大原美術館（岡山県倉敷市）

#### 尋常高等小学生時代
1926年（大正15年）4月、天城尋常高等小学校に入学した。卒業までの6年間、級長を務め成績は常に首席だった。雑誌『少年倶楽部』を愛読していて、掲載されていた写真機の広告に目を奪われた。高嶺の花と知りつつ毎晩その広告をみながら眠りについた。広告に書かれていた「あなたの目の前にあるものが、そのまま写ります」という魅力的なキャッチフレーズは、写真家になった後も忘れられなかった。

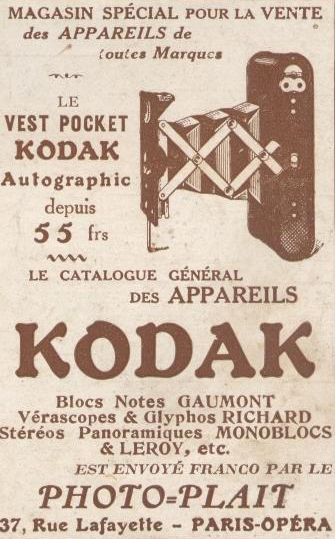
ヴェスト・ポケット・コダックの海外版広告。

4年生の終わりに、「今度の学年末の成績がよかったら写真機を買ってあげる」と母から言われた。奮起して勉強し、5年生の成績はすべての科目で「優」をとる。約束通り、15円のベストポケットコダックR・R付というカメラを、大阪で一番大きな「河原写真機店」で買って貰った。カメラの値段は、ボディに付いているレンズの種類よって異なっていた。単玉付きの方が安かったけれど、母は「あまり安いのは良くない」といい、2群4枚R・R（ラピッド・レクチリニア）付きを薦めた。三木にとって、生まれて初めてのカメラとなった。新品のカメラは独特な匂いがしていて、「これがアメリカの匂いかなと思った」という。フィルムは1本50銭と高価であり、盆や正月など特別な小遣いを貰った時にしか買えなかった。吉川速男の『写真の写し方』をハンドブックにMQ現像液で現像を試みたが、暗室時計などの用品が無く上手く現像できなかった。三木は「カメラのフォルムは美しく、見ているだけでため息が出るような優雅な形だ」と満足していた。
親戚筋に岡山二区を地盤とする政治家の星島二郎（東大卒、岸信介内閣時代の衆議院議長）がいた。三木少年の天才ぶりを聞きつけた星島は、「たいそうできる子だそうだ。ぜひ養子にほしい、政治家として後を継がせたい」と為吉に再々申し入れた。養子に行きたくない三木は、星島が家に来る度に裏山に逃げ隠れていた。
瀬戸内海に広がる三木姓一族の先祖について、少年の頃に会った政治家の三木武吉に、「三木家を卑下してはいかんよ。三木一族は海の覇者となった勇敢なる倭寇だった。豊臣秀吉に滅ぼされ、児島地方に住み着いたのが君の先祖。小豆島に移ったのが私の先祖。そして徳島方面に定住したのが三木武夫君の先祖なんだから」と聞かされた。また、成人してから元岡山県知事三木行治に会った時には、「海賊と言っても倭寇ですからね、西洋に行くとヴァイキングと言って大したもんですよ。海賊精神を発揮してお互いバリバリやりましょう」といわれた。淳は「私が毎年のように外国に行き写真を撮り、ダボラを吹きまくるのは、身体の中にそういう海賊の血が流れているからかも知れない」と述懐している。
三木は倉敷で育った思い出を、「少年時代に大原美術館の本物の絵を見たり、文化の香り高い町で遊んだ経験は、その後の私の人生において素晴らしい資本となり、忘れられないものとなりました。私は倉敷で育ったことを、いつも感謝しています」と回想している。

#### 旧制中学生時代

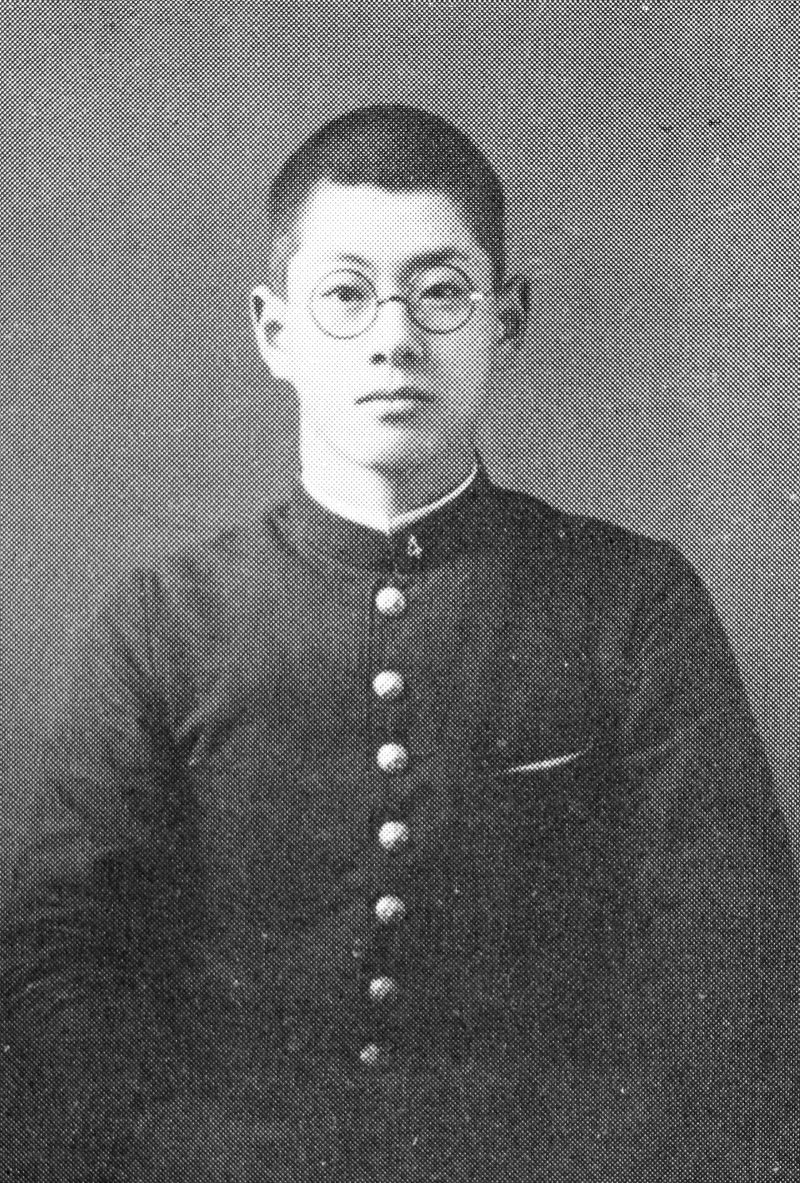
1936年17歳。岡山一中4年生。

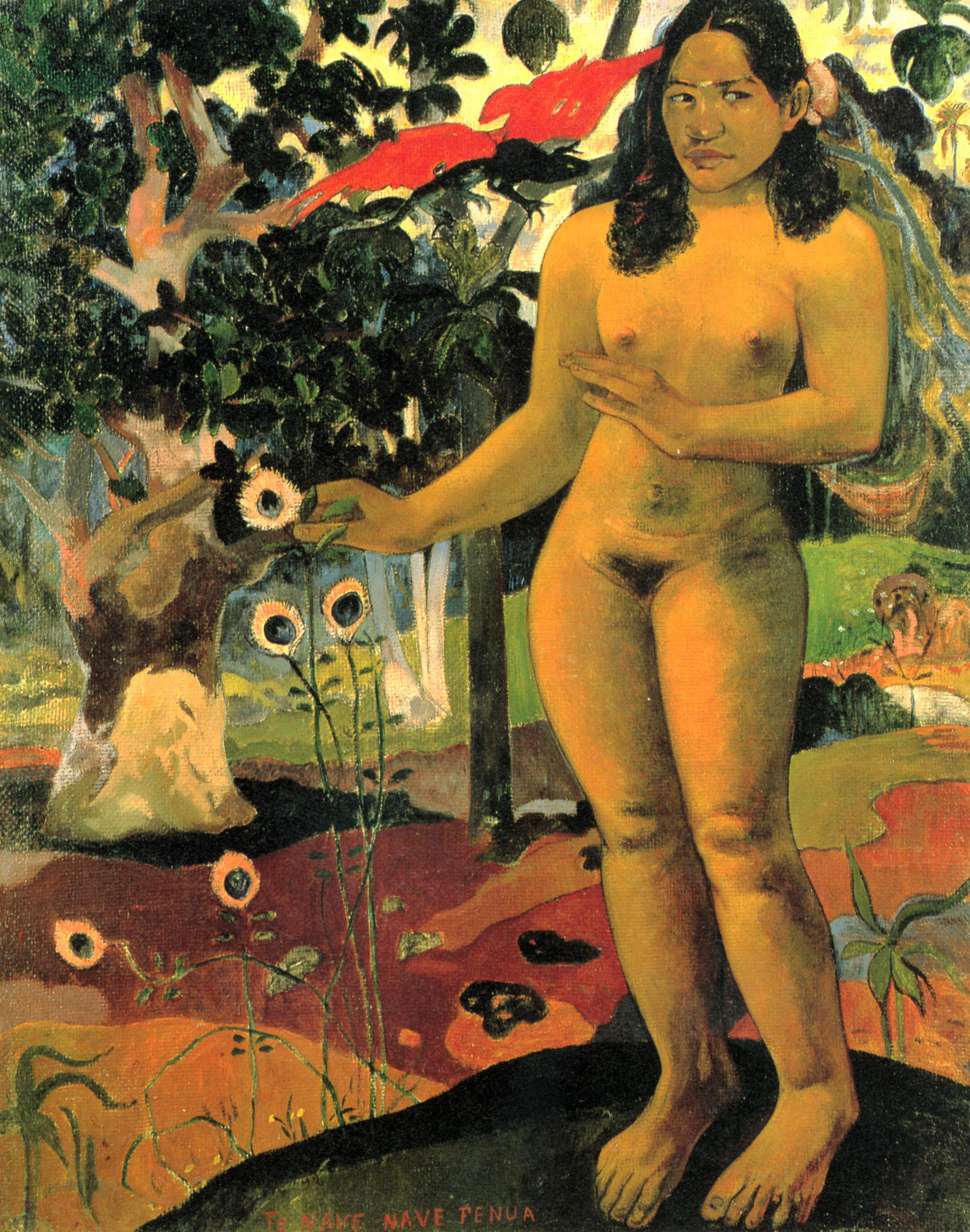
ゴーギャン『かぐわしき大地』1892年
大原美術館に展示されていたこの絵に影響を受けた三木は、1965年にタヒチ島の撮影に向かっている。

1932年（昭和7年）4月、進学校である岡山県立第一岡山中学校（通称「岡山一中」、現在の岡山県立岡山朝日高等学校）に入学した。同級生に昭和電工社長になった岸本泰延がいた。実家を離れ岡山市内に家一軒を借り、女中、家庭教師と暮らしていた。
水泳部に入部し4年時には、中国地方大会に出場した。誠之館中学校の高橋選手（後にオリンピック出場）と1500メートル自由形を泳いだが、100メートルも離され水泳のセンスがないと退部した。
中学校へ向かう道沿いに東郷カメラ（東郷堂写真工業株式会社製）を扱う写真店があった。店頭で写真の現像の仕方を実演していた。難しい暗室での作業をすることなく、明るい場所で赤い液と青い液に浸すとフィルムの映像が出てきて驚いた。小遣いを貯めて、3円50銭の東郷カメラを手に入れた。
『アサヒカメラ』『写真月報』『カメラ』などの写真雑誌を愛読した。1936年（昭和11年）11月、アメリカでグラフ誌『ライフ』が創刊された。1937年1月11日号の表紙に慶應義塾大学出身の名取洋之助が撮影した「日本の兵士」の写真が使われているのを目にし、外国の雑誌の表紙を日本人が撮ったことに興奮し胸おどらせた。
1937年（昭和12年)3月、岡山一中を卒業した。両親の勧めで気が乗らないまま大阪商科大学（現在の大阪市立大学）を受験した。写真に夢中だった三木は不合格に終わった。愛読する写真雑誌などで活動をしていた原正次（のちの学研常務）、岡本守正、大場栄一（写真家）らが主となって結成した慶應フォトレンズに憧れて、慶應義塾大学への進学を目指した。1年の浪人生活の後に合格する。三木は慶応義塾大学を志望した理由を、以下のように告白している。
三木は上京する18歳まで、瀬戸内海の温暖な気候と恵まれた家庭で育った。後に師と仰ぐ写真家土門拳は日本海に面した酒田の厳しい風土に育ち、家庭的にも恵まれていなかった。生まれた時からの環境や教育で、写真家の方向性が変わってくると考えていた三木は、「対照的な環境で育った土門に魅力を感じ、自分にない厳しさに惹かれた」と語っている。

### 1938年-1943年(19歳-24歳) 大学生時代

#### 上京、慶応義塾大学入学

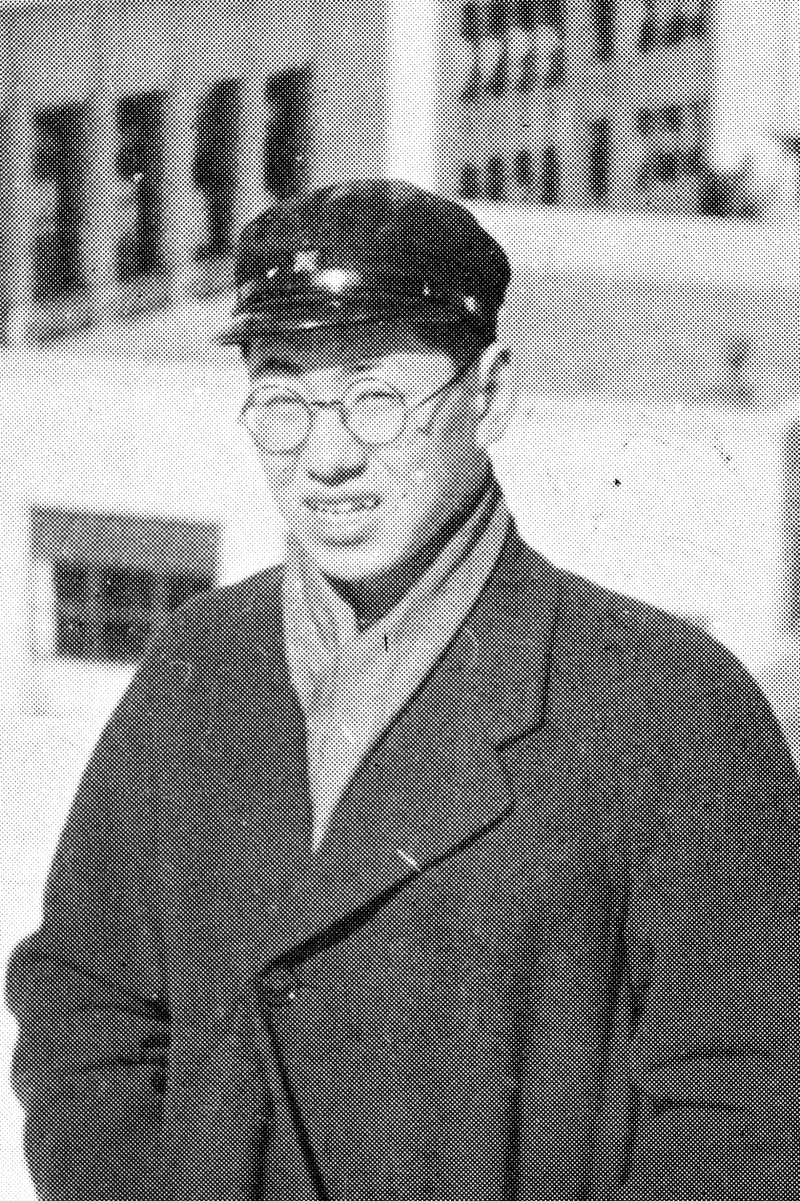
1938年19歳。慶應義塾大学予科1年。

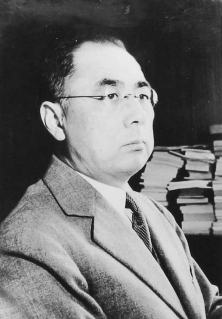
小泉信三 慶応義塾大学塾長(当時）撮影：三木淳、1940年頃。

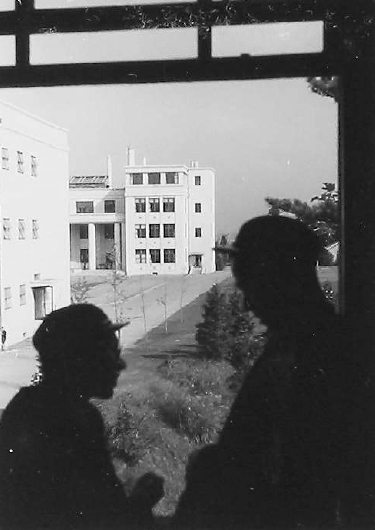
慶應義塾大学日吉校舎で 撮影：三木淳、1940年頃。

1938年（昭和13年)4月、横浜市日吉にある慶應義塾大学経済学部予科（1938年当時は予科3年、本科3年の6年制）に入学するため上京した。東京都目黒区柿の木坂にある、織物問屋を経営する義兄（長姉、春子の嫁ぎ先）の家に居候を始める。入学祝いに長兄が、ローライフレックスをプレゼントしてくれた。
柿の木坂の家に、早稲田大学の学生だった稲村隆正がよく遊びに来ていた。稲村とは、集団フォト、サンニュース・フォトス、ニッコールクラブ、日本写真家協会（JPS)、日本写真作家協会（JPA）を共にし、彼が1989年（平成元年）8月に亡くなるまで、家族ぐるみで付き合う生涯の友となる。稲村との交流の様子を、三木は以下のように綴っている 。
憧れていた慶應フォトレンズに入会すると、頭角を現していった。例会に写真を出品して、1等を2回続けて受賞した。予科祭のとき写真を出品すると、入賞カップを8個とり、賞を独占したこともあった。例会に出席して、話を聞くことが楽しいと感じていた。やがて、向上心の強い三木は賞をとればとるほど、会に物足りなさを感じるようになっていく。1年先輩の井戸川渉（陸軍中将の息子）が、雑誌『映画之友』でインタビュー記事を書いていた。写真の 早田雄二 とコンビを組んで記事を担当していたが、早田が出征するため三木が代わることになった。情報局総裁伊藤述史や頭山満を撮影した。
1941年（昭和16年)3月、慶応義塾大学経済学部予科（日吉）を終了した。同年4月、港区三田にある慶応義塾大学経済学部本科へと進学した。予科の終了時に配布するため、1939年（昭和14年）秋から『慶応義塾経済学部予科（日吉）終了記念アルバム』の撮影編集制作を三木ひとりで行った。1942年（昭和17年）10月から、雑誌『婦人画報』で撮影をするようになる。

#### 写真家を志す契機となる2枚の写真

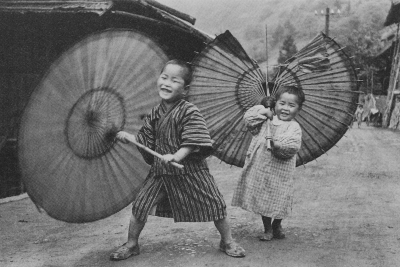
「傘を回す子供」(「小河内村のこども」)撮影：土門拳、1936年。

慶應義塾大学経済学部予科は東横線の日吉にあり、休講の時には東横線の終着駅がある横浜へたびたび向かった。伊勢佐木町にある書店には、外国船員らが売ったアメリカのグラフ誌『ライフ』を販売していた。三木は『ライフ』を買いあさり、英和辞書を片手に記事を翻訳して、新しい写真知識を吸収していった。表紙写真は毎号、個性のある写真家の作品が経歴と共に紹介されていた。いずれの写真家も大学を卒業していて、三木は「現代写真は職人的な上手さだけではなく、教養や思想も身につけなければならない」と感じた。『ライフ』を愛読していた頃の思い出を、次のように回想している。

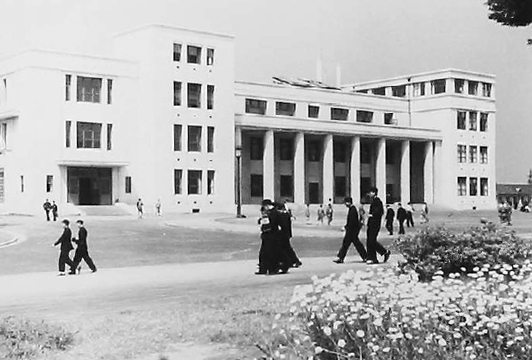
慶應義塾大学日吉校舎 撮影：三木淳、1940年頃。

三木が手にした『ライフ』の中に、マーガレット・バーク＝ホワイトが撮影したダムの写真を表紙にした創刊号（1936年11月23日号）があった。この写真に感動した三木は、自分の進む道は写真家だと決意した。バーク＝ホワイトの写真から受けた感銘と写真家を志した経緯を、以下のように語っている。
雑誌『歴程』を見ていると、印象深い口絵写真を見つけた。土門拳の撮影した「傘を回す子供」という東京都西多摩郡小河内村（現在の奥多摩町）で撮られた写真だった。雨上がりに番傘をグルグル回して遊んでいる子供のダイナミックな写真は、それまでの写真雑誌で見慣れた写真と全く異質な作品で震えるような感動を覚えた。土門の写真と出逢った頃の心情を、三木は次のように述懐している。

#### 土門拳との出会い

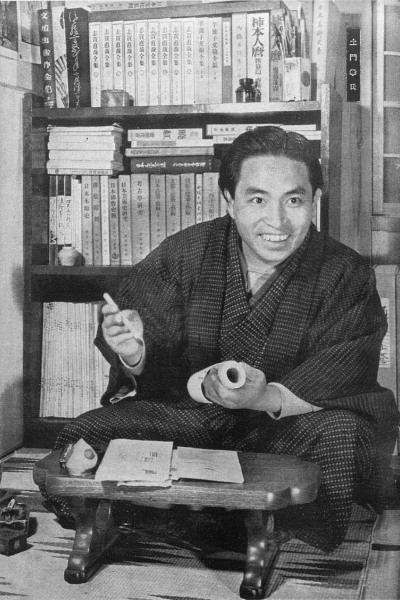
土門拳(『写真文化』1942年1月号より) 撮影：三木淳、1941年。

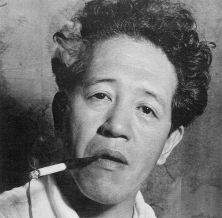
木村伊兵衛（『写真文化』1941年10月号より）撮影：三木淳、1941年。

1941年（昭和16年）夏、戦時統制が強まり雑誌統廃合が進んだ。『カメラ』『カメラクラブ』『写真サロン』の3誌が合併改題して『写真文化』（アルス社）が創刊された。岡山一中と慶應義塾の先輩にあたる石津良介が編集長になった。雑誌に新風を吹かせるために文章を書く井戸川渉とコンビを組んで、連載インタビュー記事の写真を撮影をすることになった。「声と顔」のタイトルで、写真家の名取洋之助、木村伊兵衛、資生堂初代社長で芸術写真家の福原信三、情報局情報官林謙一を撮影した。
1941年の初冬。土門拳の写真「傘を回す子供」から強いインパクトを受けていた三木は、当時まだ有名ではなかった土門を誌面で取り上げる事を石津に進言した。12月、取材のため築地明石町31番地にある土門の棟割長屋を訪ねると、彼は毛筆で巻紙に手紙をしたためているところだった。初めて会った土門の印象は「すごいバイタリティーのある人で、とにもかくにもびっくりした」と語っている。二人はこの時初めて顔を合わせた。土門拳32歳、三木淳22歳であった。
後年、あの時毛筆で巻紙にどんなことを書いていたのか尋ねたら「借金の申し込みだよ。人さまから金を借りるときは礼を尽くさねばならない」と言われた。写真は『写真文化』1942年1月号に掲載された。
三木と初めて会った時の様子を、土門は雑誌の座談会で次のように話している。

#### 名取洋之助と亀倉雄策、国際報道工芸社時代

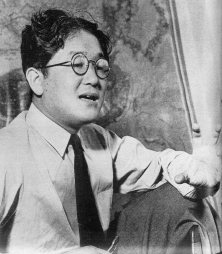
名取洋之助(『写真文化』1941年9月号より）撮影：三木淳、1941年。

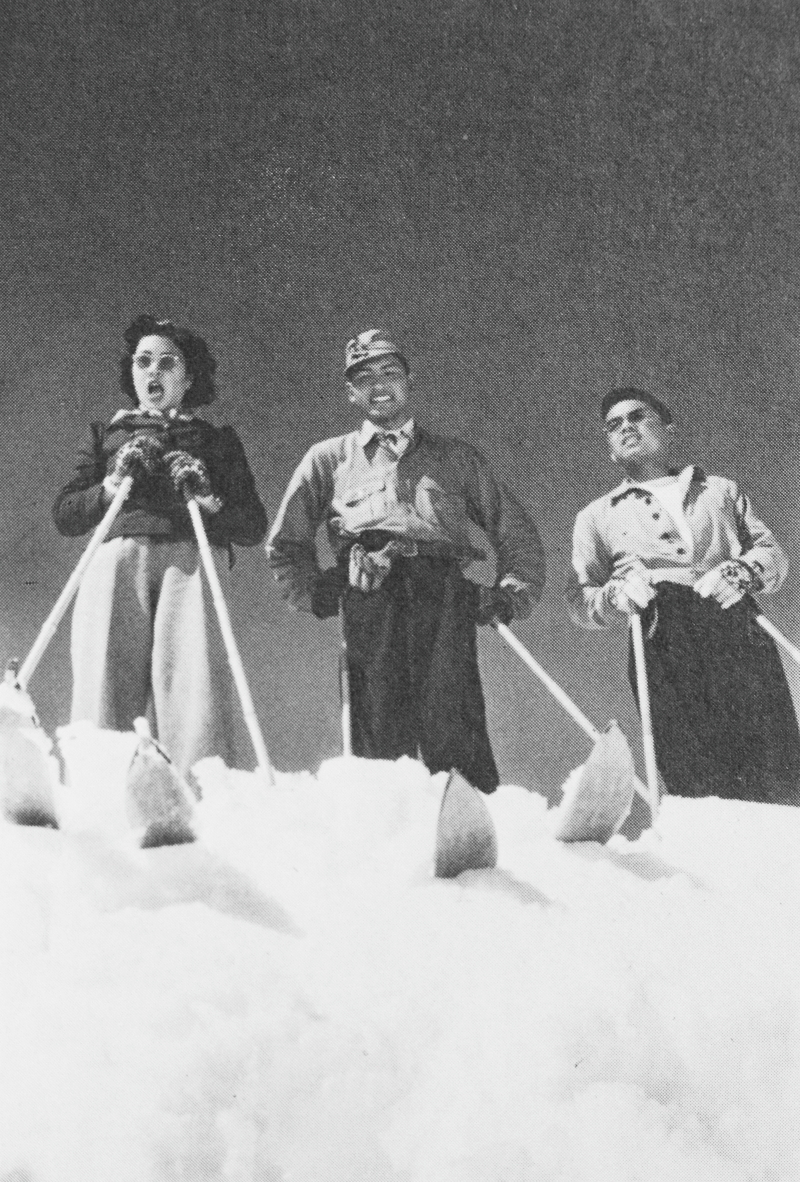
大東亜圏スキー大会 撮影：三木淳、1942年。

三木は『写真文化』1941年9月号のインタビューの時に出会った、国際報道工芸社（第二次日本工房）社長で写真家の名取洋之助が写真報道の必要性を説いたことに惹かれ、彼に写真を勉強したいと申し出た。名取は日本と中国の往来で慌ただしく時間がとれなかったため、同社国際部美術部長でアート・ディレクターの亀倉雄策を紹介した。彼が中心となって、タイに日本文化を紹介する新雑誌の企画を進めているときだった。
タイ語で書かれたグラフ誌『カウパアプ・タワンオーク』は、1941年（昭和16年）12月に創刊された。題字は『東亜画報』を意味した。月刊で刊行され全ページにアート紙を使ったもので、戦時下にもかかわらず豪華な雑誌であった。婦人服、家庭用品、スポーツ、観光的風景といった、他の国内雑誌では許可されない内容を扱った。
三木は大学の授業が終わると詰えりの学生服姿のまま、亀倉と木村伊兵衛がいる国際報道工芸社へ毎日通った。亀倉は『ライフ』『ヴォーグ』『ハーパーズ バザー』などの外国の雑誌をみせ、ロバート・キャパ、セシル・ビートン、エドワード・スタイケン、マルチン・ムンカッチなど優れた写真家の作品を注意深く見るように教えた。やがて三木は『カウパアプ・タワンオーク』に掲載する写真の撮影をするようになった。名取はスタッフに「タイの『ライフ』を作れ」とハッパをかけ、三木に300円のサラリーを支給した。しばらくすると、亀倉は写真の技術的なことを、土門拳に教えてもらうように勧めた。
亀倉は三木の当時の様子を、次のように伝えている。「タイ向けのグラフィック雑誌が順調に発行されて5号の時、私は三木淳にテーマを与えて撮影の依頼をした。そのテーマは雪を見たこともないタイやフィリピンの留学生を志賀高原にスキーに連れて行くというストーリーである。三木は組写真を撮ったのはこれが初めてだった。心配だったので私も同行して紙面の組立を三木と相談しながら撮影を敢行した。出来上がったグラフは大変好評だった」。

#### 土門に弟子入り

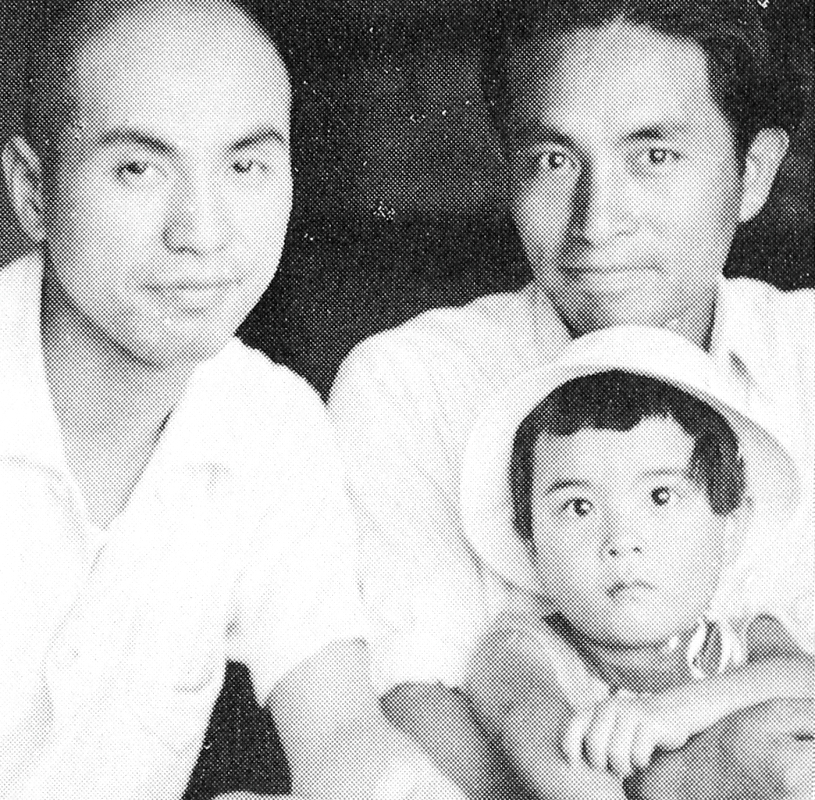
亀倉雄策（左）と土門拳（右）子供は土門の長女、真魚（第4代土門拳記念館館長、2002年就任）。1949年頃、撮影者不明。

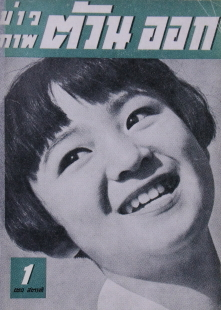
『カウパアプ・タワンオーク』1号 1941年12月1日発行。

1942年(昭和17年）、三木は土門に弟子入りして彼の母親が暮らす三畳の部屋に、寝泊まりするようになった。土門が「文楽」の撮影を進めていた時期だった。毎日撮影用の重い機材を背負い土門の自宅のある明石町から新橋演舞場へと歩いて通った。土門の助手を体験してみて、写真家というのは肉体労働者だとしみじみ思いしらされた。さんざんこき使われた三木は「もう厭だ、これでは殺されてしまう」と音をあげて道路の上に、大の字にひっくり返ったこともあった。それでも土門は駄々っ子の坊やを見るようにニヤニヤとしているだけだった。
土門家の押しかけ居候の身となった三木は、玄関番から便所掃除、洗濯、裁縫、靴磨き、買い物、子守り、さらには通帳と印鑑を預かり、苦しい土門家の家計のやりくりまで、ありとあらゆる仕事を手伝った。
三木は師匠の土門について、次のように記述している。
土門の偉大さを感じた三木は、師匠を越えるために英語を生かして海外で撮影をしようと考えた。「将来は何がなんでもライフの写真家になってみせます」と周囲にもらすようになり、木村伊兵衛に「ミキ・ライフ」とあだ名をつけられた。「僕は一生懸命に英語の勉強をしてきた。土門さんは日本では有名でも、海外では知られていない。僕は海外で知られる土門拳になるんだ」と三木は心に誓った。
三木が1962年に写真協会年度賞を受賞した時、土門は三木について以下のように書いている。

### 1943年-1945年(24歳-26歳) 太平洋戦争

#### 陸軍に入隊、満州へ

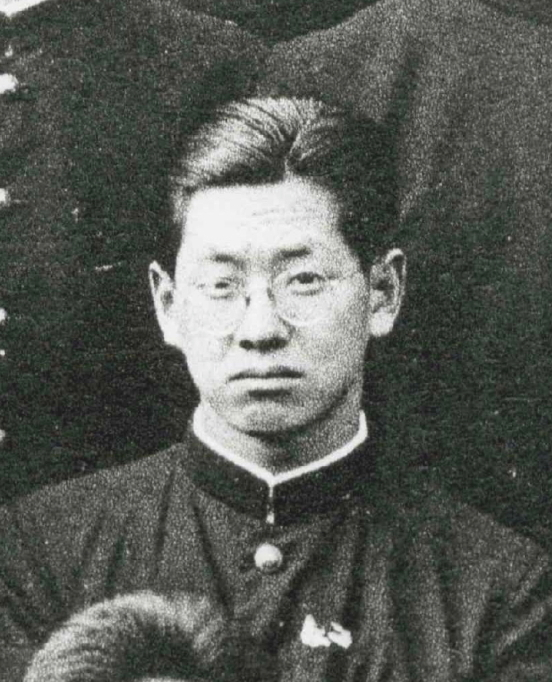
1943年24歳。『慶応義塾大学経済学部卒業記念写真帳』より。

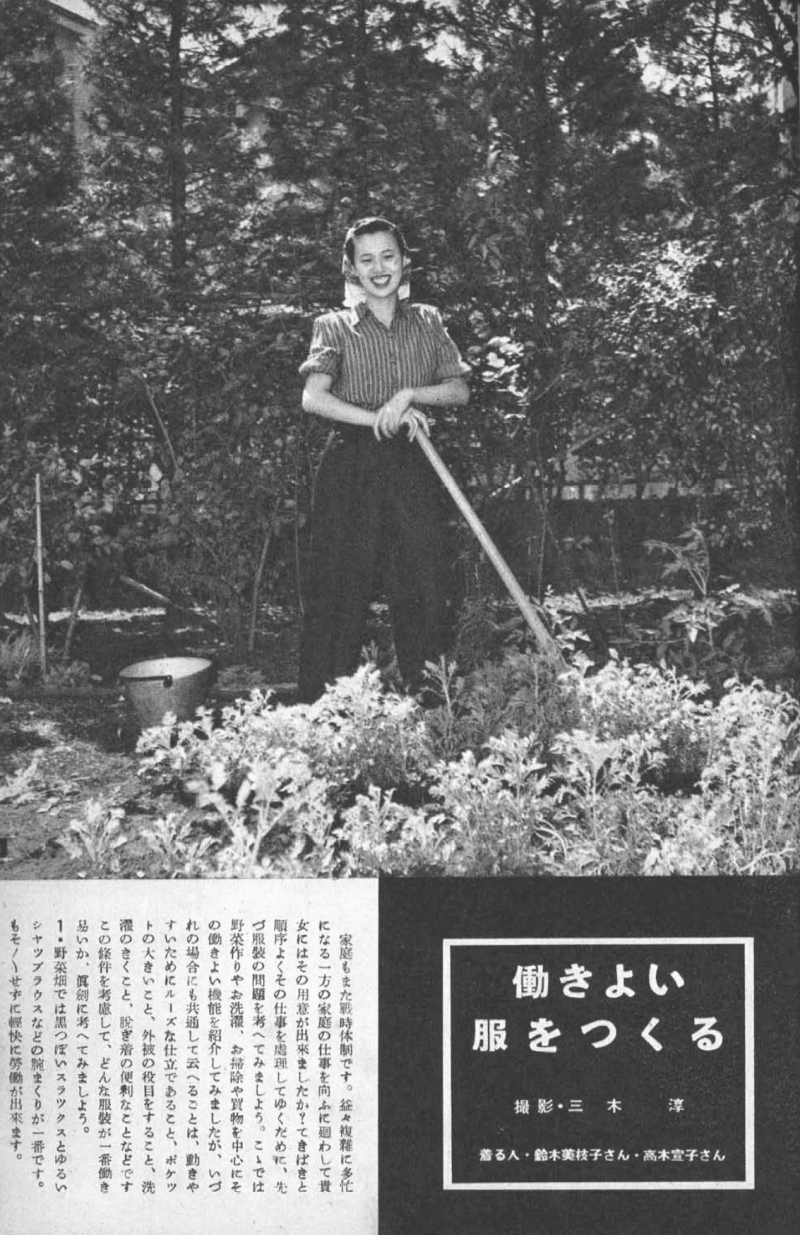
『婦人画報』1942年11月号「働きよい服をつくる」撮影：三木淳。

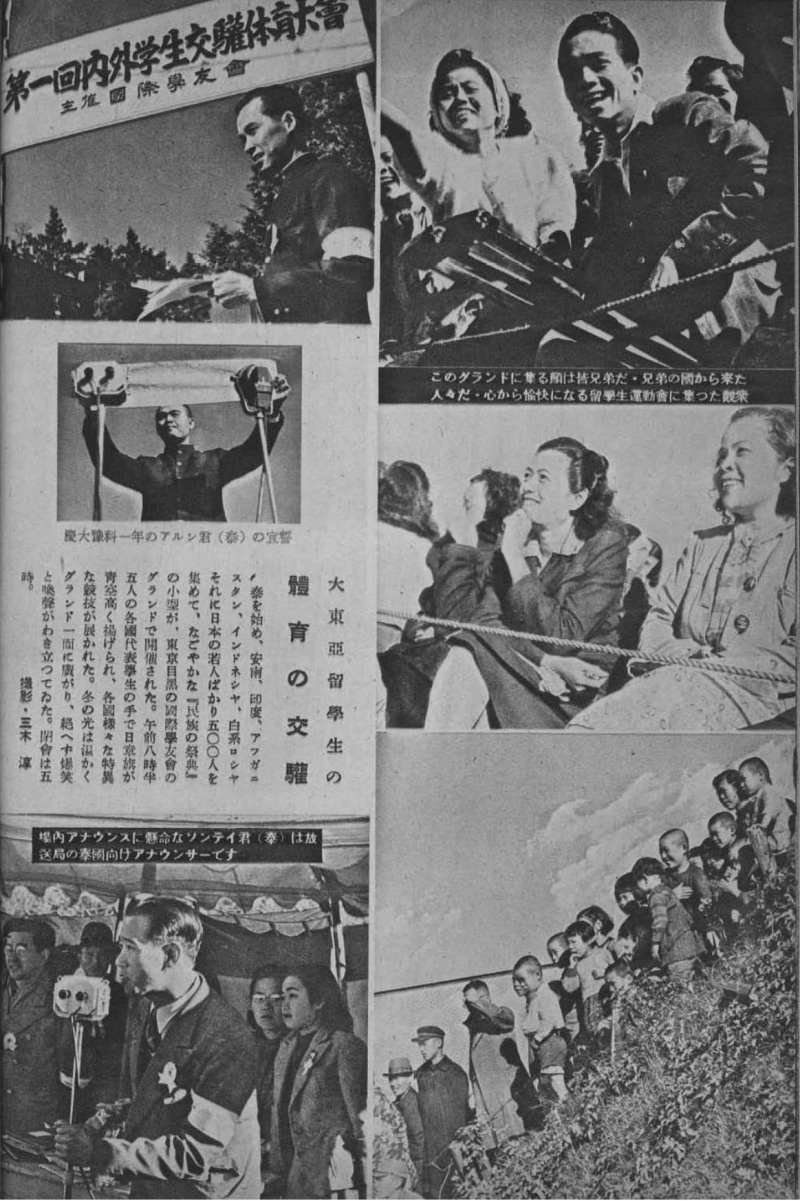
『婦人画報』1943年1月号「大東亜留学生の体育の交歓」撮影：三木淳。

1943年（昭和18年）9月、24歳になった三木は戦況の悪化のため慶応義塾大学経済学部を6カ月繰り上げ卒業した。写真家になるには厳しい情勢で、両親の希望もあり関西系の財閥会社野村合名にトップの成績で入社した。シンガポールを拠点とする南洋貿易を行っていた野村貿易に配属になった。
しかし、入社1か月で招集され陸軍第七航空教育隊（愛知県三方原）に入営した。1週間ほどで関東軍第四航空隊に転属になり、東満州の千振へ配属となった。「汽車に乗せられ、何処につれて行かれるのかさっぱりわからなかったが博多について船に乗った。船に乗ると防寒被服を渡され、バナナが腹一杯喰える南方行きの夢はふっ飛んだ」と三木はいう 。そこは対ソ連戦に備える飛行場大隊であり、飛行場整備が任務であった。新入りの三木は連日に渡り、先輩から厳しいしごきを受けた。毎夕4時半に地平線の彼方を黒い煙を吐いて汽車が走っていくのを見て、「あれに乗れば日本に帰れるんだがなあ」としごきと寒さに耐えかねて涙することもあった。
1944年（昭和19年）5月、関東軍経理部教育部新京陸軍経理学校(新京は満州国の首都で、中国吉林省長春市）に転属になった。幹部候補生の主計見習士官になる最終試験に合格するため「生涯のうちでこれほど勉強したことがない」と言い切るほど勉強に励んだ。11月に経理部教育部幹部候補生試験に1000人中2番の成績で合格して主計見習士官となった。成績が優秀だったことで東京の市ヶ谷にある、大本営陸軍航空本部付を命じられた。
以下は自身の執筆による、戦争中の様子である。

#### 市ヶ谷、熊本、福岡、そして終戦

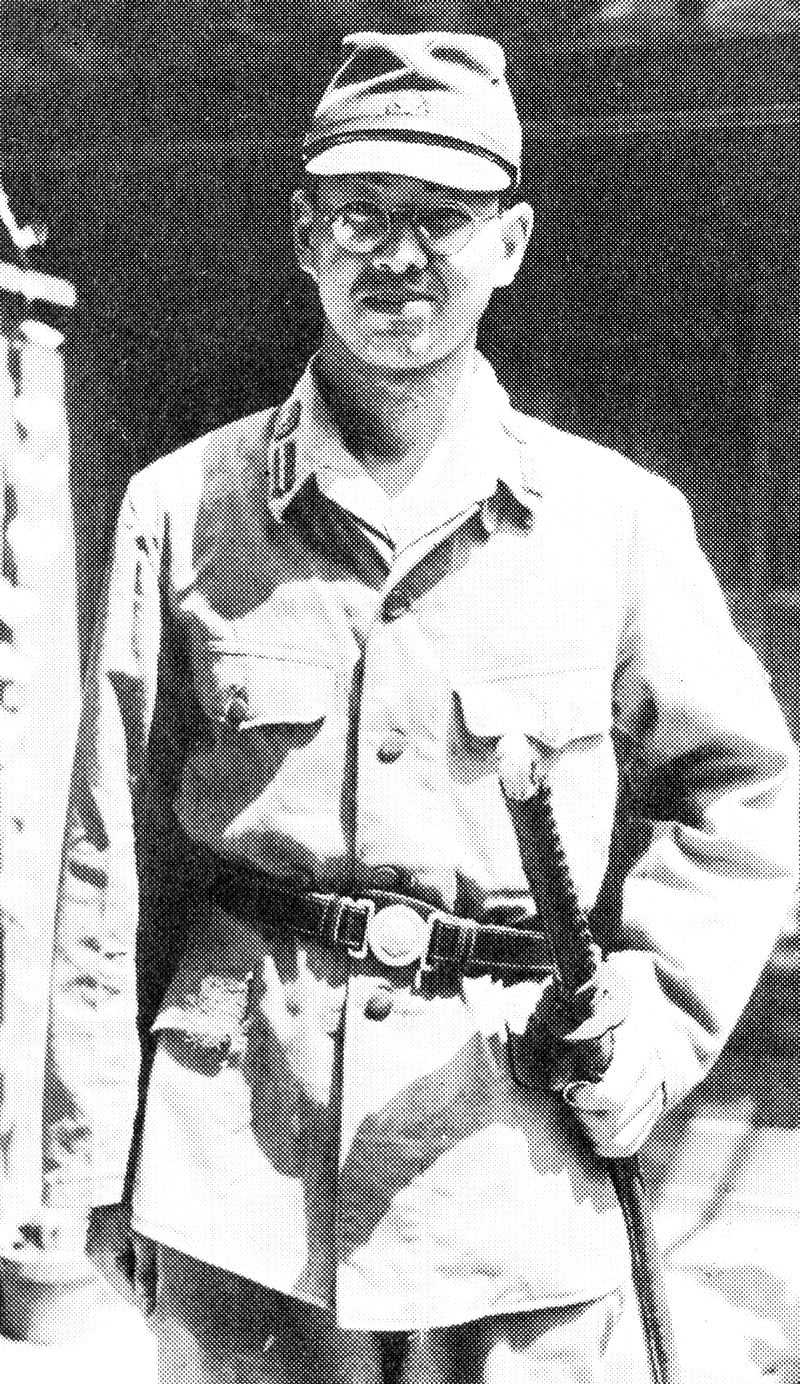
1945年26歳。西部軍司令部経理部見習士官時代。

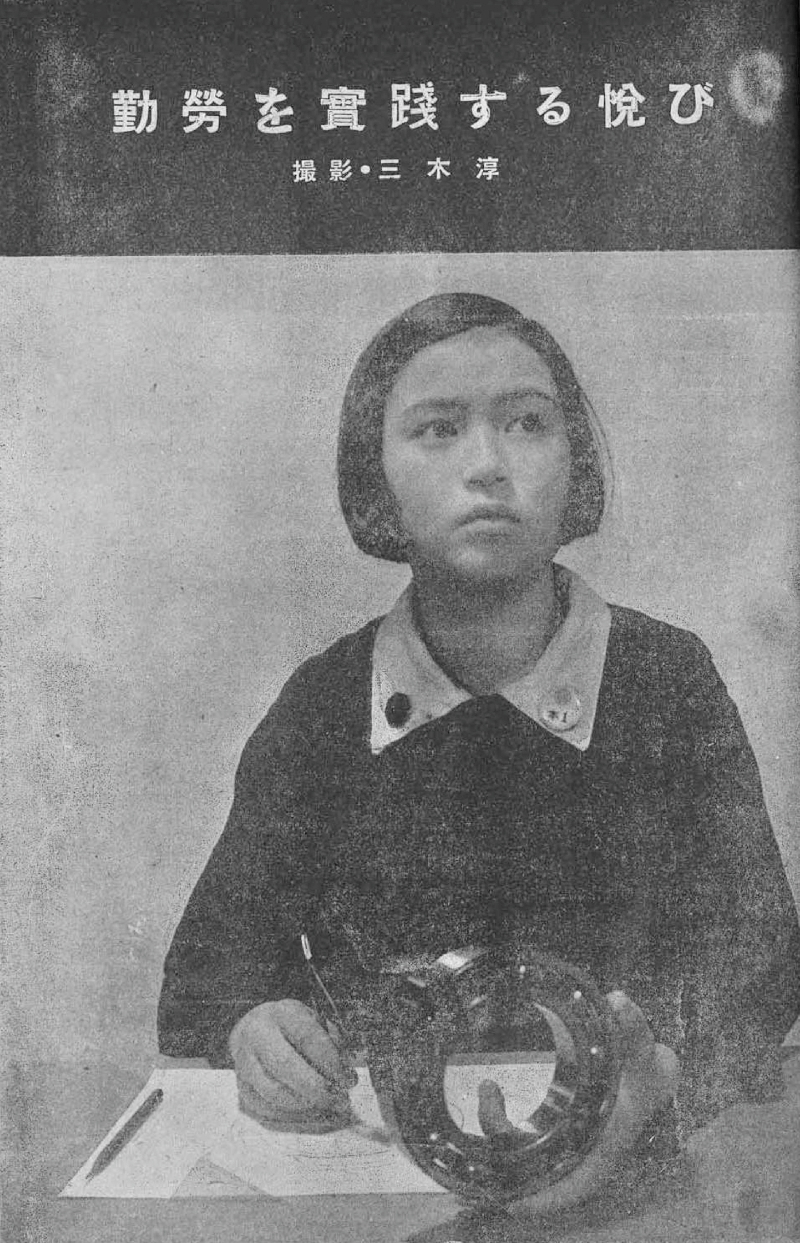
『婦人画報』1943年2月号「勤労を実践する悦び」出征前、最後の雑誌記事と推測。撮影：三木淳。

市ヶ谷の大本営に移ると、最下級の身分の初年兵三木は、連夜の空襲のサイレンが鳴ると飛び起きて警備の責任地域に急行しなければならなかった。警報解除になっても寒い冬には寝つけなく、睡眠不足の毎日であった。直属上官の五島昇中尉（後の東急グループ会長）にお願いして、熊本の陸軍航空本部西部出張所に転属させてもらった。
戦局が悪化して飛行場の航空機が少なくなると、西部軍司令部の経理部へ転属となり、福岡県福岡市の筥崎宮の境内にある自動車修理工場の責任者になった。そこでは捕虜になったアメリカ軍属約40人が働いていた。汚れっぱなしの捕虜たちに「泳いでよろしい」と海水浴を許可したところ、憲兵に殴られ左上顎の歯を二本失った。
三木に好意をもっていた捕虜達は、赤十字経由で送られてくる『ライフ』を見せてくれた。誌面で活動するカール・マイダンスやジョージ・シルクの写真を見て胸を躍らせた。9年後の1954年（昭和29年）に三木がアメリカのタイム・ライフのニューヨーク本社にいたとき、元アメリカ軍の捕虜が誌面にジュン・ミキの名前があるのを見つけ、編集部に電話をかけてきた。彼らはニューヨークに集まり、三木のために入社のお祝いパーティーを開いてくれた。三木は生きて再び会えた喜びをかみしめ、嬉しさのあまり号泣した。
1945年（昭和20年）8月15日、日本はポツダム宣言を受諾した。西部軍経理部解散にともない一階級昇進し陸軍主計少尉となって除隊した。

### 1945年-1949年(26歳-30歳) 終戦、『ライフ』の写真家を目指す

#### サンニュース・フォトス社へ入社

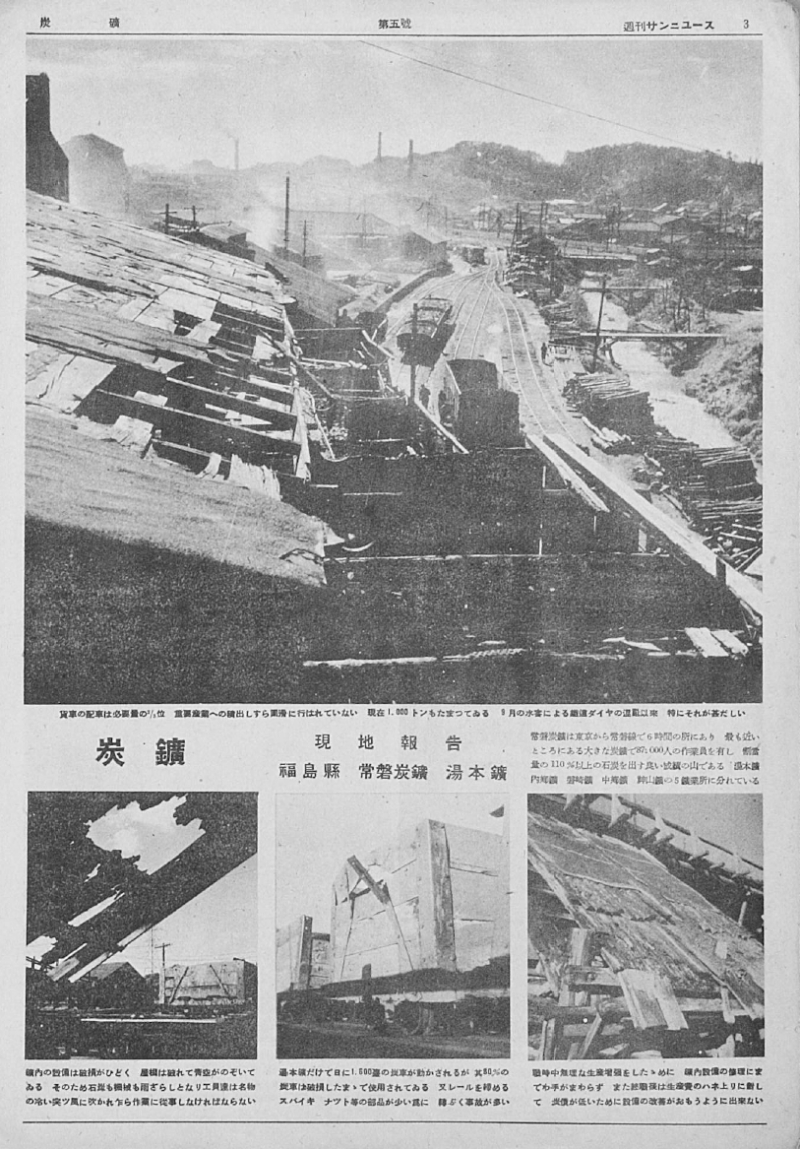
『週刊サンニュース』1947年12月11日号、サン・ニュース・フォトス、「炭鉱」撮影：三木淳。

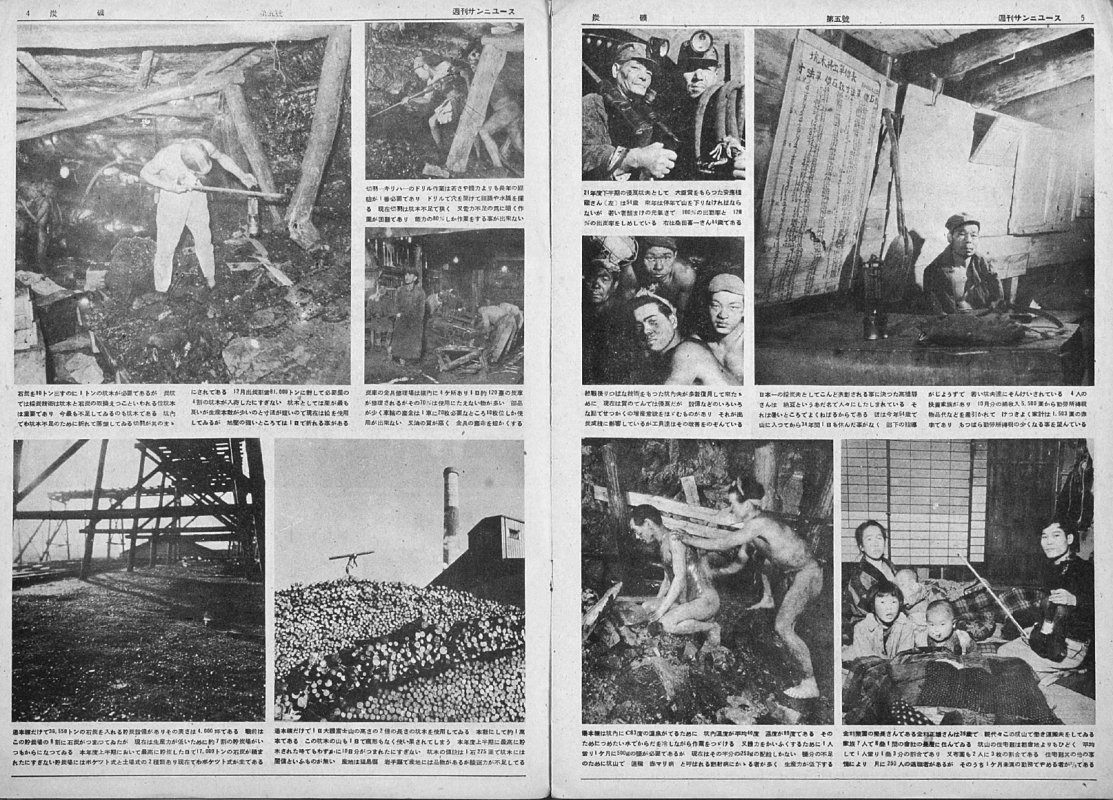
『週刊サンニュース』1947年12月11日号、サン・ニュース・フォトス、「炭鉱」撮影：三木淳。

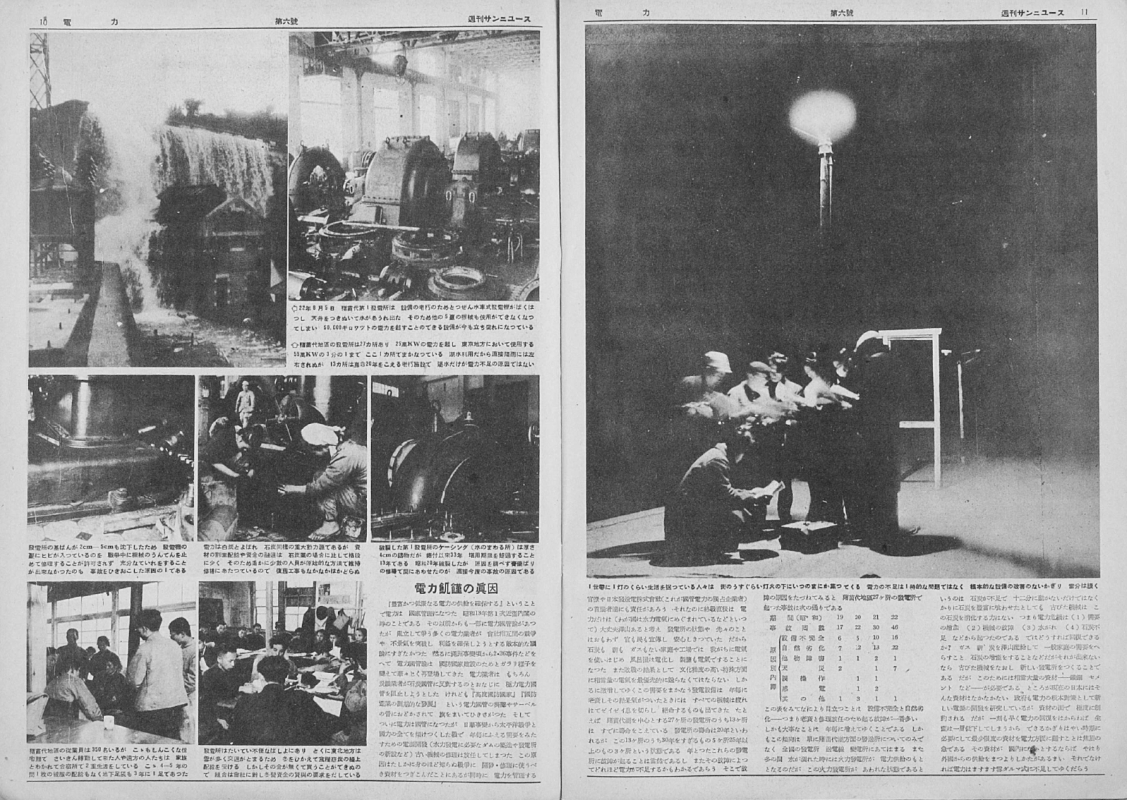
週刊サンニュース』1947年12月18日号、サン・ニュース・フォトス、「電力飢饉の真因」撮影：三木淳。

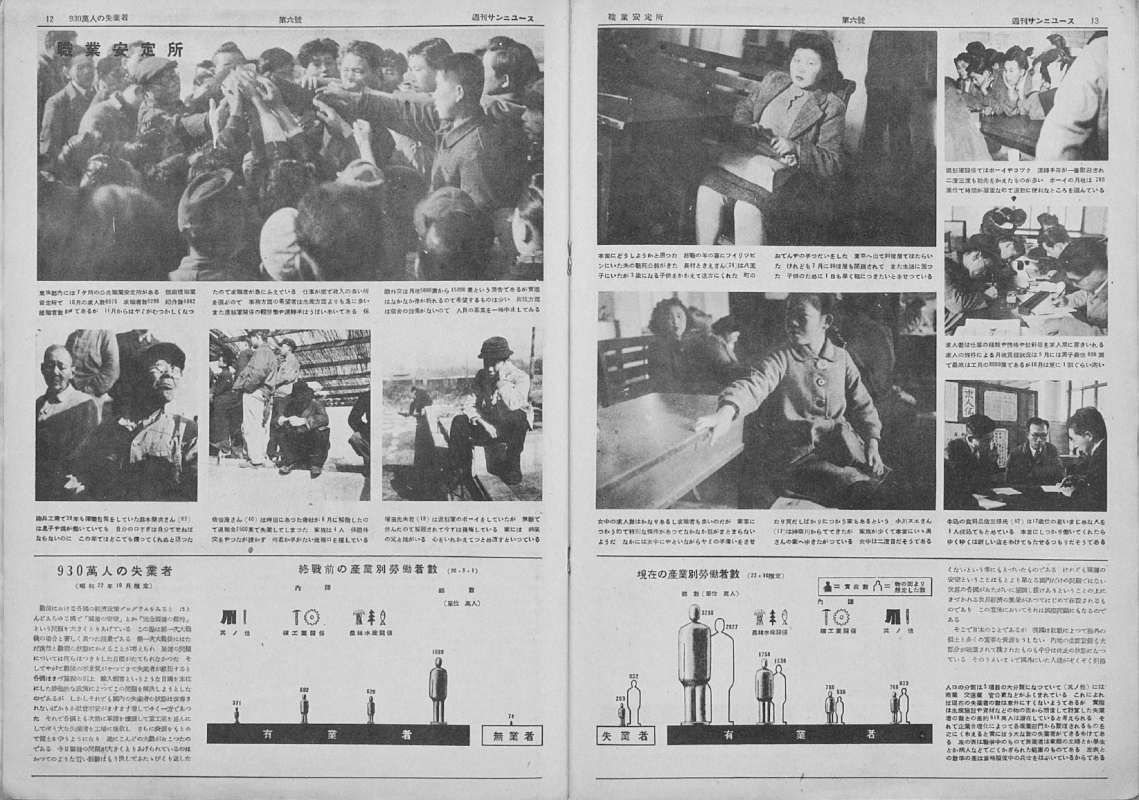
週刊サンニュース』1947年12月18日号、サン・ニュース・フォトス、「職業安定所」撮影：三木淳。

除隊した三木は一旦岡山へ帰るが再び上京し、野村貿易に復職した。しかし敗戦国では貿易もできず、仕事といえばヤミ物資を売り歩くぐらいであった。思い描いていた貿易業務とは程遠く、嫌気がさしていた。会社の重役からは「お前は将来必ず重役になれる人だから、会社へ残れ」と言われたが、写真の道へ戻ろうと腹を決めた三木は退社を申し出た。話を聞いた土門は「このバカ野郎！お前は金持ちになってオレを養うんだ」と三木を怒鳴った。
1947年（昭和22年）2月、上海から帰った名取洋之助から「日本でも『ライフ』のような雑誌をつくろうではないか」と誘いをうけて、稲村隆正とともにサンニュース・フォトス社に入社する。スタッフを充実させ週刊グラフ誌『週刊サンニュース』を11月に創刊した。サンニュース・フォトスに集まった写真家は、木村伊兵衛、藤本四八、牧田仁、樋口進、薗部澄、細井三平、三堀家義、石井彰、長野重一、田沼武能、佐伯義勝 らがいて、戦前の国際報道工芸社（第二次日本工房）同様に“名取学校”と呼ばれた。
稲村について書かれた文献では、当時の様子を次のように記述している。
「将来『ライフ』の写真家になりたいんだったら、ニュースの勉強をしておくといいよ。明日から東京裁判に行きなさい」と名取に言われ連日法廷に通い撮影をした。出廷する証人の顔を撮るのが仕事で、いつ新しい証人が出廷するかわからず一刻も傍聴席から離れることが出来なかった。MPの監視が厳しく被告に近づくことはできず、『ライフ』でマイダンスが撮影した被告人入廷シーンや家族との対面の写真を見ると、取材範囲を規制された裁かれる側の写真記者の歯がゆさをしみじみ感じた。
『週刊サンニュース』の仕事が始まり、現像の終わった写真を名取に持って行くと、彼は写真を見るなり何も言わずに印画紙を破りゴミ箱に捨てニヤリと笑った。ふて腐れて席に戻ると、顧問の木村伊兵衛が「三木さん、怒りなさんなよ。洋之助は気狂いだからね」とパイプを磨きながら慰めてくれた。
三木は対談の中で、名取について以下のように語っている。
1947年（昭和22年）3月、病伏中の元関東軍参謀長石原莞爾将軍の臨床尋問が山形県酒田市であり、出張することになった。当時の酒田にはホテルが無く、東京から乗って行った軍用列車を酒田駅構内に停車させてホテルとして使用した。この時同行したINP通信社(後のUPI通信社）の東京支局長チャールズ・ローズクランスと親しくなった。
臨時法廷が始まると、検事の厳しい尋問にも平然と答える石原将軍の論旨はいささかもゆるがず、武人の立派さをみせつけられ感動した。移動するための自動車はなく、リヤカーに乗り帰路につく将軍の後を追うと「日本は必ず敗戦の痛手から立ち直る。君は若いのだから頑張ってくれ給え」と諭された。石原将軍について、三木は次のように書き記した。

#### INP通信社へ移籍

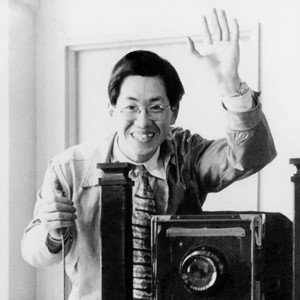
1950年31歳頃。明治製菓ビルのオフィスで撮影と推測。

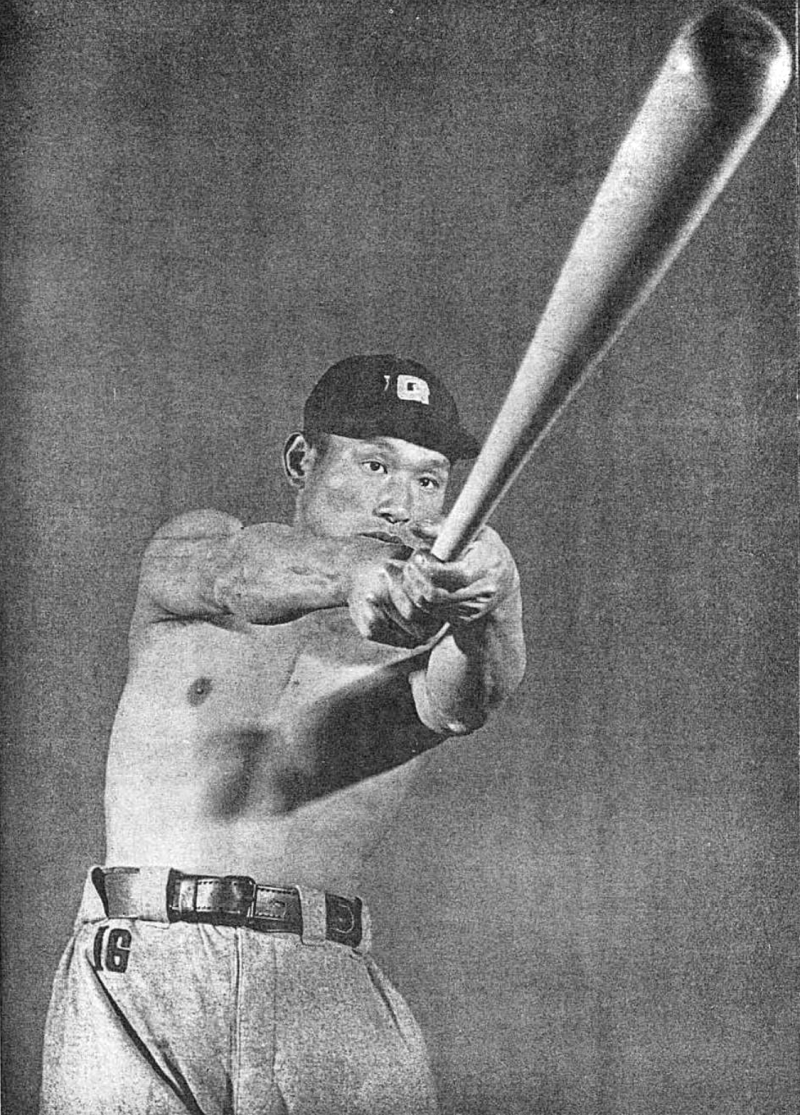
「読売巨人軍、川上哲治選手」『カメラ 特集号ポーズと採光』アルス、1950年2月10日。INP通信社に1台だけあった、当時はとても珍しいストロボを使用して撮影。 撮影：三木淳、1948年

1948年（昭和23年）3月頃、名取とそりが合わなかった三木はサンニュースを退職。石原将軍の取材時に知り合ったチャールズ・ローズクランスから「ミスターミキ、名取を辞めて俺のところへ来て働いてくれよ」と度々誘いを受けていたINP通信社へと移籍した。
フィルム1本が貴重な敗戦直後の日本で、アメリカの写真家達はカメラはスピードグラフィックを使い、何度も発光するストロボや便利なシンクロ発光装置を持ち、フィルムを湯水のように使っていたのを羨ましいと思っていた三木は、INPでアメリカの潤沢なカメラ機材を使えることが嬉しかった。ローズクランスは、新品のスピードグラフィックを三木に渡した。このカメラを持って日比谷公会堂で公演された長門美保歌劇団「ミカド」の撮影に向かった。思う存分フィルムを使って撮影し、オフィスに戻りさっそく現像した。
しかし、どのフィルムにも画像は写っておらず、真っ黒のままだった。フォーカルプレーンシャッターが閉まっていて、露光することが出来なかったのだ。ミスに気が付いた三木は身体が震えた。「いい写真が撮れたかい？」と声をかけてきた、ローズクランスの顔を見ることが出来なかった。蚊の鳴くような声で「すみません」と言うと、「OK、誰でも最初は失敗する。大丈夫。また明日、撮れるよ」と笑いながら三木を励ました。三木は彼の怒ったところを一度も見たことがなかった。『ライフ』に移籍する時には、「うちのダークルームを自由に使っていいからね」と言われ敬服した。彼は朝鮮戦争の取材に向かう途中、搭乗機が伊丹の山中に墜落炎上し帰らぬ人となった。

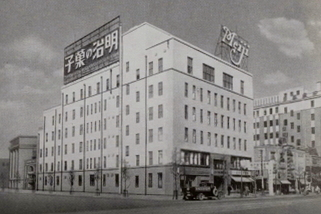
1936年頃の明治製菓ビル（東京都中央区京橋）手前の道路は、鍛冶橋通り。

INPの事務所はタイム・ライフ東京支社と同じ、中央区京橋の明治製菓ビル5階にあった。廊下をへだてた向かいの部屋には、米国ビジネス誌『フォーチュン』の東京支局長も兼ねていた写真家ホーレス・ブリストルが社長を務める、イースト・ウエスト通信社があった。戦後、三木の紹介で同通信社に稲村隆正が入社した。また、後にライシャワー駐日大使夫人となる松方ハルが秘書として勤務していたほか、三木が英会話を習っていたジェームス・ハリスもいた。後年、彼はラジオ講座「百万人の英語」で有名になった。
そして、1950年（昭和25年）に結婚する長谷川康子が社長秘書として勤めていた、米国経済新聞「ウォール・ストリート・ジャーナル」東京支局もあった。タイム・ライフ東京支局長のカール・マイダンスと、廊下やエレベーターで顔を会わせることも多かった。三木は英語を生かして、マイダンスと挨拶をかわし、会話をまじえる仲になっていた。

### 1949年-1956年(30歳-37歳) 『ライフ』時代

#### タイム・ライフ社に正式入社

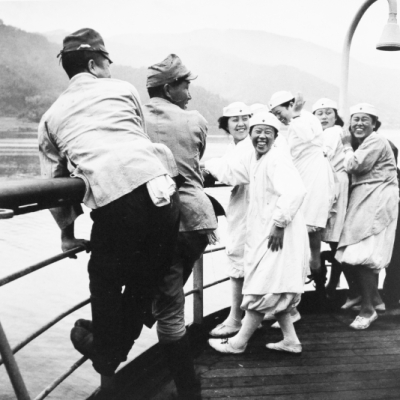
高砂丸甲板で 撮影:三木淳、1949年。

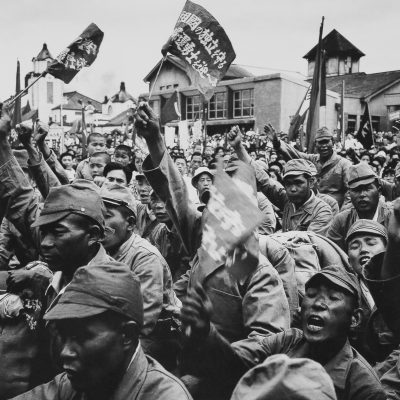
京都駅前で「インターナショナル」を大合唱する帰還兵たち 撮影:三木淳、1949年。

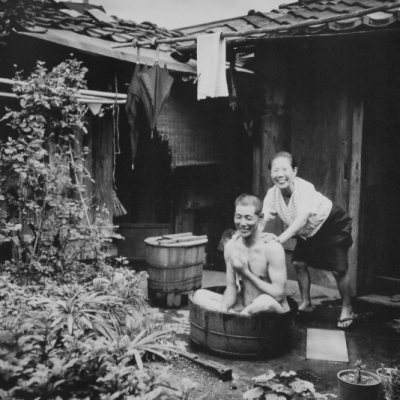
母に背中を流してもらう帰還兵 撮影:三木淳、1949年。

1949年（昭和24年）6月27日、シベリア抑留中の元日本兵らが高砂丸に乗り京都府舞鶴に帰還することになった。ソビエトのプロパガンダを受けた彼らが帰国することにより、日本に共産主義、いわゆる“赤”が広まることを恐れていたアメリカは、この出来事を重要視していた。マイダンスは朝鮮半島へ出向いていたため、このニュースを誰に撮影させるか熟考して、三木に声を掛けることに決めた。舞鶴に到着した三木は、甲板での帰還兵の姿や下船の様子など、無我夢中でローライフレックスのシャッターを切った。そして、帰還兵の中の一人に声をかけ京都の西陣にある自宅までついて行き、庭で行水をする姿まで撮影しストーリーを作った。
『ライフ』に写真を送るとすぐに「巻頭特集に使うので撮影者の名前を使っていいか許可を取れ」と返事が来た。『ライフ』米国内版1949年7月18日号に「日本の“赤色部隊”祖国に帰る」とタイトルが付けられ撮影者ジュン・ミキの署名入りで7ページ18枚の写真が掲載された。当時の雑誌インタビューに、三木が話した撮影時の様子が以下のように掲載されている。
原稿料は500ドル、円に換算すると18万円だった。当時のサラリーマンの平均年収は10万円ほどなので、年収の2倍近い金額になる。そのなかから6万円を奮発し、新品のライカを土門拳にプレゼントした。タイム・ライフ本社は三木の実力を認め「ジュン・ミキを即刻雇うように。条件は臨時ではなく、定年までの雇用である」と電報を送った。
30歳を目前にした8月、タイム・ライフ社と正式社員として契約を結ぶ。日本人唯一の正規スタッフ写真家となった。初任給は3万5千円、掲載料は別に支給され、交際費などを合わせると月収10万円ほどになった。タイム・ライフ社と契約を結んだ時の気持ちを、三木はインタビューで次のように語っている。
（「赤軍故郷に帰る」シリーズの写真は、東京都写真美術館・収蔵品検索で参照できる。）

#### D・D・ダンカン初来日、ニッコールレンズと出会う

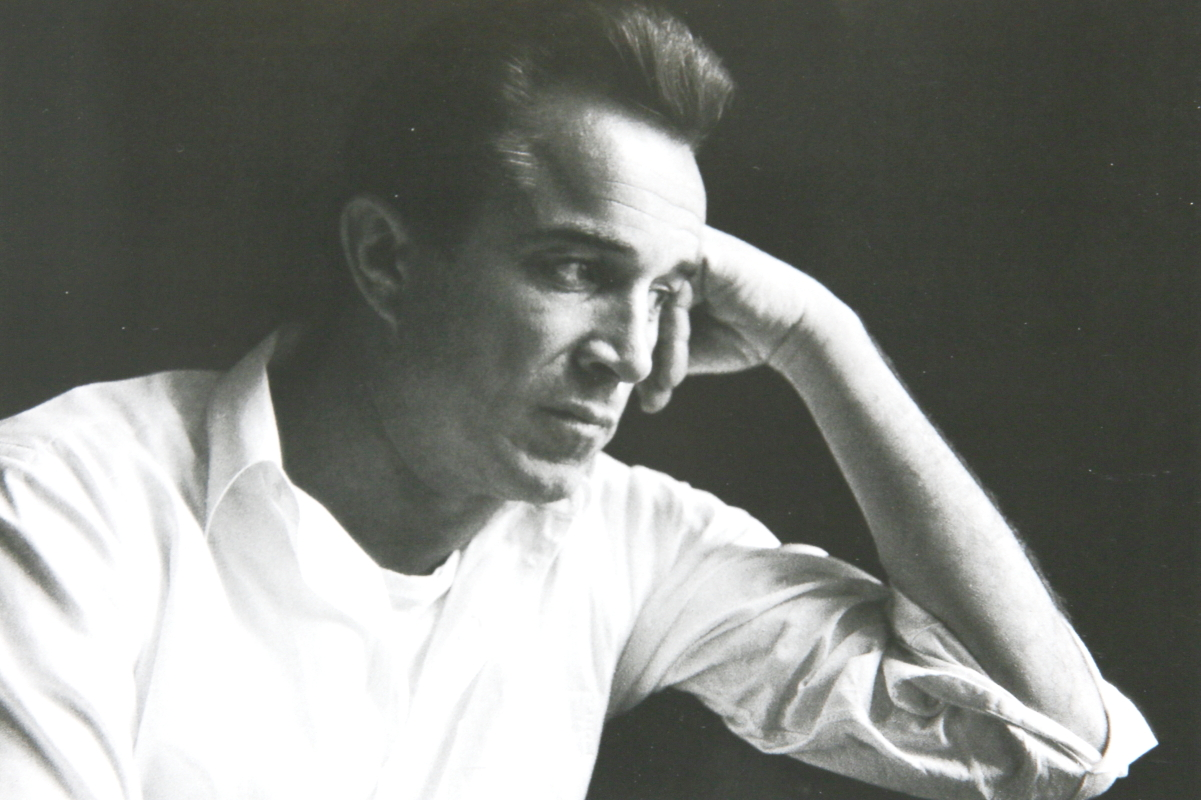
D.D.ダンカン（東京都中央区京橋のタイム・ライフ東京支局で）撮影：三木淳、1950年6月、ニッコール8.5cmF2を使用。

1950年（昭和25年）5月、日本文化の伝統美をテーマに撮影するため、ライフの写真家デビッド・ダグラス・ダンカンが初来日した。6月の夕方、三木はタイム・ライフ東京支局でダンカンの写真を、ライカのボディーに日本光学製のレンズ、ニッコール8.5cmF2を付けて撮影した。「日本製のゾナーだよ」とダンカンに言うと、彼は「ほほう、日本製のキャデラックなど、どこにある？」と敗戦国製のレンズなど気にも留めなかった。
しかし、翌日8×10サイズにプリントした写真をダンカンに見せると彼は驚愕した。「こんなシャープなレンズは初めてだ！ この会社をみてみたい。すぐに電話をかけてくれ」と興奮気味に言われ、日本光学に電話を入れた。直接電話に出た長岡正男社長に用件を伝えると快諾してくれた。二人は日本光学大井工場に出向き、ニッコールレンズを次々にテストした。「ワンダフル、ジャパニーズレンズ」とダンカンはつぶやいた。ニッコールレンズは当時最高レベルのドイツ製レンズに勝る高性能であった。この時から、三木とダンカンは兄弟のような交友関係をつづけた。三木の葬儀の時、76歳になったダンカンはフランスから駆け付け、思い出のニッコールレンズを遺影に掲げながら、追悼の辞を捧げた。
三木は当時のことを述懐して、このように執筆している。
ダンカンは三木とニッコールとの出会いについて、以下のように書いている。

#### 朝鮮戦争勃発とニコン製品の評価

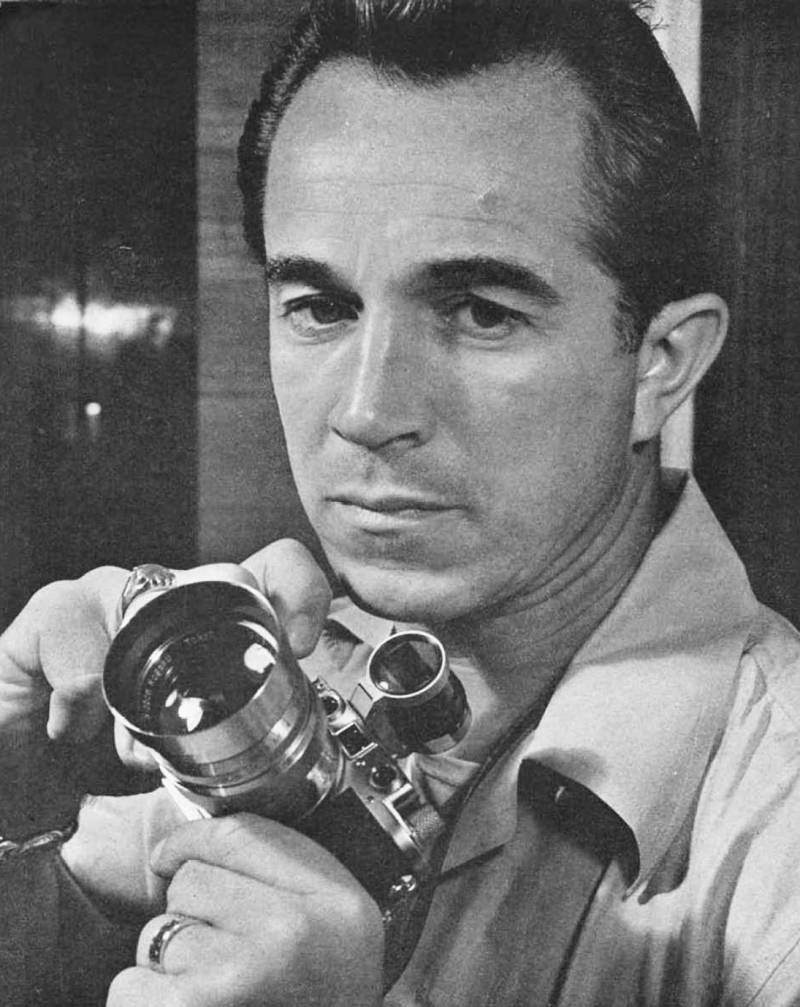
D.D.ダンカン 6月10日、ローライオートマットで三木が撮影。

このレンズテストの1週間後の6月25日に朝鮮戦争が勃発すると、ダンカンはドイツ製レンズではなくニッコールレンズ5cmF1.5と13.5cmF3.5を携え、誰よりも早く戦場へと向かった。写真をニューヨーク本社へ送ると、「デイヴィッド、君の撮った写真は非常にシャープで驚いている。大型カメラの4×5で撮ったのかと思うくらいだ。どんなレンズを使っているのだろうと、ライフのフォト・ラボで話題になっている。ぜひとも教えて欲しい」という電報がきた。
ダンカンは「それは終戦後日本で作られた、ニッコールというレンズである」と即打電した。朝鮮戦争に従軍するライフの写真家達は「ニコンボディ2台にレンズ一式そろえておいてくれ」と三木へ電報を送り、東京支局でニコンを手に入れてから戦場へと向かった。タイム・ライフ社からは、次々に注文が入り合計150台にもなった。
朝鮮戦争で使われたニコン製品の品質の高さは、1950年12月10日アメリカの新聞『ニューヨークタイムズ』に「ライフ誌のカメラマンたちが日本製の35ミリカメラとレンズは、ドイツ製品より優秀だと評価したため衝撃が起きている」と紹介された。まったく無名であった日本製工業製品、ニコンのレンズとカメラが世界で認められる最初の一歩となった。
朝鮮戦争従軍とニコンについて、当時の様子を伝えるダンカンの言葉である。
（ダンカンの撮影した「朝鮮戦争」の写真は、『LIFE』のHPで参照できる。）

#### 集団フォト結成

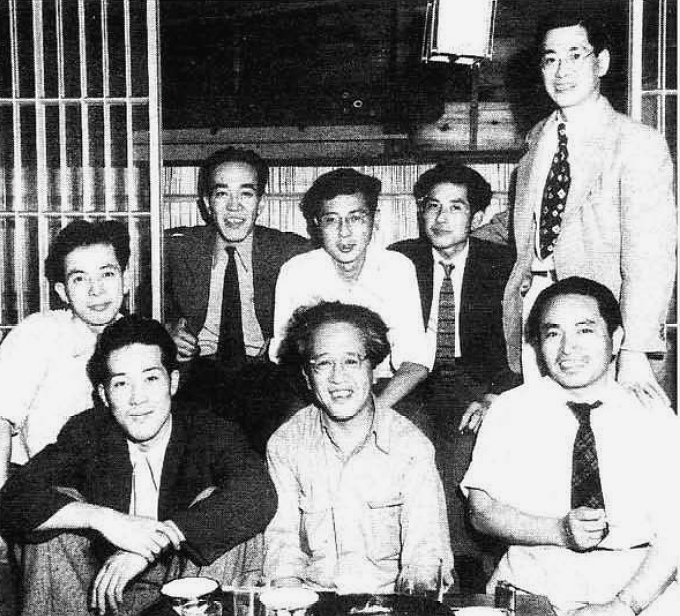
1950年、『集団フォト』結成の会。後列右より、代表の三木淳、山本静夫、樋口進、稲村隆正、石井彰、前列右より、土門拳、木村伊兵衛、大竹省二。銀座「キッチン八眞茂登（やまもと）」で。

1950年（昭和25年）秋、花鳥風月的なサロン写真がもてはやされる日本写真界の現状と将来を危惧し、新たな道を開拓するために「集団フォト」を結成した。土門が発意した名称であった。ロバート・キャパ、アンリ・カルティエ＝ブレッソン、デヴィッド・シーモア、ジョージ・ロジャーらによって1947年に創立された国際写真家集団マグナム・フォトを手本とした。彼らの写真を紹介するため、日本と海外写真家による合同写真展を企画した。
顧問には木村伊兵衛と土門拳を迎えた。個性の強い2人のスーパースターは犬猿の仲であったが、学生時代からの師匠である土門と、サンニュース時代に指導を受けた木村を師と仰ぐ三木は、二人に日本の写真界を牽引してもらうため和解をうながした。創立メンバーは稲村隆正、大竹省二、三堀家義、山本静夫、樋口進、石井彰、田沼武能、佐伯義勝らであった。また、会のバッチのデザインは特別会員のイサム・ノグチが行い、亀倉雄策は写真展の構成やパンフレット、ポスターのデザインなどを担当した。メンバーの多くは、後に設立されるニッコールクラブへと繋がっていく。
三木は集団フォト結成について次のように話している。
以下は木村と土門を集団フォトの顧問に迎えた時の様子を語る、座談会での三木の発言である。

#### ブレッソンを日本に初めて紹介した「集団フォト展」

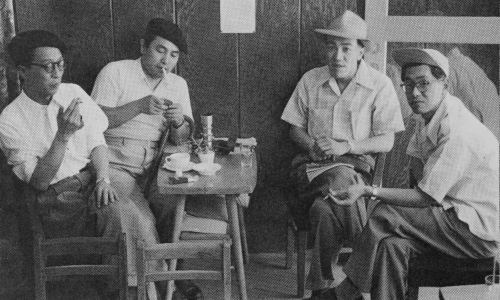
右から、三木淳、稲村隆正、土門拳、永井嘉一、喫茶店「マミー」（新橋）で。1950年頃。

1950年（昭和25年）、朝鮮戦争取材のため来日したライフの写真家 ハンク・ウォーカー から「ブレッソンは、ダンカンからニッコールレンズの優秀性を聞いて、ニコンのレンズをぜひ手に入れたいと熱望している。しかし日本のレンズをパリで手に入れるのはとても困難だ」と話していたと聞いた。三木はすぐにアメリカ経由でパリのブレッソンまでニッコールレンズを送り届けると、彼は心のこもった礼状を返信してきた。三木が日本のジャーナリズムの現状と、ヨーロッパの写真家を日本で紹介したいことを手紙で伝えると、ブレッソンは他のヨーロッパの写真家の写真も一緒に送ることを約束してくれた。
展覧会直前の1951年5月、ブレッソンから待望の写真が届いた。三木はさらにライフの写真家達にも、展覧会のために写真の提供を依頼した。ブレッソンは1952年に写真集『The Decisive Moment』を発表するとすぐに三木へ送った。三木は『決定的瞬間』と翻訳して、伊奈信男に写真集を紹介した。それ以来「決定的瞬間」という言葉は、世間に広がり定着した。
ブレッソンの写真が届いた時の様子を、三木は次のように書き記した。

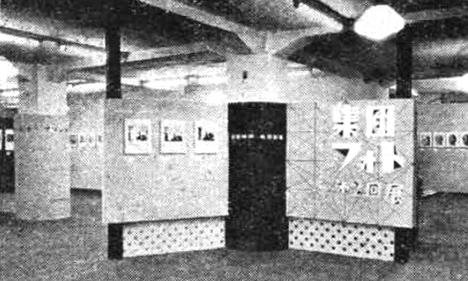
『第2回集団フォト展』会場風景。会場構成は亀倉雄策。

1951年（昭和26年）6月2日から10日まで、「日仏米英連合写真展」と称した第1回集団フォト展を銀座三越で開催した。送ってもらったブレッソンの写真や、ライフの写真家であるアルフレッド・アイゼンスタット、レオナード・マッコム、ピーター・スタックポール、アラン・グラント、ノーマン・スーン（宋徳和）、ルース・オーキン、ニナ・リーン、フランク・シャーシェルらの写真と集団フォトのメンバーの写真が展示された。3万人の来場があった。
翌年開催された第2回展では、マーガレット・バーク=ホワイトのオリジナルプリントを日本で初めて展示した。集団フォトの活動は、長野重一、川田喜久治、奈良原一高らが参加してつづけられ、1961年（昭和36年）12月の第9回集団フォト展をもって終了した

#### 『ライフ』の表紙になった吉田茂首相
タイム・ライフ東京支局長のフランク・ギブニーが三木に「対日講和条約の調印が近づいている。吉田茂首相の写真が『ライフ』の表紙に可能性があるので、ライフのアサイメント（指示による仕事）ではなく、ミスター・ミキのスペキュレーション（思惑）で撮ってみたらどうか」ともちかけられた。表紙を撮ってみたいという希望を持っていた三木には、願ってもないチャンスであった。

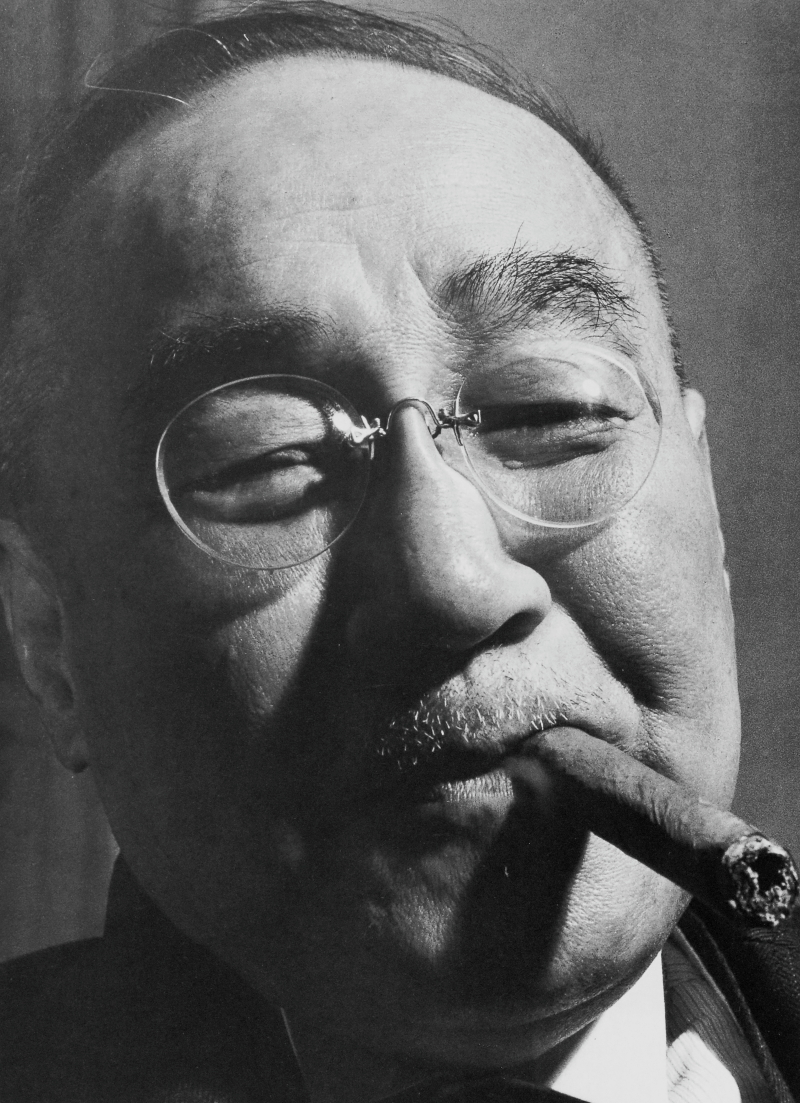
『LIFE』米国内版1951年9月10日号、国際版9月24日号の表紙を飾った吉田茂の写真。撮影：三木淳、1951年。

1951年（昭和26年）2月の寒い日。吉田と面識があった『ライフ』営業担当の極東支配人グレイと一緒に白金台の外務大臣公邸（東京都庭園美術館となっている旧朝香宮邸、2020年現在）へ向かった。朝香宮が書斎として使っていた、2階にある吉田の執務室へ案内された。日当たりのいい執務室に入ると、吉田はご機嫌であった。
「総理、講和の前にひょっとすると『ライフ』の表紙になる可能性があるので、ぜひ撮影させてください」と話しかけると、吉田は「ああそうか」と短く応えた。続けて「気軽にくつろいだ感じのポートレートにしたい」とお願いすると、「何でもやるよ」と応じた。サンフランシスコに敗戦国の代表として裁きを受けに行く人間が、卑屈な感じに写ると外国から侮られると三木は思った。出来るだけ立派に撮って“日本は戦争に負けたけれど日本人は臆していない、立派に生きているんだ”ということを吉田の顔に象徴したいと考えた。ローライフレックスに、プロクサーという近接撮影用のアタッチメントを付け撮影を始めた。2枚撮影したところで物足りなさを感じた三木が「総理、まことに申し訳ないけど葉巻をお持ちいただけないでしょうか」と言うと、吉田は新品のハバナ産高級葉巻を取り出した。「総理、それではいかにもとって付けたような感じになりますから、普段お吸いになっているので残っているのがありましたら、それを吸ってください」とお願いした。「ああ、あるよ」と言うと、吸いかけの葉巻を口にくわえてレンズを見た。吉田に近づき2回シャッターを切ると「もういいだろう」と穏やかに言われ、撮影は終了した。

（葉巻有り無し2種類の吉田茂の写真は、東京都写真美術館・収蔵品検索で参照できる。）
写真は『ライフ』米国内版1951年9月10日号の、表紙を飾る。「日本のチャーチルと呼ばれるシゲル・ヨシダは、家族を愛し、国を愛し、葉巻を愛する」と説明に書かれた。チャーチルに喩えられた吉田への評価は、敗戦国の首相を世界に紹介するには最大の賛辞であった。写真は米国内版に続いて発売された国際版9月24日号の表紙や、次号に掲載された雑誌『ライフ』自体の1ページ広告、また『ライフ』販促用のパンフレットにも使用された。当時の『ライフ』の発行部数は1週で米国内版が650万部、国際版が151万部であった。おおよそ1,800万枚以上の吉田の顔写真が印刷されて、海外での知名度が低かった「日本の首相吉田茂」を十分にアピール出来た。
以下は『ライフ』の表紙になった吉田茂首相の写真について語る、三木の言葉である。

（吉田茂と同時期に撮影した人物写真は「戦後の日本を支えた人々」シリーズとして、東京都写真美術館・収蔵品検索で参照できる。）

#### マーガレット・バーク＝ホワイト来日

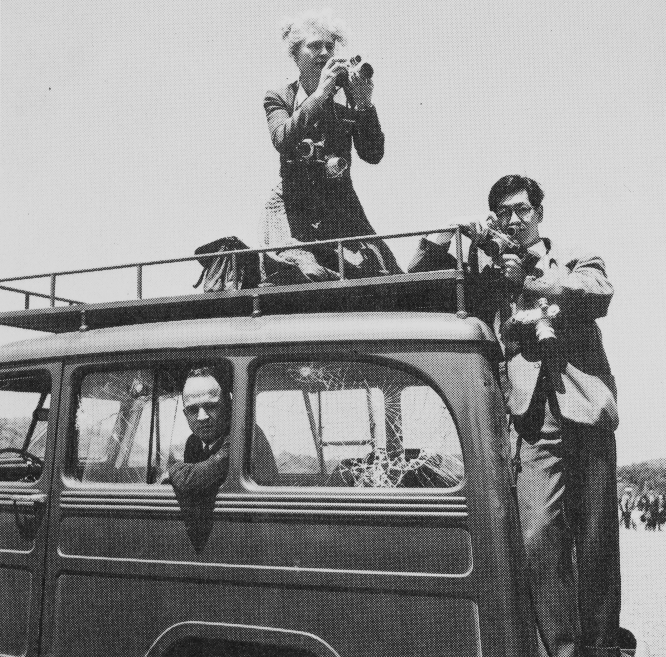
1952年33歳。「血のメーデー事件」取材時の、マーガレット・バーク＝ホワイトと三木淳。

1952年（昭和27年）3月、「彼女の辞書には不可能という文字はない」と言われる『ライフ』の女王、マーガレット・バーク＝ホワイトが来日した。学生の頃から尊敬の念を抱いていた三木は少し緊張しつつ、全身全霊を込めて助手を務めた。「ジュン、煙草をもっている？」と言われラッキーストライクの箱を渡すと、「これ、どうやって開けていいか知らないの」。ローライフレックスを渡すと「このカメラの開け方を知らないの」と言われた。レディに物を渡すときは、すぐに使えるようにして渡すのがエチケットだと知った。助手をしているうちに、彼女が手を出すと何ミリのレンズが欲しいのか、フラッシュバルブが欲しいのかが自然に分かるようになっていった。

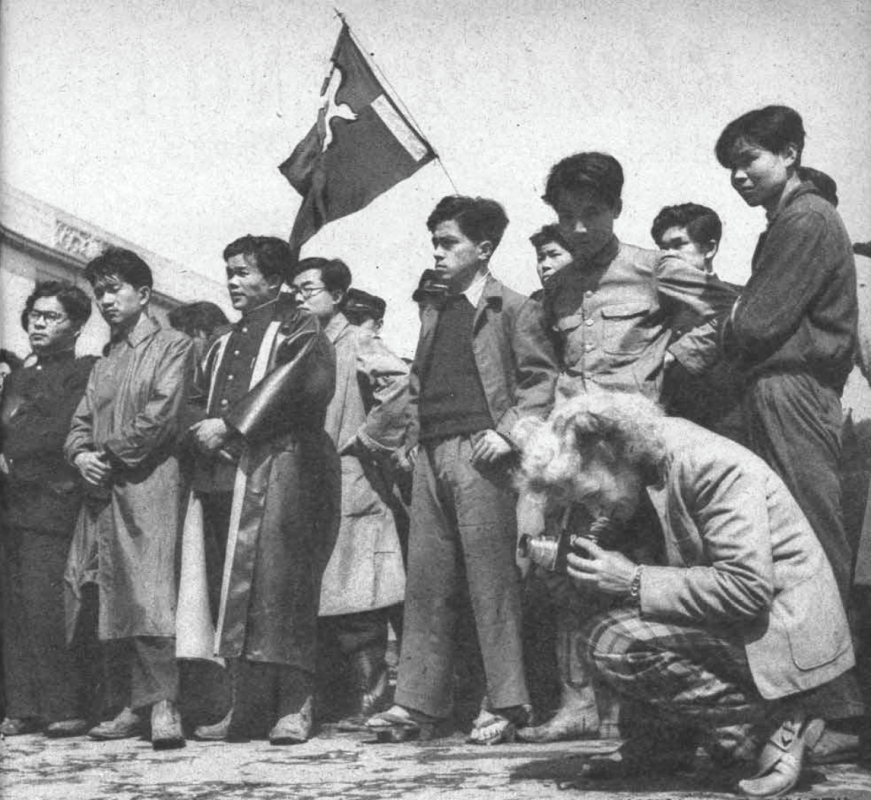
「血のメーデー」を取材中のマーガレット・バーク=ホワイト。撮影：三木淳、1952年。

5月1日、講和後最初のメーデーに約30万人のデモ隊が集結した。2人はドライバーと共にステーションワゴンに乗り、取材に向かった。デモ隊は時間が経つにつれ激しさを増し、やがてデモ隊と警察が衝突する「血のメーデー事件」となった。投石や角棒で襲い掛かるデモ隊に、警察は催涙弾を使って対抗した。興奮したデモ隊の中からは、三木たちが乗る車に向かって「ヤンキーゴーホーム」と言いプラカードで殴りかかる者も出てきた。車に向かって投石されて、窓はめちゃめちゃに壊された。それでもバーク＝ホワイトは車の上に仁王立ちになって、シャッターを押し続けていた。三木は暴動に恐怖を感じたが、彼女の姿を見ると尻込みは出来なかった。
ニューヨーク本社に写真を送ると、「マイケル・ルージエ とジュン・ミキの写真は素晴らしい。ペギィあなたはその時何をしてた？」という電報が返ってきた。支局長は気を使い「あなたのメーデーの写真は素晴らしかった。しかし、マイケル・ルージエとジュン・ミキの写真をニュースとして使うことにした」と書き換えて彼女に渡した。バーク＝ホワイトは大型カメラを三脚ごと暴徒に倒され、ローライフレックスは周囲に漂う催涙ガスのためピントを合わせるのが難しく、三木が用意したニコンの35ミリカメラは、扱いになれてなかった。その夜、いつまで経っても帰ろうとしなかった彼女に、三木は声をかけると、「ホテルのビューティーショップに髪を洗いに行ったら、髪の中から小石が随分でてきたのよ」と彼女は言った。表情は悄然としていて、電報を受け取ってからずっとひとり泣いていたようだった。
その後、バーク＝ホワイトは北朝鮮ゲリラの撮影に向かい、写真は『ライフ』の巻頭特集に掲載された。失敗したらそれ以上の大物を狙う、という彼女の激しい気性に脱帽し、仕事に命を賭けるライフの写真家の姿勢に感動した。
同年6月、バーク＝ホワイトは取材の合間を縫って、銀座松坂屋で開催中の第2回集団フォト展を三木と共に訪れた。会場では、彼女の写真のほか、ロバート・キャパ、マイケル・ルージエ、エルンスト・ハース、デビィット・シーモア、ドーリン・スブナーらの写真と集団フォト会員の写真を展示していた。東京展は5月30日から6月4日まで開催され、10万人という日本の写真展で過去最高数の観客が来場した。
来場したバーク＝ホワイトについて、三木は次のように書いている。

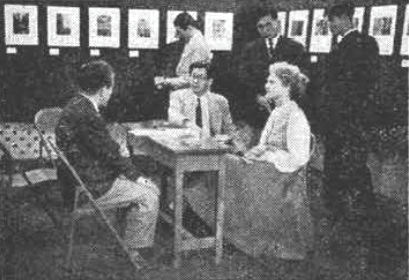
「第2回集団フォト展」（東京銀座松坂屋、1952年5月30日-6月4日）で。右から、マーガレット・バーク＝ホワイト、立っている樋口進、三木淳、横向きの木村伊兵衛。

（「血のメーデー」シリーズの写真は、東京都写真美術館・収蔵品検索で参照できる。）

#### ニッコールクラブ設立

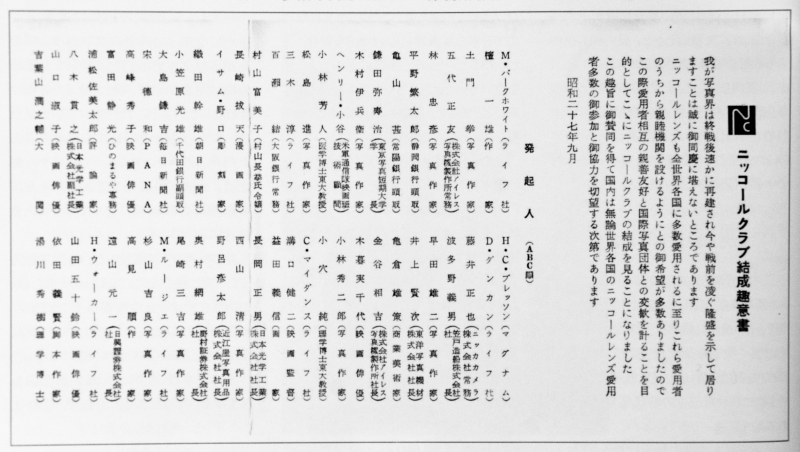
ニッコールクラブ結成趣意書、1952年9月。

1952年（昭和27年）、朝鮮戦争が膠着状態になると、日本光学の長岡正男社長から将来の方策を相談されていた三木は、ニコン製品の愛用者のクラブを作ることを提案した。長岡はじめニコンの幹部は、三木に人選を任せた。

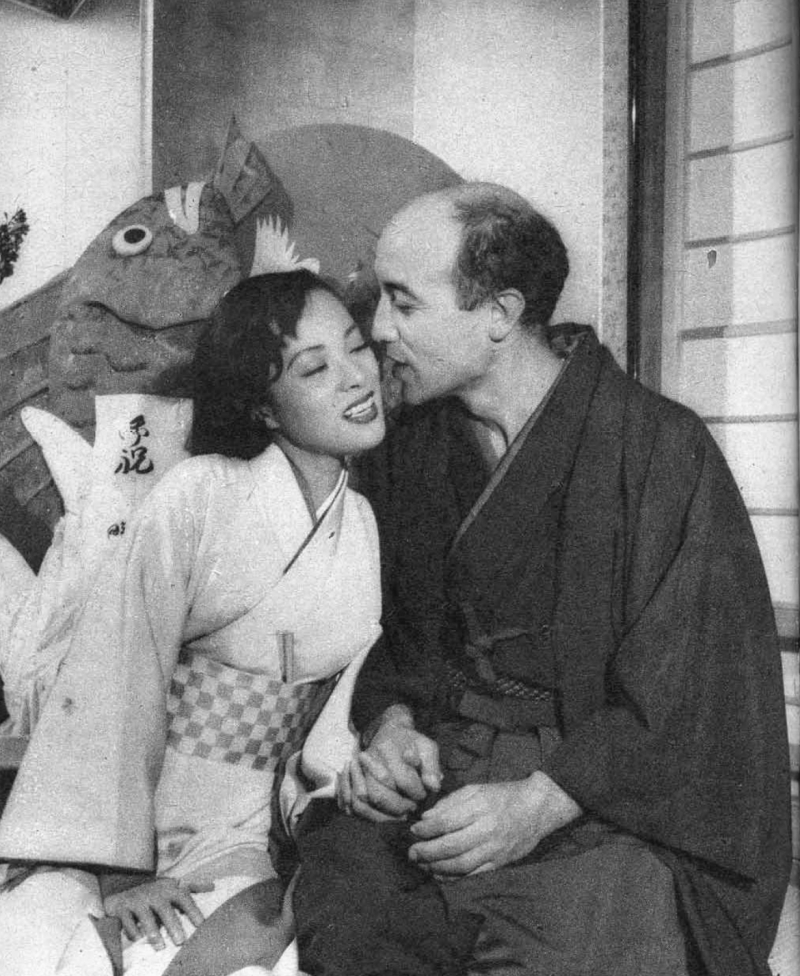
三木のすすめで発起人をとなった、イサム・ノグチと山口淑子(李香蘭)。撮影：三木淳、1951年12月15日。

集まった発起人は三木淳、木村伊兵衛、土門拳、亀倉雄策、早田雄二、林忠彦、西山清、尾崎三吉、彫刻家のイサム・ノグチその妻の山口淑子(李香蘭)、女優の高峰秀子、山田五十鈴、映画監督の溝口健二、作家の檀一雄、日本初のノーベル賞受賞者湯川秀樹、海外からはマーガレット・バーク=ホワイト、カール・マイダンス、デイヴィッド・ダグラス・ダンカン、マイケル・ルージエ、ハンク・ウォーカー、アンリ・カルティエ・ブレッソンなど国際色豊かなメンバー50余名であった。
9月、ニコンのカメラやレンズ愛用者の相互親睦と国際写真団体との交流を目的に、長岡を会長としてニッコールクラブが設立された。
ニッコールクラブ設立の経緯について、三木は次のように記述している。

#### 朝鮮戦争従軍

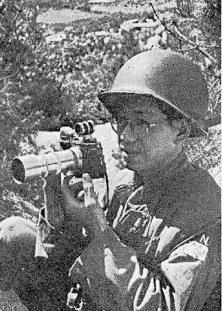
1953年34歳。朝鮮戦争従軍取材中の三木。

1953年（昭和28年）、国連軍報道班員として休戦調停を迎えようとしていた朝鮮戦争に派遣された。まず初めに、「鉄の三角地帯」という共産側の補給基地のある激戦地区へ向かった。若い記者のドン・ウィルソンと一緒に、ジープに乗って移動しているとヒルヒルヒルッという音が聞こえてきた。同乗していた将校やウィルソンたちは、一斉にジープから飛び出し地面に伏せた。こいつらは何をやっているんだ、と三木は思った。すると次の瞬間、大きな炸裂音がした。「ミキさん、あなたは度胸がいいですね」とウィルソン言われた。初めての戦場で、何もわからずジープの後部座席に座っていただけだった。

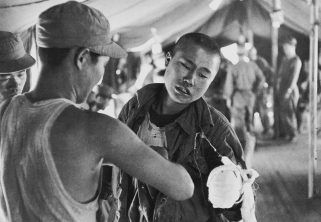
「鉄の三角地帯」近くの野戦病院。撮影：三木淳、1953年。

韓国軍第一師団の野戦病院に行った時は、悲惨さがむき出しに転がっているという以外表現できない凄まじさであった。胸から血が噴き出している兵士、こぶしを無くした土色の軍曹、片足を飛ばされた将校と、およそ5、60名の負傷者が天幕の中にうごめいていた。手当といっても、ヨードチンキを塗るだけであった。二人は昼食をとるために、将校用の食堂に向かった。出されたのは、ミディアムに焼いたステーキだった。三木は何度も胸につかえながら何とか食べたが、ウィルソンは手を付けなかった。
次に、死体収容所へ向かった。担当の将校は食事中だった。ステーキを食べていた将校に、前線から送られてきた死体の写真を撮りたいと伝えると、「オーケー」と言ってフォークを置き、扉を開けてくれた。そこには、カンバスの袋に入った死体が山積されていた。将校に袋から死体を出してもらい、写真を撮影した。礼を言うと、将校は「オーケー」と答え、何事もなかったかのように再びステーキを食べ始めた。三木はこの将校の神経は完全に麻痺していると感じた。ウィルソンは「戦場とはこんなものさ」と、青ざめた顔をひきつらせていた。

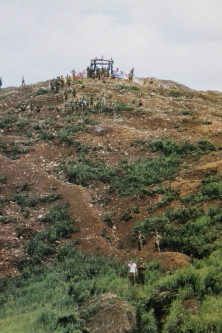
休戦翌朝、激戦の地であった向かいの丘から、昨日までの敵がこちらを見ている。撮影：三木淳、1953年。

板門店へ赴き、国連軍代表と共産軍代表の朝鮮戦争休戦協定を取材した。変化に乏しい休戦会談の写真が続くと、ニューヨーク本社は「シャシンニ　パンチナシ　テキノ　バクダンヲ　マシタカラトレ」と電報を打ってきた。ある夜、ソウルの宿舎で寝ていると、突然大きな爆発音がした。慌てて飛び起きカメラを取りに棚の方へ行った時、2発目が至近距離で爆発した。外に出て血を流し倒れている門衛の姿を撮影して宿舎に戻った。部屋の中を見ると、ベットの上に50センチほどの金属片が突き刺さっていた。あのまま寝ていたら、命はなかった。
従軍時の様子を、三木は次のように執筆している。

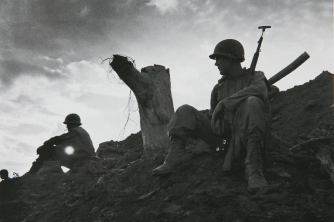
洗浄ぶたをしたライフルが休戦のシンボルのようにみえた。撮影：三木淳、1953年。

戦場の第一線の塹壕の中で撮影している時、共産軍の撃った弾丸が三木の隣にいた兵隊の眉間に命中した。即死だった。共産軍はピカピカ光る三木のクローム・メッキのカメラを目標に銃を撃ち、わずかに狙いがそれて隣の兵隊に命中したのだった。三木はカメラのボディーを黒くするようにニコンに求めた。当時のカメラは巻き戻しノブを親指と人差し指でつまみ、何度も回してフィルムの巻き戻しをしていた。過酷な撮影条件下では出来るだけ迅速にフィルム交換をしたいと考えていた三木は、巻き戻しノブにクランクを併設することを提案した。この巻き戻し用のクランクは、1954年発売のニコンS2に採用されると、世界中のカメラが取り付けるようになった。
7月27日、休戦協定の調印があったこの日は、中部山岳地帯の最前線へ行った。戦争が中止される夜10時、砲撃音はパタッとやんだ。兵士が立ち上がって煙草に火をつけたところを撮影した。写真は『ライフ』の朝鮮戦争休戦を伝える記事のフロントページに使用された。やがて静まり返った暗闇の中から、虫の鳴く声が聞こえてきた。しばらくすると、共産軍側がチャルメラや銅鑼（どら）の音を鳴らし始めた。彼らも戦争終結を喜んでいた。朝鮮戦争に従軍した三木は、戦争とはまったく愚かな行為だと知った。
晩年の三木は、従軍経験を踏まえ次のように執筆した。
（「朝鮮戦争」シリーズの写真は、東京都写真美術館・収蔵品検索で参照できる。）

#### ライフ写真家はジェントルマンであれ

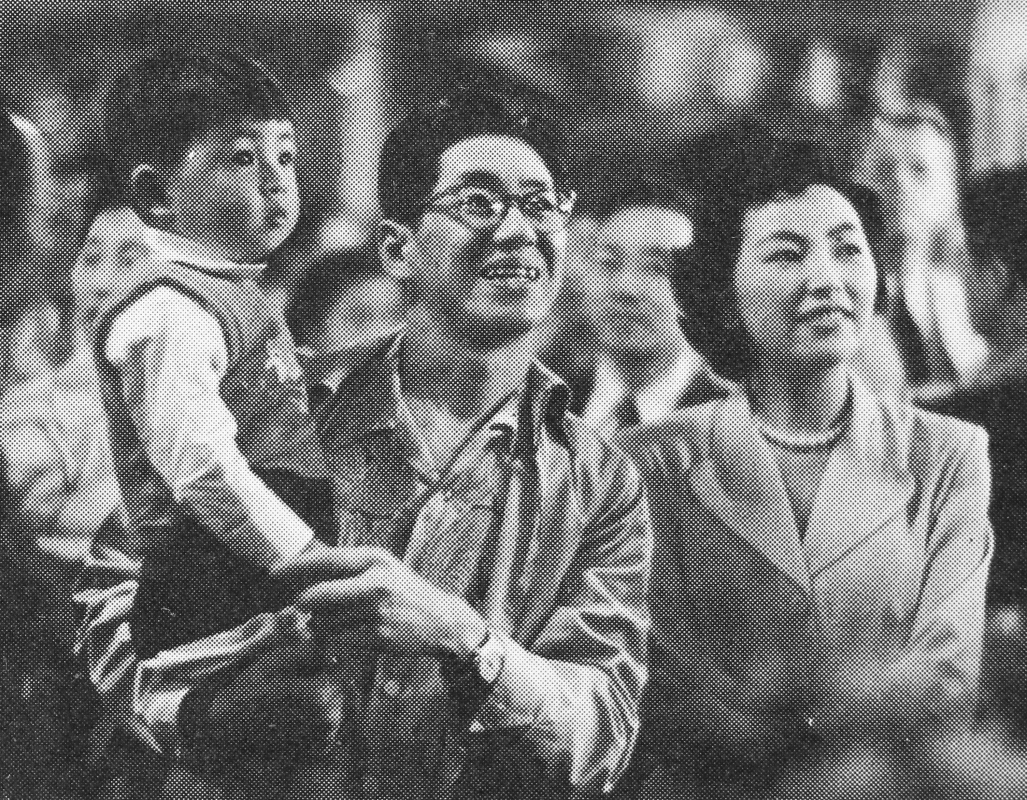
1954年34歳。アメリカへ初めて渡航する三木淳。右は妻の康子。羽田空港で。

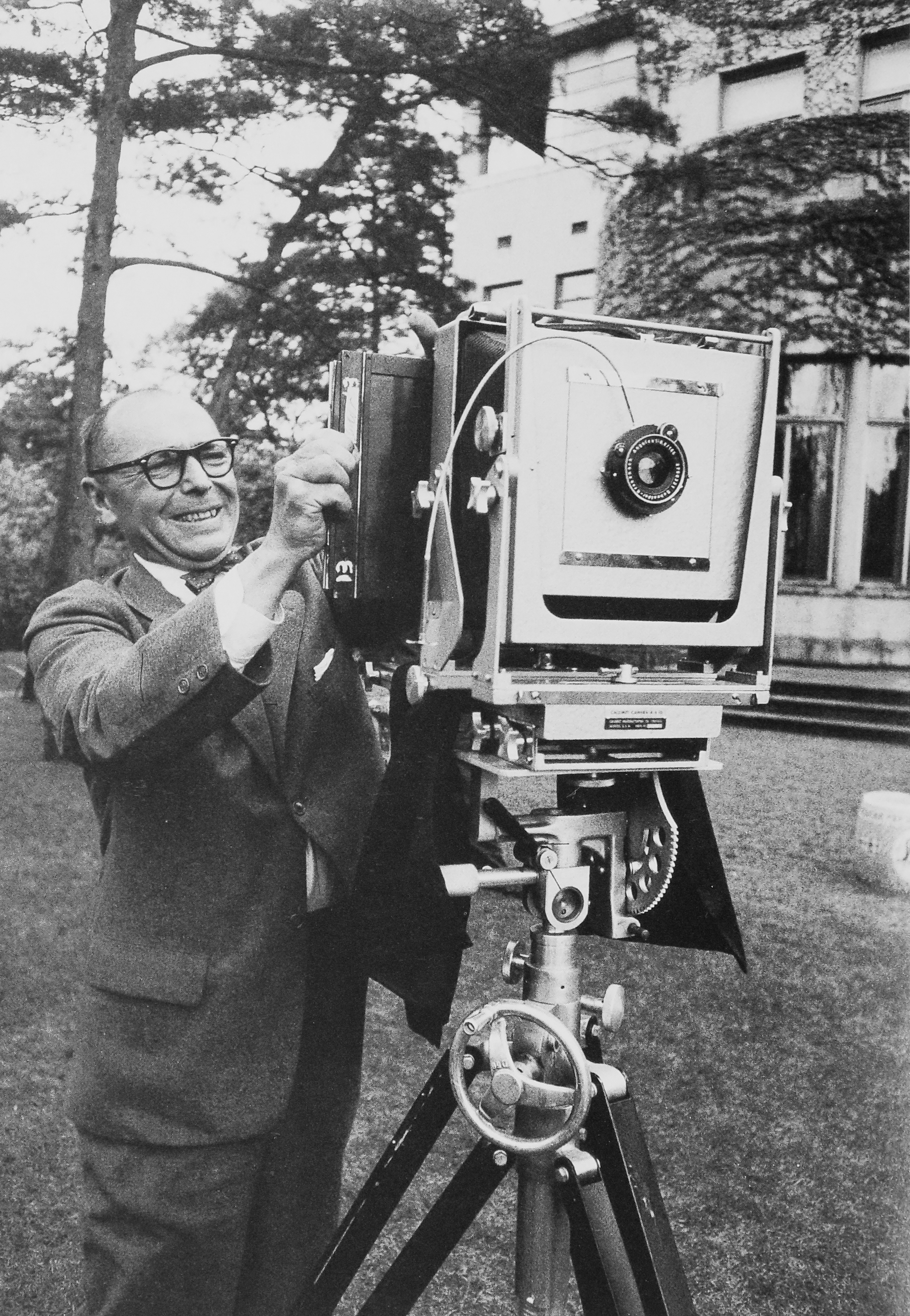
エリオット・エリソフォン 撮影：三木淳、1954年、NY。

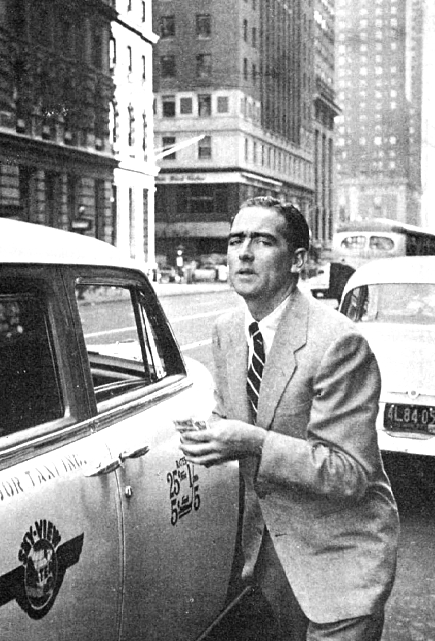
レオナード・マッコム 撮影：三木淳、1954年、NY。

1954年（昭和29年）7月10日、34歳の三木はタイム・ライフ社からの招へいでアメリカへ向かった。しばしば停電を起こしていた終戦直後の東京からニューヨークに着いた三木は、夜でも電光がきらめき人通りの多い街に興奮を覚えた。
三木は毎日カーキ服にカーキズボンをはいて出勤していた。天皇と会見したマッカーサーが着ていたので、その服装が一番だと思っていたからだった。エリオット・エリソフォンが三木に声をかけた。「ジュン、もし俺が日本に行って、アメリカ式の行儀作法で日本では無礼なことをしたときは遠慮なく指摘してくれ。ここはニューヨークだ。君に恥をかかせたくないから、俺はズケズケいう。まずその服装はライフ写真家として似つかわしくない。ニューヨークでネクタイを締めない人間は、肉体労働者とみなされる。まず、服装をかえなさい」といった。彼は時間の都合がつかなかったため、近くにいたレオナード・マッコムに店まで案内するように頼んだ。
マッコムは高級洋品店「ブルックス・ブラザーズ」に三木を連れて行くと、頭の上から足の爪先まで似合う服を選んでくれた。そして、小切手で全ての支払いを済ませて「僕が日本に立ち寄った時、いろいろお世話してくれたお礼だよ」と言った。三木にとって、夢のようなプレゼントであった。また、前副社長ダニエル・ロングウェルからは、ブルックス・ブラザーズのトレンチコートをプレゼントされた。「ライフの写真家はジェントルマンであれ。一流の人間であれ」と教えられた。
亀倉はこの頃、ニューヨークで三木に偶然出会っている。「まだ、プロペラ機だった頃、私はニューヨークで三木淳に会っている。彼は『LIFE』のカメラマンとして颯爽と働いていた。彼の師の土門拳が、長いこと『LIFE』に憧れていて果たせなかったことを弟子の彼が実現した」と回想している。
（この訪米時に撮影した都市部の写真は、「ニューヨーク・ボストン」シリーズとして、東京都写真美術館・収蔵品検索で参照できる。）

#### 「ミキ・シーズ・アメリカ」

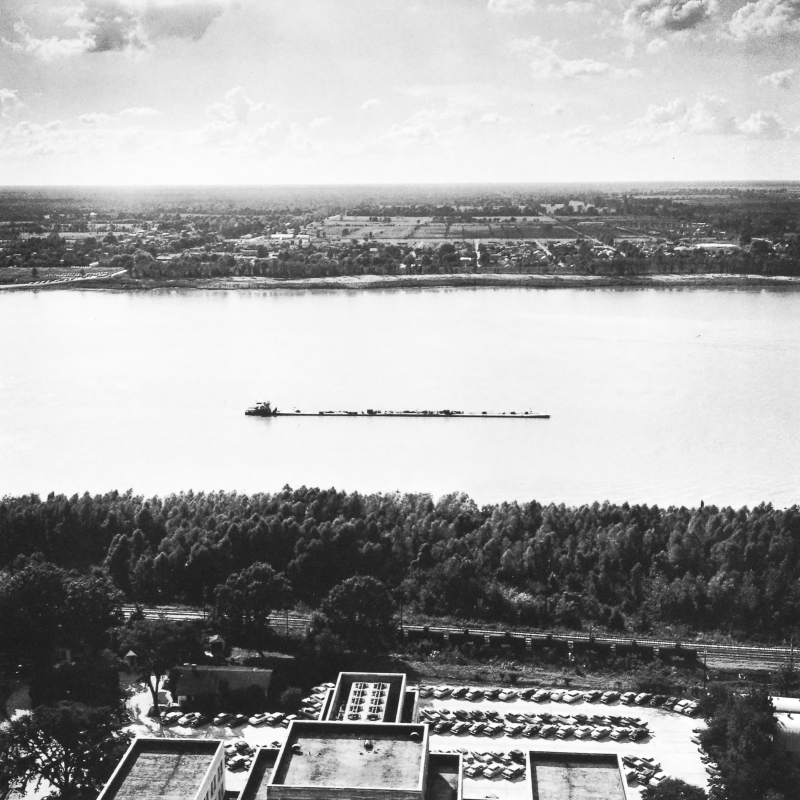
バトンルージュの州議会堂からの眺め。撮影：三木淳、1954年。

本社で仕事をしていると、「君のやりたいことは、何をやってもOKだ」と編集長から言われた。ジャズが好きな三木は、ニューオーリンズからミシシッピー川をさかのぼりダラスまで行く、南部アメリカ撮影のひとり旅に出た。市井の人々の生活を感じるために、グレイハウンドバスに乗り、ニューオリンズに向かった。
フレンチ・クォーターという古い町から撮影を始めた。かつて港町として栄えた名残があちらこちらに残っていて、ジャズを演奏するバーが点在していた。ルイ・アームストロングの出身地であるこの地を訪ねるのは、旅の目的の一つであった。ルイジアナ州都・バトンルージュにある州議事堂からの眺めは、ミシシッピー川の豊な流れと広大な沃野が一望できた。三木は「アメリカは広い」と嘆息した。
以下は、州裁判所での様子についての三木によるキャプションである。
オクラホマ大学では、実験的なカリキュラムが実施されて、子育ての終わった年配者が熱心に教室で学んでいた。三木は日本にはない教育システムに感心した。南北戦争の古戦場で有名なヴィクスバーグの綿畑は、ちょうど収穫時期だった。働く黒人労働者にカメラを向けた。

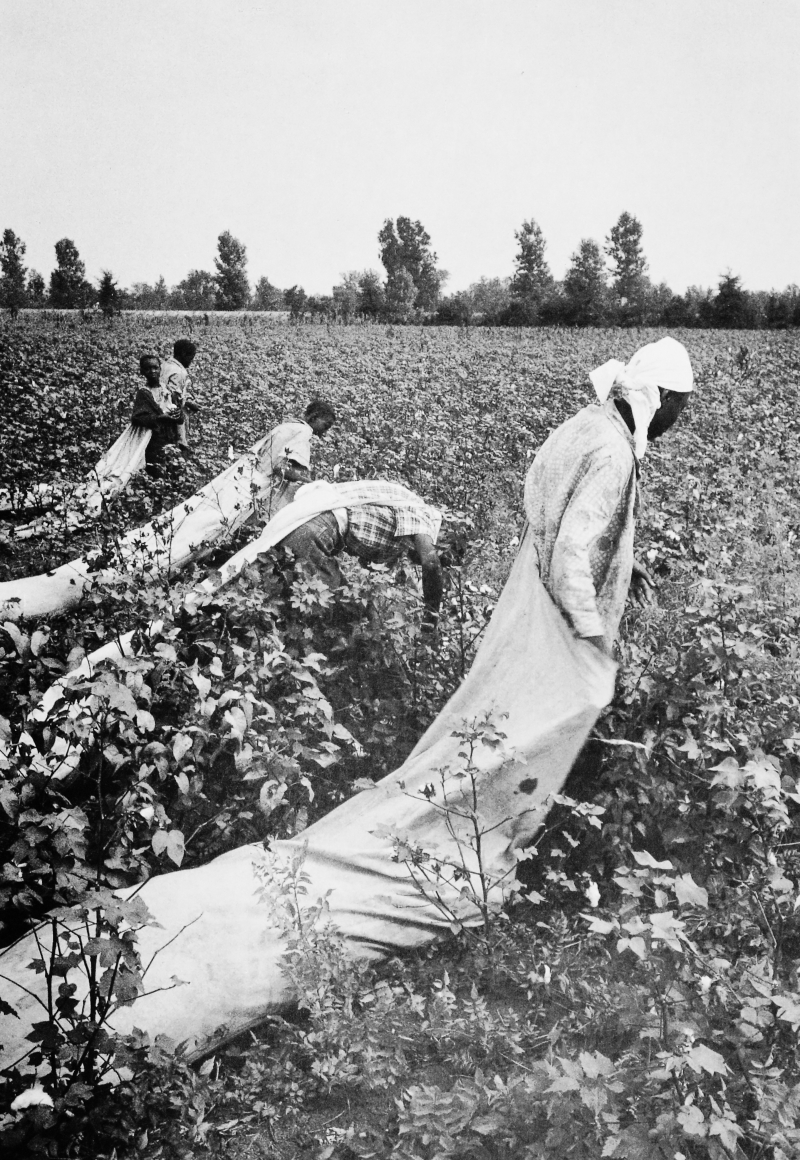
綿畑で収穫をする黒人労働者。撮影：三木淳、1954年。

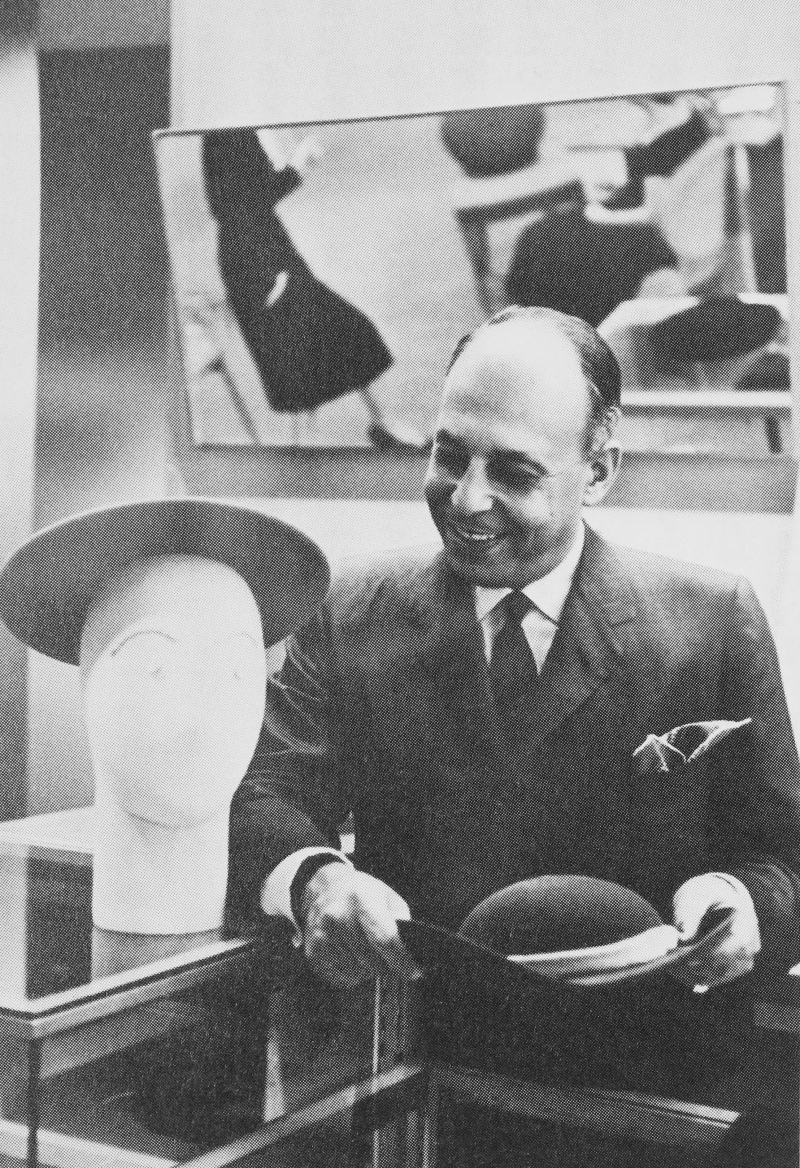
最高級百貨店ニーマン・マーカスの社長、スタンリー・マーカス。撮影：三木淳、1954年。

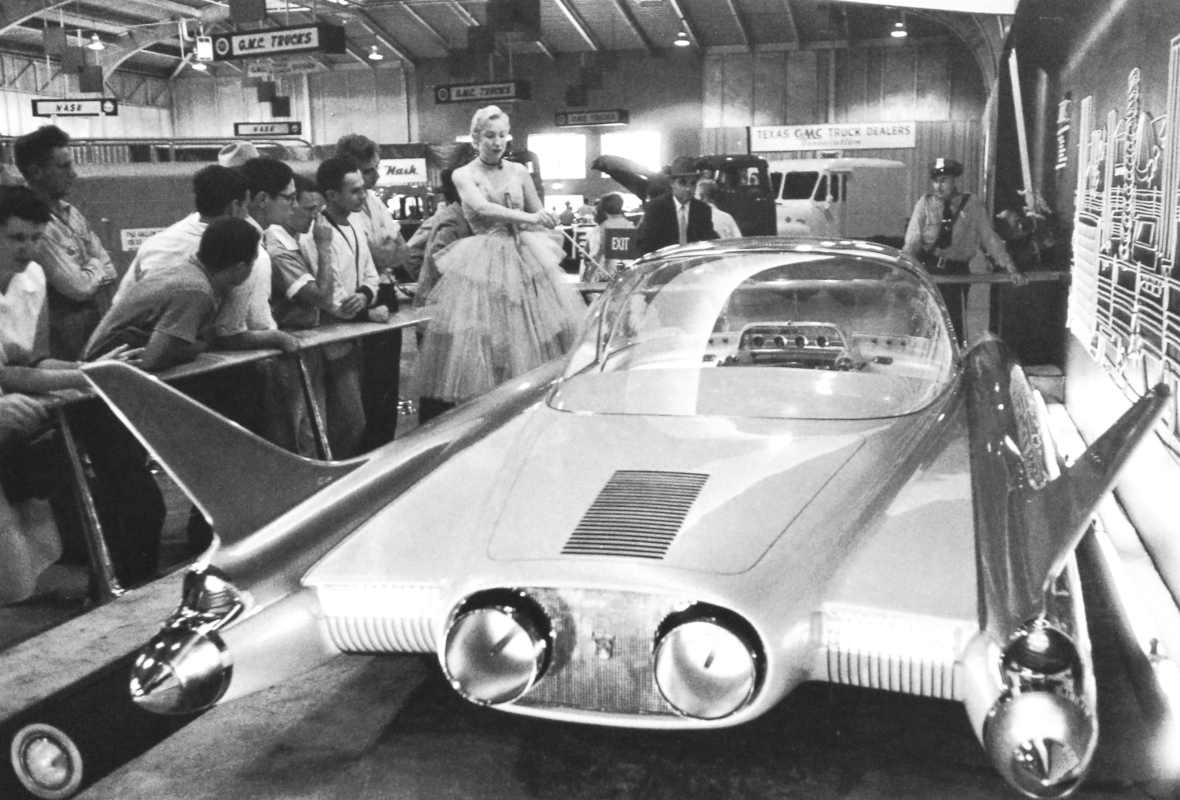
モーター・ショーの「未来の車」。撮影：三木淳、1954年。

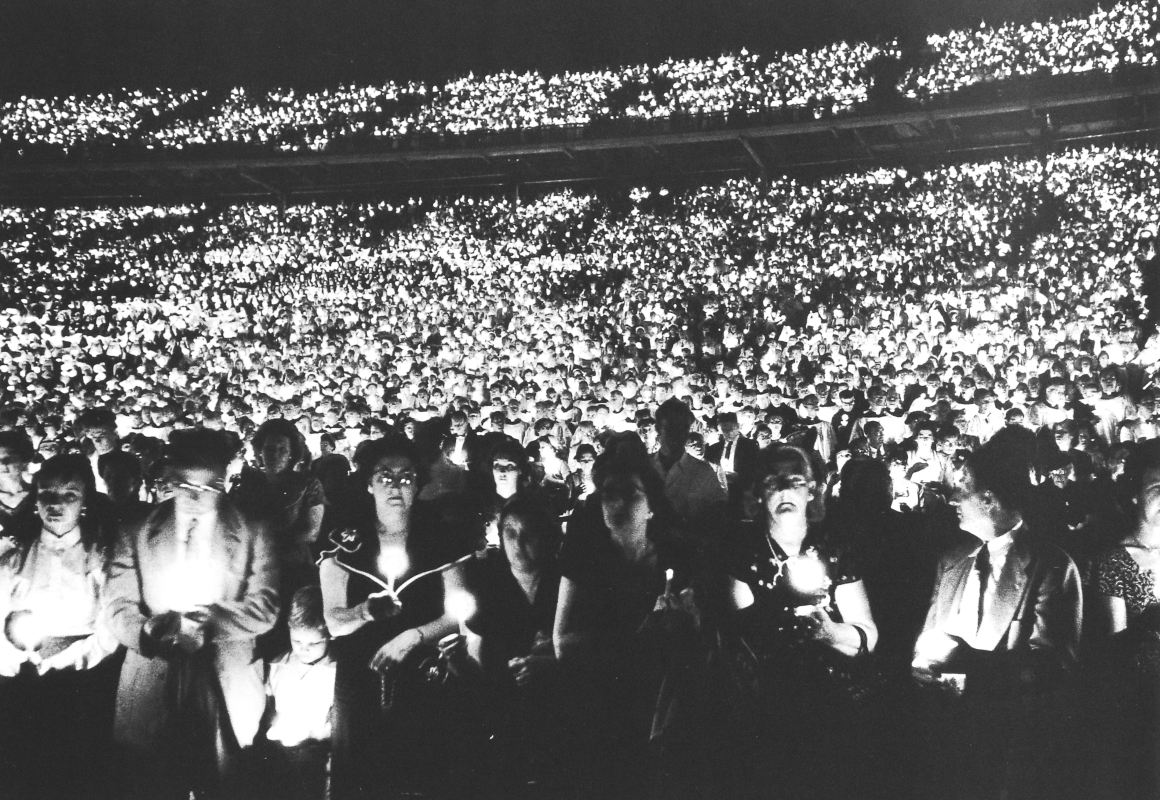
野外競技場で行われた10万人のミサ。撮影：三木淳、1954年。

以下は、綿畑で働く黒人労働者についての三木によるキャプションである。
テキサス州に入り、ダラスへと向かった。タイム・ライフのダラス支局に朝鮮戦争のとき一緒に働いたジョー・シャーセルがいて、案内をしてくれた。モーターショーに行くと、宇宙船のようなデザインの「未来の車」が展示されていて驚いた。これはショーのために製造されたプロトタイプで、1950年代のアメリカは豪華な見本車を作る経済的な余裕があった。特にテキサスはアメリカの中でも有数のリッチなところと言われ、農業、畜産、石油によりアメリカン・ドリームを実現した金持ちが続々と生まれた。ダラスを中心に成長した最高級百貨店ニーマン・マーカスの社長で、取材を受けないことで有名なスタンリー・マーカスを訪ねると、彼は自身の百貨店の高級婦人服売り場で撮影に応じてくれた。
テキサスで一番大きなキングスランチという牧場では、牛に焼き印を押す作業をしていた。西部劇でジョン・ウェインなどがやっていたのと同じシーンをみて、アメリカの風土を実感した。10万人規模のキリスト教のミサが野外競技場で開催されると聞いて取材に行った。客席からフィールドまで信者でぎっしりと埋め尽くされ、それぞれがキャンドルを持って敬虔な祈りを捧げていた。この国の人たちのキリスト教に対する強い思いを感じた。シャーセルは自家用セスナ機でダラス郊外まで飛んでくれた。セスナの窓から、小さな飛行場があちらこちらにあるのが見えた。広大なアメリカでは、移動に自家用飛行機が必要だった。三木は眼下に広がるダラスの風景を眺め、アメリカのスケールの大きさに驚かされた旅だったと振り返った。
これらの南部アメリカを取材した写真は、「ミキ・シーズ・アメリカ」というフォト・エッセイとして約12ページにレイアウトされた。ブループリント（青焼き）まで作られたが「黒人が写りすぎている」という理由で掲載されなかった。ある日、ニューヨーク本社にいるとライフ唯一の黒人写真家ゴードン・パークスから、週末のホームパーティーに招待された。三木がパークスの家へ行ったこと知ると、それまで三木とランチを一緒に食べていた編集者は、席を共にしなくなった。民主主義の国と言われるアメリカで、厳しい差別観念の残る現実を体感した。
アメリカで公民権運動の契機となる事件が起きるのは、翌年の1955年（昭和30年）12月だった。アラバマ州モンゴメリーで黒人女性のローザ・パークスがバスの車内で白人に席を譲らずに逮捕されると、26歳の若い牧師であったマーティン・ルーサー・キングらが中心となり、「モンゴメリー・バス・ボイコット」といわれる抗議活動を始めた。やがて反人種差別の運動は、全米各地に広まっていく。
「ミキ・シーズ・アメリカ」の撮影について、三木は以下のように述べている。
（写真は「三木の見たアメリカ」シリーズとして、東京都写真美術館・収蔵品検索で参照できる。）

#### 「パジャマ・ゲーム・パーティー」
ブロードウェイのミュージカル「パジャマ・ゲーム
」が、大ヒットしたお祝いのパーティーの取材に向かった。写真は「パジャマ・ゲーム・パーティー」というタイトルで、『ライフ』米国内版1954年8月23日号に掲載。パーティーはロングアイランドの入り江にあるグレート・キャプテン島で行われ、60フィート（約21メートル）もある帆船を貸し切り島へ向かった。途中、水上スキーを楽しんだり、船上で即興劇を演じたりと、陽気な笑い声が途絶えることはなかった。到着すると全員で宝探しに熱狂し、豪華なバイキング形式の食事が提供されていた。楽しむことにかけては天才的な、アメリカ人の真骨頂だった。
三木はショービジネスの本場であるブロードウェイで、大ヒットする凄さを実感した。キャスト全員を豪華な祝賀パーティーに招待できるだけの興行収益は、50年代の日本では考えられなかった。

#### 「フォード工場の熟練工」

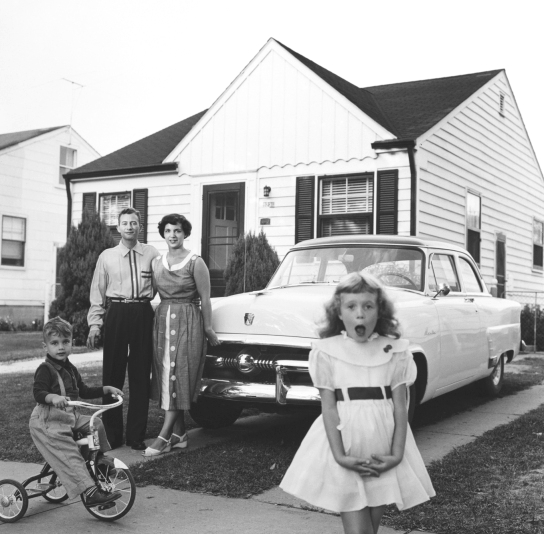
家の前に集まるスミス・ファミリー。撮影：三木淳、1954年。

デトロイトで当時のアメリカの主幹産業である、自動車工場に勤める平均的な労働者であるスミス一家を取材した。「フォード工場の熟練工」と題された。「はじめてアメリカを訪れたジュン・ミキのフォトエッセイには、アメリカの工場労働者の生活に対する外国人の反応がよく現れている」という説明が付けられて、『ライフ』国際版1954年12月13日号に掲載された。
自動車、洗濯機、冷蔵庫、掃除機、テレビ、電話を常識的に持っているアメリカ人の暮らしは、日々の暮らしに追われる日本人にとって夢物語だった。「豊かな国」アメリカの繁栄ぶりは、三木の眼に眩しく映った。

#### 『ライフ』の写真家たち

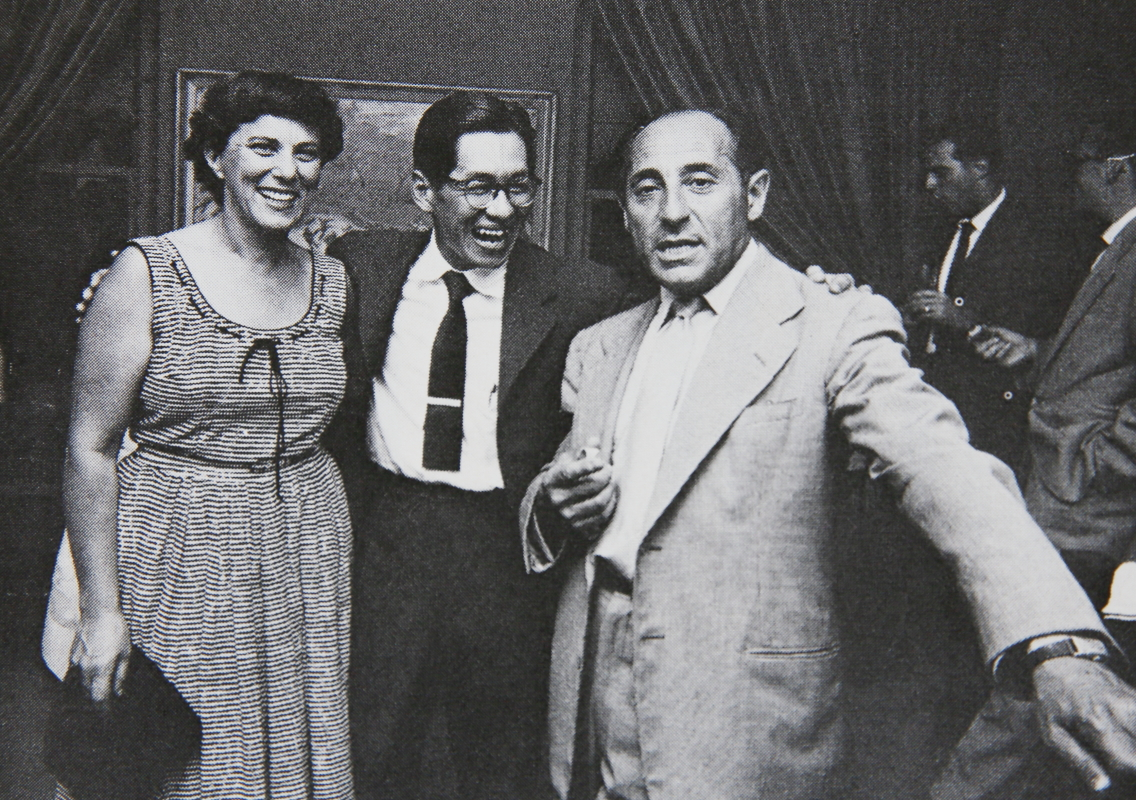
1954年35歳。NYでアルフレッド・アイゼンスタッド夫妻と共に。

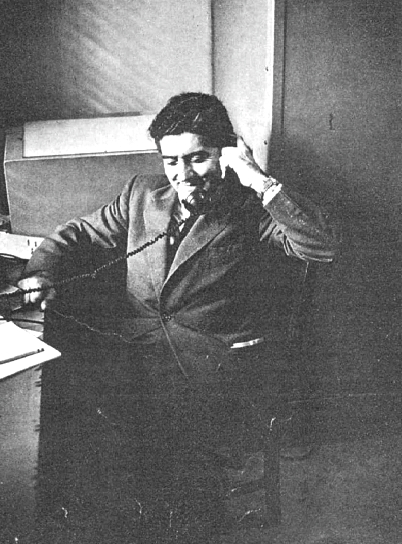
コーネル・キャパ 撮影：三木淳、1954年、NY。

『ライフ』の写真家は仕事に関しては、お互い食うか食われるかの競争をしていたが、仕事を離れるとフレンドリーで、面倒見が良く、魅力的な人間であった。三木は『ライフ』で、家族のように付き合う仲になった友達を大勢得た。20歳ほど年上だったアイゼンスタットは、三木のことを「マイボーイ、マイサン」と呼んで息子のように可愛がった。彼をはじめ、コーネル・キャパ、レオナード・マッコム、ジョン・ミリ、フィリップ・ハルスマンといった写真家達は、朋友として接してくれた。彼らも三木と同じように『ライフ』を目指して、外国からアメリカに来たのであった。
アイゼンスタットは、「あしたに乞食を撮り、夕べに王侯貴族を撮るのが我々の仕事だ。相手は同じ人間だなのだから、物おじせず平等に撮りなさい」、「アイゼンスタットは一人でいいんだ、バークホワイトは一人でいいんだ。ダンカンも一人でいいんだ。みんな独立した個性のある写真を撮るようにしないといけない」、「アメリカでは自分の理論を持たない人間は死人と同じだ」、「お前はおとなしすぎる。もっと、自分の意見を主張しろ」とアドバイスした。バーク=ホワイトは「シャッターを切るたびに、この一枚が人間社会の発展に役立つように祈りを込めて仕事をしているのよ」、マイダンスは「写真では絶対に嘘をついてはいけない」と教えた。
すでにスーパースターであったアイゼンスタットとバーク=ホワイトが、ジョン・ミリの撮影助手に入り、フラッシュ持ちをしているのを見て「日本で例えるなら、木村伊兵衛が土門拳の撮影助手をするようなものだ」と驚いた。彼らは互いに尊敬しあい、その人の良いところを学ぼうとしていた。写真に取り組む姿勢とアドバイスは、三木の心にしっかりと刻まれ生涯忘れることはなかった。アメリカでの刺激的な日々を過ごした三木は、同年11月11日に帰国した。
（『ライフ』の写真家達のポートレートは、「マイ・フレンズ、グレート・フォトグラファーズ」シリーズとして、東京都写真美術館・収蔵品検索で参照できる。）

#### タイム・ライフ社を辞す

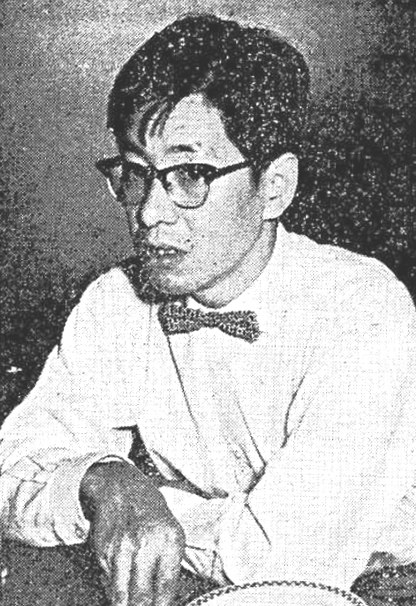
1956年36歳 。『フォトアート』1956年11月号、『ライフ』退社を語るインタビュー写真より。

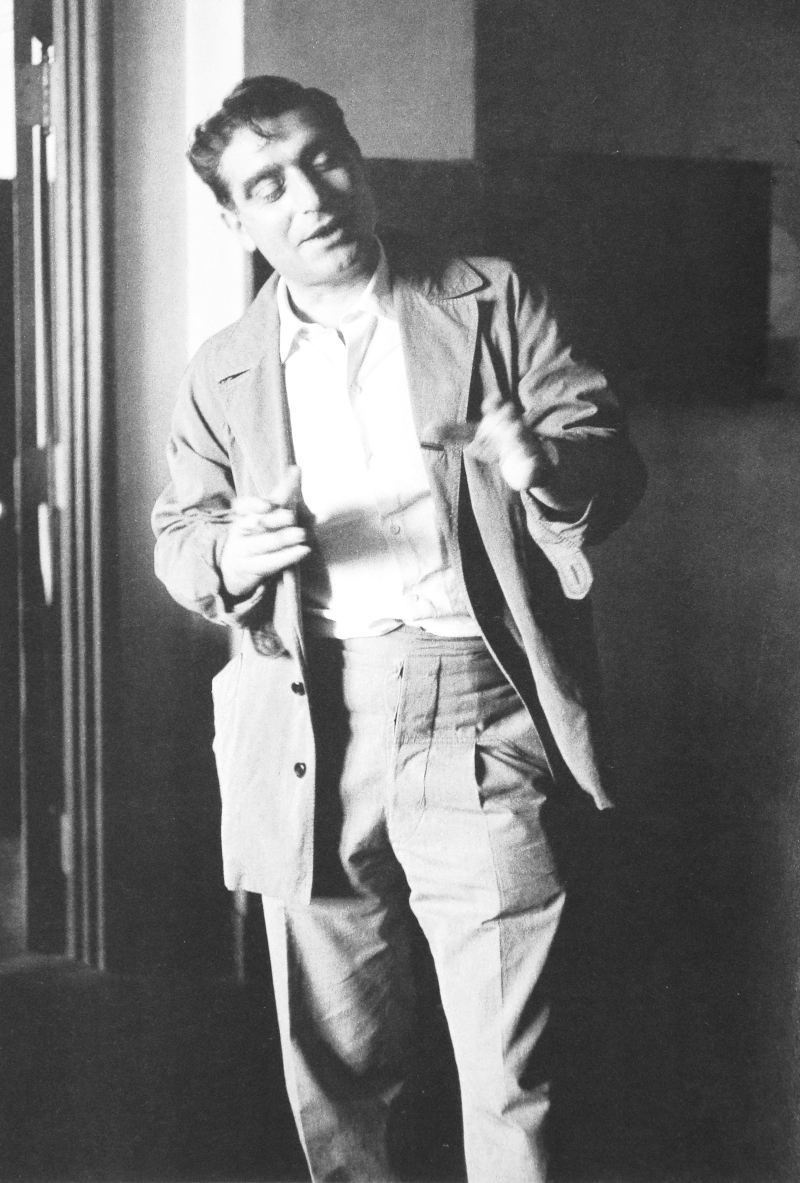
ロバート・キャパ インドシナ戦線へ向かう前日に東京で撮影。数日後の5月25日、彼は地雷を踏み死亡する。撮影：三木淳、1954年。

朝鮮戦争が休戦すると、世界の注目はベトナム戦争へと向かうインドシナ半島の緊張へと移っていった。ダンカンは1953年9月「失われたインドシナ」と題した記事を、『ライフ』に発表した。“フランス軍は敗北してインドシナから叩き出され、ヴェトナムは共産主義国としていずれ独立するだろう”という内容だった。共産主義に対抗するために、フランスを支持するアメリカにとって好ましいものではなかった。この記事が原因でダンカンは、上層部との溝を深めていった。やがて、「自分の良心と『ライフ』の編集方針が合わなくなった」として1956年タイム・ライフ社を辞した。
三木は四つの眼で見た戦争というテーマを企画した。アメリカの2等兵の眼、南ベトナム人の眼、べトコンの眼、仏教徒の眼、それぞれの立場の人間の眼で見た戦争をストーリーにしようと考えた。提案すると、そのストーリーは掲載出来ないと断られた。『ライフ』はアメリカ人の雑誌なんだと、再認識させられた。
三木もダンカン同様に『ライフ』を去ることに決めた。『ライフ』は高給を保証してくれるが、自分の手元にネガが1枚も残らず寂しいことも理由だった。辞職の希望を伝えると「月給が足りないのか？」とアメリカらしい質問が返って来た。三木は「私は自由を欲する」と言って、1956年（昭和31年）6月、タイム・ライフ社を退社した。「辞めても『ライフ』を第一優先にしてくれ」と言われていた三木は、機会があれば『ライフ』で写真を発表していた。
米国内版と国際版を合わせて最大850万部の発行部数を誇っていた『ライフ』であるが、1972年（昭和47年）12月、創刊から36年間で1864冊を世に送り出したところで週刊としての発行を休刊する。
『ライフ』休刊時の編集長ラフル・グレーヴスは、『ライフ』における写真家の果たした役割について次のように言っている。「普通、雑誌をささえるのは編集者と記者である。しかしライフはあくまでカメラマンを中心としていた。ライフが成功したとすれば、その秘密は彼らの専門的技術と不屈の情熱にあった。ライフはそれに報うべく努力し、ライフ専属になることはたいそう魅力的なこととされた。事実トップクラスのカメラマンたちが世界中から馳せ参じてくれた」。
以下は、金丸重嶺による『ライフ』に関する記述である。
三木自身は『ライフ』について、次のように述懐している。
(『ライフ』にアーカイブされた写真は、『ライフ』のHPや、googleイメージ で公開されている。)

### 1956年-1973年(37歳-54歳) フリーランス報道写真家として

#### ジェット機同乗記

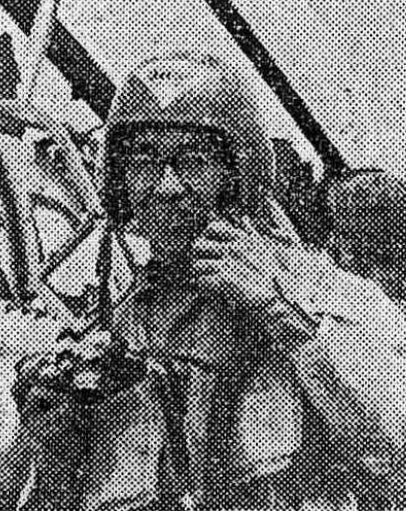
1956年37歳。ジェット機搭乗取材直前の三木。『週刊東京』より。

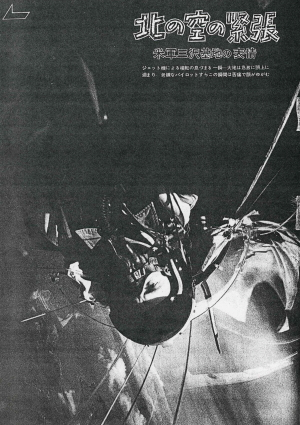
「北の緊張」『週刊東京』1956年7月28日号東京新聞社。撮影：三木淳、1956。

1956年（昭和31年）、36歳でフリーになった三木の初仕事は、東京新聞の写真部長だった石井幸之助（後の内閣総理大臣官房写真室長）に依頼された撮影だった。「三木君は働き盛りで、若いカメラマンの代表みたいだった。『ライフ』を辞めたというんで、それで仕事をたのんだ」と石井はいう。命懸けの仕事をさせてくれと自ら申し出て、青森県にある米軍の三沢基地から飛び立つジェット練習機T33に同乗し、空中写真を撮ることになった。写真を撮るため、複座機の前方にあるメインパイロット席に乗った。
離陸の時、後ろの席に乗るパイロットが「レバーを引け」と言うので、引っ張ると風防が飛んだ。非常脱出用レバーと間違えたのだ。いったん倉庫に戻り修理をおえて、再び滑走路へ向かった。離陸するとジェット機は宙返りや急降下、急上昇を繰り返した。三木は目が回り、息が苦しくなった。想像以上の重力がかかり、必死に腕を上げカメラを構えた。地上に戻ると転げるように機外に出て、滑走路横の芝生に突伏し、込み上げてくるものを吐いた。
原稿料は、2万5千円であった。「これが本当のカネだなと思って、金銭感覚が正常になりましたよ」と三木は話している。『週刊東京』1956年7月28日号のグラビア5ページに、「北の空の緊張、米軍三沢基地の表情」と題して写真7点が掲載された。

#### ブラジル、中南米の旅へ
1958年（昭和33年）、「ブラジル日本移民50周年祭」がサンパウロで開催されることになり、半年ほどかけて中南米をまわる計画を立て、8月18日、ブラジルに渡った。「内陸部の未開のジャングルで、新しい首都を建設している」という話を聞いた三木は、移民50年祭の日程が終わるとすぐに、内陸部のブラジリアへと向かった。
現地の飛行場は、土をならしただけのものだった。ドラム缶や建築資材が無造作に積んであり、周りは真っ赤なローム層の大地が拡がっていた。そこは、ジュセリーノ・クビチェック大統領の「50年の進歩を5年で」というスローガンのもと、1956年から始まった新首都建設工事の真っ只中であった。現場で陣頭指揮をとっていた建築家のオスカー・ニーマイヤーを訪ねた。三木は特徴的なデザインの建築群に目を奪われ、「必ず世界の建築史に輝かしき一頁を加えるであろう」と確信する。
帰国後、『中央公論』1959年7月号の巻頭グラビア19ページを使って写真18点と文章を発表した。バイヤ、リオデジャネイロ、ブラジリアの写真でストーリーを作り、「三つの都」とタイトルを付けた。開発のスピード、地下資源の豊富な広大な国土、人間の良さなどに魅せられた三木は、ブラジルの将来性に期待を寄せ、1960年（昭和35年）、1965年（昭和40年）と取材を続けた。写真は、個展『サンバ・サンバ・ブラジル』（東京富士フォトサロン、1965年10月28日-11月10日）と、写真集『サンバ・サンバ・ブラジル』（1967年、研光社刊）などで発表した。ブラジルを後にした三木は、アルゼンチン、ボリビア、ペルー、メキシコへと向かった。

#### 「トロツキーの家」

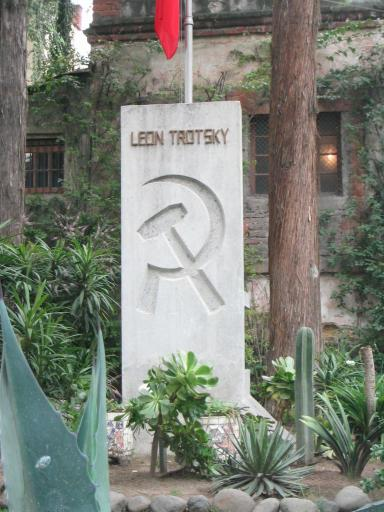
三木が撮影した「トロツキーの家」は1990年から、博物館として一般公開されている。庭にある墓も当時のまま残っている。

1958年（昭和33年）12月、中南米の旅の最後としてメキシコに到着した。「メキシコは中南米新興国のモデルケースである」と感じた三木は、1か月の滞在予定を延ばして、翌年の3月まで滞在し、メキシコ全土をくまなく撮影した。自著『写真メキシコ‐遺跡の中の青春‐』（現代教養文庫、社会思想研究会出版部、1961年刊）の目次は、「政治、遺跡、メキシコシティ、新し建築、宗教、村の暮らし、近代産業、民芸と手工芸、闘牛、チャーロ（メキシコのカウボーイ）、ディエゴ・リベラの思い出、革命家シケイロス文化をつくる人々、トロツキーの家、メキシコの二世」となっていて、メキシコの全てを撮ろうとしているのがうかがえる。
取材で訪れた、画家ディエゴ・リベラとフリーダ・カーロが生活していたアトリエの近くを散策していると、奇妙な家を見つけた。窓は煉瓦でふさがれていて、四隅にある望楼には銃眼があった。異様な家だと思い、遊んでいた子供に聞くと「トロツキーの家」だと言われた。ロシア革命の邦友スターリンに追われ、メキシコに亡命した彼の家を偶然見つけたのだ。暗殺者から身を守るため、家は要塞のようになっていた。鉄の扉を開けてもらい中へ入った。庭にはソ連の国旗が半旗になって掲げてあり、その下には1940年（昭和15年）に暗殺されたトロツキーの墓があった。彼は細心の注意を払っていたにもかかわらず、仲間になりすまして潜入したスターリンの刺客であるジャック・モナール（本名ラモン・メルカデル）と名乗る男により、この家の書斎で暗殺された。4歳ぐらいの女の子が、撮影する三木を見つめていた。名前を聞くと、「ニキータ」と答えた。彼の孫娘であった。
三木はこの「トロツキーの家」のストーリーを十分なものにするために、逮捕され収監中のモナールを撮影しようと考えた。どこの刑務所にいるか探しまわり、ようやくサンタ・マルタ・アカティトラ州立刑務所にいることを突き止めた。警備は厳重であった。「州立刑務所はメキシコで、トップクラスのすぐれた建物だ」と言われていることを知った三木は、日本から勉強に来た建築家のふりをして「この素晴らしい建築を、ぜひ見学させてほしい」といって入場の許可をもらった。刑務所内のジャック・モナールの写真を撮ることに成功した三木は、翌朝ニューヨークへと向かって飛び、1959年（昭和34年）5月5日に帰国した。
以下は三木自身が明かした、撮影の様子である。
写真と文を『文藝春秋』1959年9月号「トロッキーの家－それでも彼は殺された－」と、『中央公論』1959年10月号「新興国の表情－メキシコ－」に発表した。また、自身初めての個展となる『メキシコ写真展』（日本橋髙島屋8階サロン、1959年10月20日-10月25日）を開催した。この写真展が評価され、1959年（昭和34年）第3回日本写真批評家協会作家賞を受賞する。

#### 「麻薬を探せ」
1959年（昭和34年）5月、日本に戻った三木は、新たなストーリーを求めて撮影を始めた。当時の日本には4、5万人の麻薬中毒者がいるといわれ、麻薬を手に入れるために多くの犯罪が発生していた。麻薬は“ペイ”と呼ばれていた。三木はペイの取り締まりに臨む麻薬捜査官たち、通称麻薬Gメンと行動を共にして取材を進めた。売人やペイ常習者は、あらゆる手を使って証拠隠滅を図った。麻薬Gメンはペイを探して、芋畑の土を探り、尿瓶の中に手を突っ込んだ。物的証拠がないと不起訴になることがあるため、粘り強く捜査を続けた。抵抗して大声で脅されることもあるが、彼らは冷静さを失うことはなかった。
ホテルの部屋で見つけた、よだれを垂らし半開きの眼で、力なく横たわる女。常習者の腕に残る無数の注射痕。捜査室で禁断症状を起こし、床をのたうちまわる中毒患者。三木の写真は、今まで目にしたことがない麻薬取締の生々しい現場と麻薬の恐怖を伝えた。「麻薬（ペイ）を探せ－麻薬Gメンの記録－」を『日本』（講談社刊）1959年11月号に発表すると、1960年（昭和35年）第1回講談社写真賞を受賞した。
三木が執筆した撮影談は、以下の通りである。

#### 企業PR誌の創成期
1959年(昭和34年）12月20日、から、1960年(昭和35年）4月17日まで、40歳になった三木はインドや東南アジア方面の旅に出た。1960年10月中旬から1961年（昭和36年)4月2日にかけては、ブラジル、ボリビア、ペルー、メキシコ、アメリカ、ハワイ、タヒチと、立て続けに海外での取材に飛びまわった。日本では政府が1960年に 「貿易、為替自由化計画大綱」 を策定し、多くの企業が海外進出を本格化していった。
1961年（昭和36年）4月、東京に戻った三木は、日立製作所から発行される英文PR誌『age of tomorrow』(1961年創刊、1998年刊行終了、季刊誌）の撮影依頼を受ける。日立より制作を委託された、広告会社 コスモ・ピーアール の編集責任者である女性編集者、瀬底恒からの話であった。
二人は1959年、ニューヨークで偶然出会った。米国で個展を開催している棟方志功の取材に行ったとき、瀬底が通訳をしていたのだ。1960年に創業50周年をむかえた日立は、国際的に通用するPR写真を撮ろうと考えていた。「三木先生、広告写真をジャーナリストの視線で撮っていただけませんか？日立という企業をとおして、日本文化のエッセンスを単なる情報としてではなく、相互交流する“ナレッジ（知）”として海外に発信したいのです。それには世界に通用するクオリティの高いPR誌、先駆的で啓蒙的な写真が必要なのです。先生、シンク・ビックです！」と瀬底は説得した。

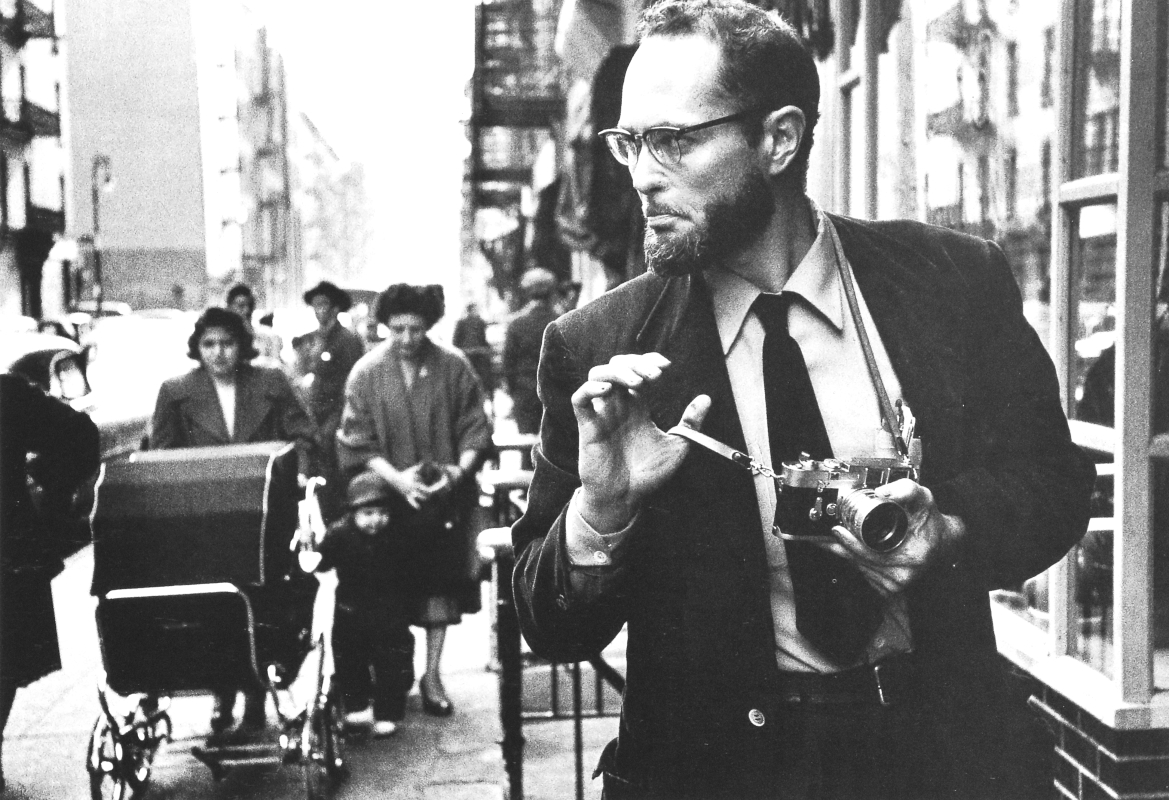
ユージン・スミス NYにある自身の持つスタジオの前でポーズをとる。撮影：三木淳、1954年。

三木は復興した日本を、世界に向けて発信できることに魅力を感じた。報道写真と広告写真の融合という、新たな写真表現の広がりを信じ撮影を引き受けた。やがて、誌面のように“組写真”で見せるのではなく、“1枚写真”で勝負するポスターやカレンダーも手掛けるようになる。二人は竹中工務店のPR誌『approach』（1964年創刊、季刊誌）の制作も始めた。両誌とも国際的に高く評価され、ICIE最優秀賞を獲得した。
「日立の撮影で、著名な写真家を起用したい」と相談を受けた三木は、友人の世界的なフォト・ジャーナリストを推薦した。1961年（昭和36年）9月26日、『ライフ』の“ザ・グレイト”と呼ばれる、ユージン・スミスは日立を撮影するために来日した。当初は3か月の滞在予定であったが、予定を変更して1年にわたり撮影に挑んだ。日立製作所は、発電所で使う巨大なタービンから小さな電子部品のトランジスタまで、あらゆるものを生産していた。全国に広がる27か所の工場、研究所、病院、港などを撮影する大仕事であった。ユージンは、以前撮影した「ピッツバーグ」のときと同じように、過剰なまでに沢山の写真を撮影した。写真は『age of tomorrow』の表紙や誌面を飾ったほか、『ライフ』に「東洋の巨人」（原題「Colossus of The Orient」1963年8月30日号）のタイトルで発表された。そして、写真集『日本－イメージの一章』(原題『Japan...a chapter of image』）にまとめられ、世界中に配布される。日本は高度経済成長の時代を迎えていた。

#### 「蘭嶼（らんしょ）」
1963年（昭和38年）4月、台湾本島南方の離島、蘭嶼に向かった。日本にほど近いこの島に、いまだに石器時代そのままの生活をしている人々がいるという話を聞いたからだ。「現代の生活は機械化され狂おしく回転している。それとは反対の原始的な生活の中に、人間の望む何かがありはしないか」と、三木は撮影の動機を語る。島に関する情報は、ほとんどなかった。この島に上陸したことのある、同行の下関水産大学教授、国分直一が頼りだった。4月5日朝8時、小さな漁船に乗せてもらい、台湾本島の台東にある港を出航した。蘭嶼に上陸したのは、夜8時であった。島に宿はなく、警察分署の土間に泊めてもらうことになった。遥か水平線上に、南十字星が輝いていた。
翌朝、目を覚さますと奇妙な風体のヤミ族に囲まれていた。「アンタ。ニッポンカ？ニッポンカエッテキタカ？」と日本語で問われ驚いた。日本統治時代に日本語教育を受けたのだという。彼らに近づき、彼らに親しむことから取材は始まった。カメラを嫌う彼らに、カメラは怖いものではない、と認めさせるまでに時間を必要とした。彼らのタブーを守り、彼らの尊重すべきものを学んでいった。同じ食物を食べ、サメの出る海で共に漁をした。旧制中学校時代に水泳部に籍を置いたことのある三木は、泳ぎは得意であった。
やがて彼らは、カメラを受け入れてくれた。三木は外界から遮断された、この島での撮影に没頭した。「ヤミ族の生活体系のエッセンスをくみ、それを集めてゆくのは楽しかった」と述懐する。新しい技術に好奇心旺盛な三木は、発売直前の全天候カメラ、ニコノスを使って海中でモリを突く様子をカラーで写した。そして南十字星を見て漁の時期を知るという、ヤミ族最大の行事であるトビウオ漁を撮影した。トビウオの季節がすぎると、台風シーズンがくる。一度台風におそわれると見渡す限りの緑の島が、褐色に覆われてしまう。4月17日早朝、台湾本島へ向けて出航した。「マタコイヨ。マッテオルヨ」と、村人が総出で見送ってくれた。ある男は船が見えなくなるまで、海沿いの石ころでできた道を手を振りながら追いかけてきた。船の姿が見えなくなるまで、いつまでも、いつまでも手を振っていた。
5月、帰国した三木は、個展『蘭嶼―石に生きる』（東京富士フォトサロン、1963年9月11日-20日）を開催し、『太陽』（平凡社、1963年10月号）の特集に「海の高砂族」を発表した。
三木は蘭嶼での撮影について、以下のように執筆した。

#### 黒澤明と三船敏郎

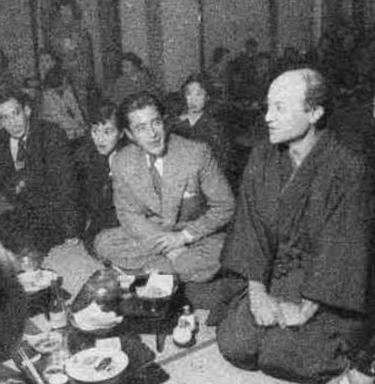
談笑する三船敏郎（中央）とイサム・ノグチ（右）。イサム・ノグチの結婚披露宴で。撮影、三木淳、1951年。

三木は外国に旅行するたびに、各地で「クロサーワ！ミフーネ！」と声をかけられた。タヒチの海岸を歩いていると「クロサーワ！」といわれ、アンコールワットの遺跡を歩いていると、廻廊の暗闇の中から「ミフーネ！」とカンボジア人が話しかけてきた。このコンビでつくり上げた名作の数々は、世界の津々浦々まで行き渡っていた。黒澤明と三船敏郎は日本人の代名詞になっていたのだ。
「戦後の沈滞した空気を払いのけ、私たちの国を再び価値のある国だと、世界の人々に認識を新たにさせたのはこの2人の日本人によってなされたと言って過言ではあるまい」と三木は思っていた。2人の映画に興味を持った三木は、撮影現場を自分の目で確かめたいと考えた。付き合いのあった『アサヒカメラ』の編集長、津村秀夫から『キネマ旬報』の白井佳夫を紹介された。白井は「三木さんが黒澤監督を撮ってくれるとはありがたい。きっと監督もよろこびますよ。これからクランクインする『赤ひげ』の全貌を撮っていただけるのなら、特別号を出しましょう」と提案した。
1963年（昭和38年）12月、『赤ひげ』の撮影が始まった。初めて会った黒澤は三木の使っているニコンを見つけて、「日本光学の宿舎で2カ月間ロケを行ったことで、ニコンにはとても深い思い出があるんです」と相好を崩した。黒澤は日本光学の戸塚製作所（横浜市戸塚区）で、自身の監督作品2作目となる映画『一番美しく』の撮影をしていた。「撮影現場では黒澤さんや三船さんの眼中に入らないで、空気のような存在になって、黒澤映画製作のあり方をじっくり勉強することにした」と三木は言う。画角の極端に違うレンズを使用して、ダイナミックな表現を生み出す黒澤映画。三木はその影響を受け、自身の撮影に反映した。映画『赤ひげ』は1965年（昭和40年）2月にクランクアップし、同年4月に公開すると、年間最高ヒット作となった。三木の撮影した写真は『別冊キネマ旬報 赤ひげ－二人の日本人・黒澤と三船－』として、公開前年の1964年（昭和39年）9月に発売された。本は大好評のうちに即完売し、1965年（昭和40年）5月に再販した。
映画と報道写真について、三木は次のように語っている。
大きな視覚的な違い生み出すことについて語る、三木の文である。

#### 三木淳、世界を駆ける
1965年（昭和40年）2月、三木は南米へと向かった。ブラジルに着くと、クリスタルの採掘現場、コパカバーナ海岸の賑わい、リオのカーニバル、アマゾン川の奥地に住む原住民などを精力的に撮影した。三度目の訪問にして"撮れた"という手応えを感じた。帰国すると、同年10月に個展『サンバ・サンバ・ブラジル』を、東京富士フォトサロンで開催した。2年後の1967年（昭和42年）には、同名の写真集を研光社から刊行する。出版を記念して、毎日新聞東京本社のあるパレスサイドビル9階のレストランアラスカで祝賀会を開いた。200人の参加者の中から、駐日ブラジル大使、画家の岡田謙三、土門拳、亀倉雄策らが挨拶をした。

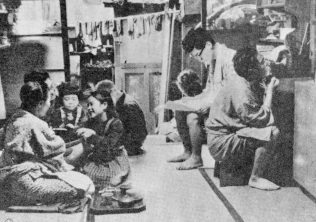
1947年頃、土門家の朝の様子。画面左端が土門の母とみえ、右端が土門拳、隣は実弟の牧直視。撮影者不明。

会も終盤となり、三木が謝辞を述べるときが来た。「私の母を紹介します」と三木が言うと、三木の妻・康子に手を取をとられて年老いた女性が登壇した。三木は続けた。「この人は、私の実の母ではありません。お礼を言いたい方はたくさんいるのですが、特にここにおられる土門先生のお母さんにお礼を申し上げたい。私が学生の時からお世話になっているのです。いまでは80歳になられました。私の母の代わりです」と話すと、感極まって声を詰まらせた。三木が土門のもとに弟子入りして、彼の母と三畳一間に寝泊まりしていたときから、25年が過ぎようとしていた。
1966年（昭和41年）10月、イタリアを中心に初めてヨーロッパを旅した。そして、1968年（昭和43年）から1972年（昭和47年）にかけては、ニコン国際版カレンダーの撮影のため、スイスのチューリッヒを拠点として世界を駆けまわった。日本に帰るより、効率的に諸国をまわれたからだった。三木は写真家として、もっとも充実した時期を迎えていた。「あの時、自分は自由になった。光景は次々と目の前に現れ、意思が働くよりも前に指がシャッターを押した」と三木は話している。
『ライフ』退社後、フリーの報道写真家となった時の撮影に関する考えを三木は次のように語っている。

### 1973年-1992年(54歳-72歳) 新たなる決意

#### 脳腫瘍、九死に一生を得る
1972年(昭和47年）、ル・マン24時間レース、モナコグランプリと並び世界の三大レースといわれるタルガ・フローリオを撮影するため、イタリアのシチリア島に向かった。スピードを競う男たちの精神力、体力、マシンを駆使する技に惹かれたからだった。『命を賭ける』というタイトルで、写真展を開催する考えであった。

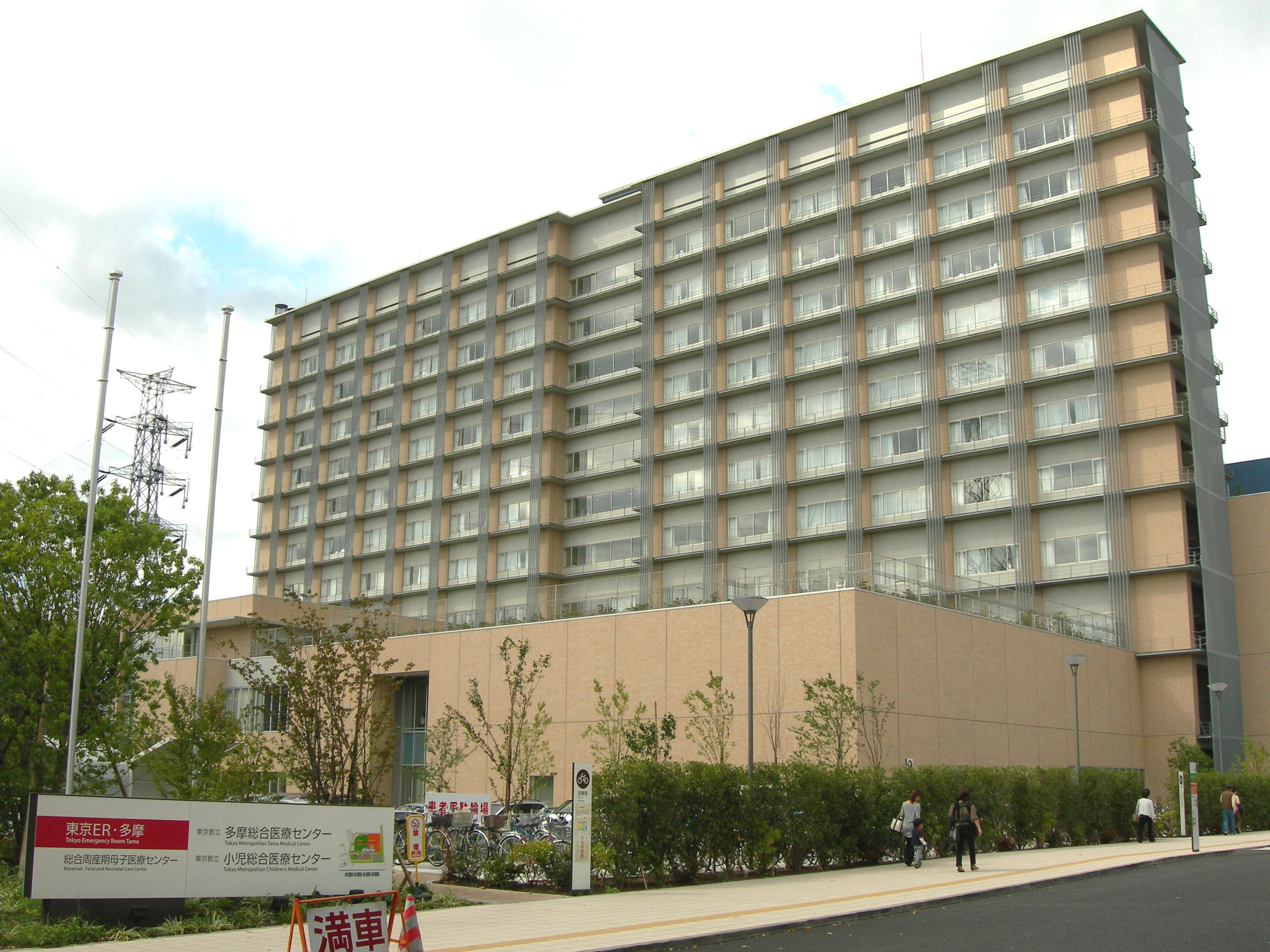
三木が脳腫瘍の手術ため入院した「東京都立府中病院」(東京都府中市）は、2010年に新築移転し「東京都立多摩総合医療センター」と名称変更している。

12月、準備のため、撮りためていたフィルムの編集を始めた時だった。急にスライドと眼の距離感がおかしくなった。つぎの瞬間、腰がストンと落ちた。激しい頭痛がし、食事をとるとすぐに戻してしまった。原因がわからないまま、体調はどんどん悪化していった。年が明け、友人に紹介された医師に診てもらうと、すぐに入院することになった。搬送車で病院に着き入院手続きをしているときに、意識を失った。
目を覚ますと、病室の片隅にカメラが置いてあるのに気が付いた。「あれは誰のカメラ？」康子に聞くと、「自分が手術されるシーンを撮りたいから、カメラを持ってこい。フィルムはトライXを入れておけ！と言ったじゃありませんか」という。三木は、そんなことを言った覚えはなかった。ただ、三途の河に3度行ったのはしっかり覚えていた。このとき、入院してから20日ほど経っていた。脳腫瘍のため、頭蓋骨を開いての大手術を受けていたのだ。混沌とした意識の中、「お前は他人のために、何か役に立つことをやったことがあるのか」という声が聞こえ、木枯らしのような風が、身体の中を吹き抜けていったのを体感していた。三木は懸命にリハビリを続け、1年の入院予定をわずか3カ月で退院する。全くの奇跡としかいいようがないと医者にいわれた。病状は99パーセント絶望的な状態で、残りの1パーセントから生き返った。康子から「ドクターがもう駄目だと仰ったのは、5回でしたよ」と聞かされた。

#### 新たなる決意

パリの凱旋門

1973年（昭和48年）6月、気力と体力が充実してきたのを感じ、手術後4カ月でヨーロッパに旅立った。トランジットのため、モスクワの空港に着いたとき「ああ、ついにヨーロッパに来たぞ。あと2時間でロンドンだ」と嬉しさがこみ上げ感無量であったという。
パリに着き、夜の街へと出かけた。凱旋門のところに行くと、スポットライトをあびてトリコロールの国旗が翻っていた。今まではレンズも向けることはなかったが、病後は極めて新鮮に感じシャッターを切った。三木は「ああ、自分は蘇ったのだ。この旗のように自由に大きく羽ばたくことができるのだという思いが心の隅々まで拡がっていった。私は病気に勝ったのだ。この自信と喜びを大切にして生命ある限り頑張ろう」と固く決心した。
三木は治癒後の人生について、以下のように話している。

#### 第3代ニッコールクラブ会長就任

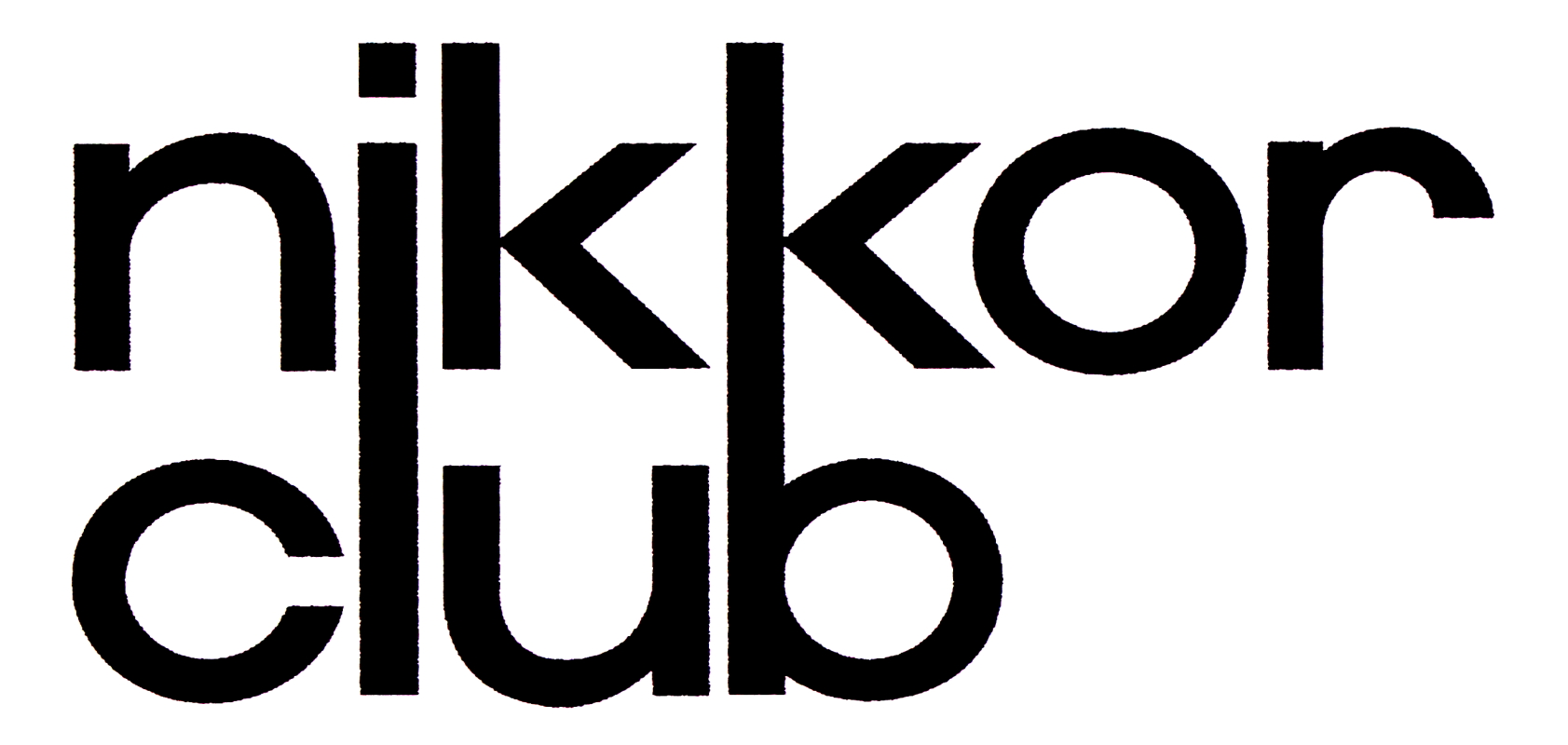
亀倉雄策のデザインによるニッコールクラブのロゴ。

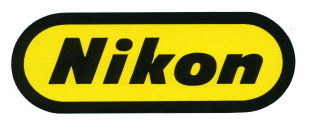
亀倉雄策のデザインによるニコンのロゴ（1968年)。

1974年（昭和49年）6月、ニッコールクラブ2代目会長の木村伊兵衛が心筋梗塞のため死去した。同クラブの設立以来、運営に携わってきた三木が会長に就任する。「会員を12万人から20万人に増やすこと、世界的規模の交流を深めるために海外支部を拡張すること、会員に尽くし、より細やかな奉仕をしていくこと」を目標とした。
三木はニッコールクラブの会員百数十名と一緒に、海外での撮影会に出かけた。撮影会は、韓国、ハワイ、グアム、サイパン、シンガポール、台湾、香港、広州、桂林などで実施された。「民間の親善大使として、開催国との友好と文化交流に、ニッコールクラブの撮影会がお役に立つのではないか」と確信していたからであった。
以下は会長就任時の三木の挨拶である。
同年9月から、『中央公論』で「新東京百景」の連載を始めた。大手術後のリハビリのために、という編集部の配慮もあり、身近な東京をテーマにした。1979年（昭和54年）3月まで、4年6カ月に渡り毎月休むことなく連載された。

#### 大学で教鞭をとる

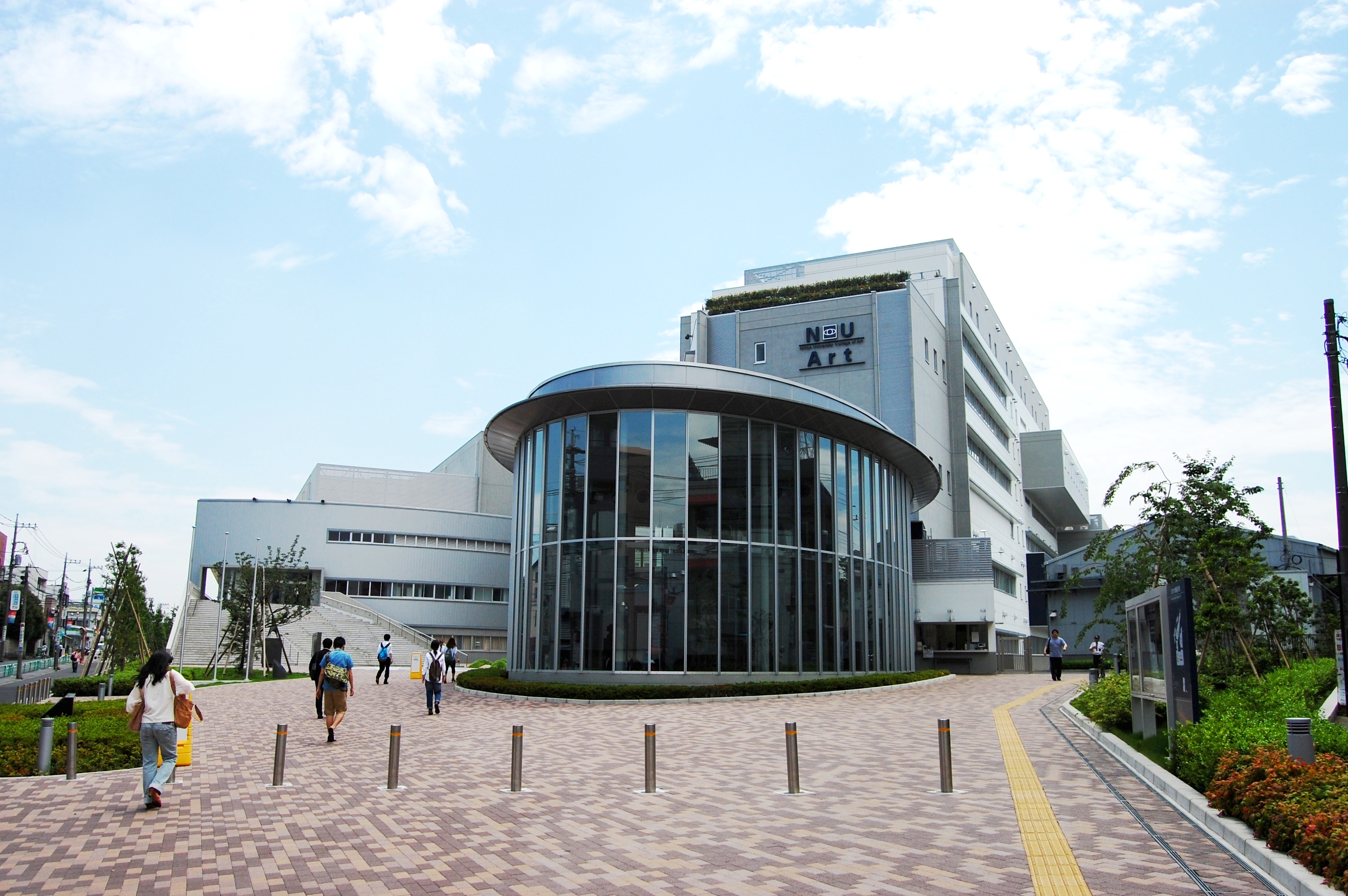
15年間教鞭をとった、日本大学芸術学部。（写真は三木の没後、2010年に竣工した新校舎）。昼食は江古田の街にある食堂で、学生たちと共に食べていた。

1977年（昭和52年）4月、日本大学芸術研究所教授となり、同大学芸術学部写真学科で教鞭をとるようになる。講義は4年生対象の「ゼミナール」と、「写真ジャーナリズム」を担当した。夏には日本大学軽井沢研修所で、3泊4日の合宿ゼミを行った。1980年(昭和55年）、写真集出版準備のために来日したD.D.ダンカンは、三木の講義に興味を示した。授業に向かおうとしたが、時間の都合がつかず大学に行くことができなかった。仕事を終えたダンカンは、その日の夜、銀座「らん月」で開かれた、三木ゼミの初顔合わせの会に参加し特別講座を開くことになった。ダンカンは自身の経験を学生たちに話し、質問に答えた。
1985年（昭和60年）、日大につづいて、九州産業大学大学院芸術研究科教授に就任する。講義は春と秋の年2回、それぞれ3日間の集中講義をおこなった。
三木は学生に、「何事も創意工夫をもって望め」「人の三倍働け」「人の嫌がることを率先してやれ」「一日一回はエキサイトしろ」「本物を観ろ」と教えた。そして、バークホワイトは「シャッターを切るたびに、この1枚が人間社会の発展に役立つようにと祈りを込めて仕事をしているのよ」、マイダンスは「写真は絶対に嘘をつかない」、アイゼンスタットは「写真家は、朝にホームレスを撮り夕に王侯貴族を撮る。相手を蔑んでも、媚びへつらってもいけない。同じ人間であり敬意を持って接しろ」と、自身の体験を交えながらライフの写真家たちの言葉を学生に伝えた。
大学での授業の様子は、雑誌に発表された。1977年12月号『カメラ毎日』「新米写真教師の哀歓」、1978年6月号『カメラ毎日』「写真教師二年目の頑張り」を掲載。記事は好評で1979年1月号『カメラ毎日』「写真教師日記－空にトンビがピーヒョロロ」と題し、1980年1月号からは「写真教師日記－撮り直してこい、ヤングマン！」と改題して、1981年9月号まで連載された。その後、1983年5月号『CAPA』「三木淳のフォト・ゼミナール－やってこいヤングマン」として再び連載が始まり、1985年12月号まで続いた。
日大での講義は1992年(平成4年）2月、三木が死去するまで15年に及んだ。
大学で教鞭をとることについて、三木はこのように書き記した。

#### 日本写真家協会会長就任、写真美術館設立へむけて

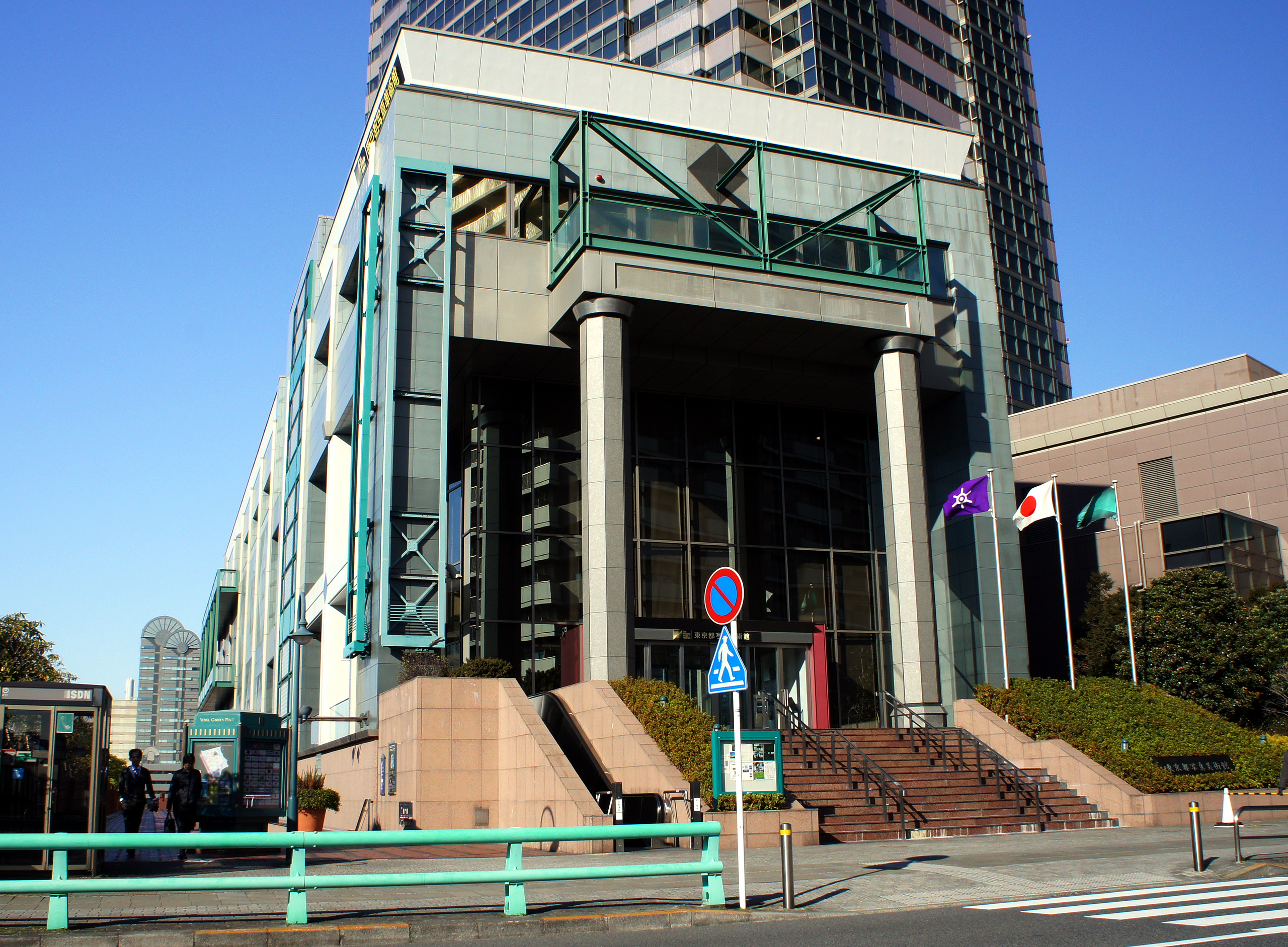
三木が設立準備に携わった、東京都写真美術館。

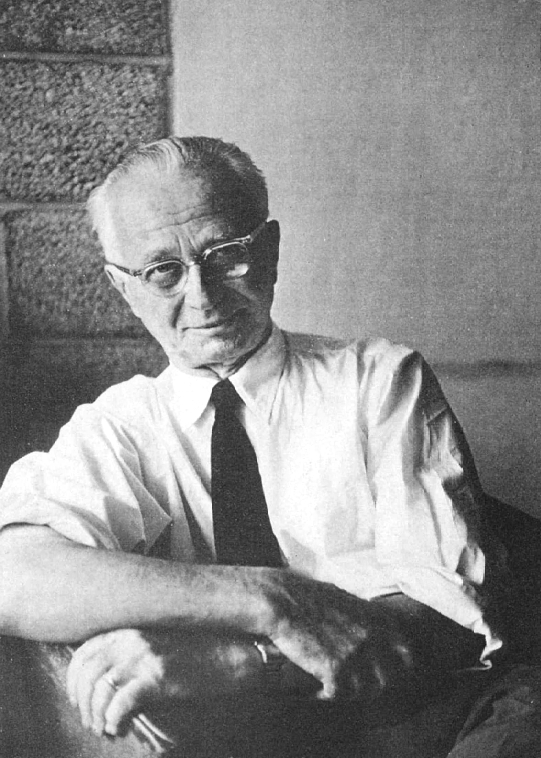
エドワード・スタイケン 撮影：三木淳、1954年、ニューヨーク近代美術館で。

1981年（昭和56年）5月、日本写真家協会（JPS)の3代会長に就任した。10期20年会長を務めた渡辺義雄の後任として、圧倒的な信任を得てのことだった。「七年前に頭（脳腫瘍）の手術を受けたがその後遺症もなく、ないはずの命をもらったのだから、これからはそのお返しをしたい」と就任のスピーチをした。より活発な国際交流、世界規模の写真家による会議の開催、国公立の写真美術館の建設を目指した。
写真美術館の構想は、1950年代初頭に集団フォトやニッコールクラブを設立した頃に始まっていた。エドワード・スタイケンが写真部長を務めていた、ニューヨーク近代美術館では他の美術品と同じように写真をコレクションしているのを知り、日本においても写真美術館の必要性を感じていたからだった。文化庁やメディアに、設立を訴えかけた。
以下は、写真美術館の建設を訴える三木の新聞記事である。

#### 土門拳記念館
土門拳は山形県酒田市で生まれ、7歳まで過ごした。1974年（昭和49年）、酒田市名誉市民第1号に選ばれると、7万点に及ぶ自身の全作品を酒田市へ寄贈を申し出た。これを受けて「写真展示館」建設の動きが始まった。
1981年（昭和56年）7月、土門拳記念館の建設のために「記念館建設期成同盟会結成総会」を、酒田市で開催した。関係者、酒田の一般市民、アマチュア写真家など約200人が参加した。記念館は個人の作品収集と展示を目的にしたものであったので、国から補助を受けるのは至難であった。必要資金の募金協力、関係機関への陳情、内外への啓蒙宣伝などを行うべく、同会を結成し建設を推進するためだった。三木は、石原莞爾将軍の取材以来約30年ぶりに酒田を訪れ、「写真の心」と題した講演会を行った。開館準備をすすめる、土門拳記念館建設記念講演で三木は次のように語りかけた。

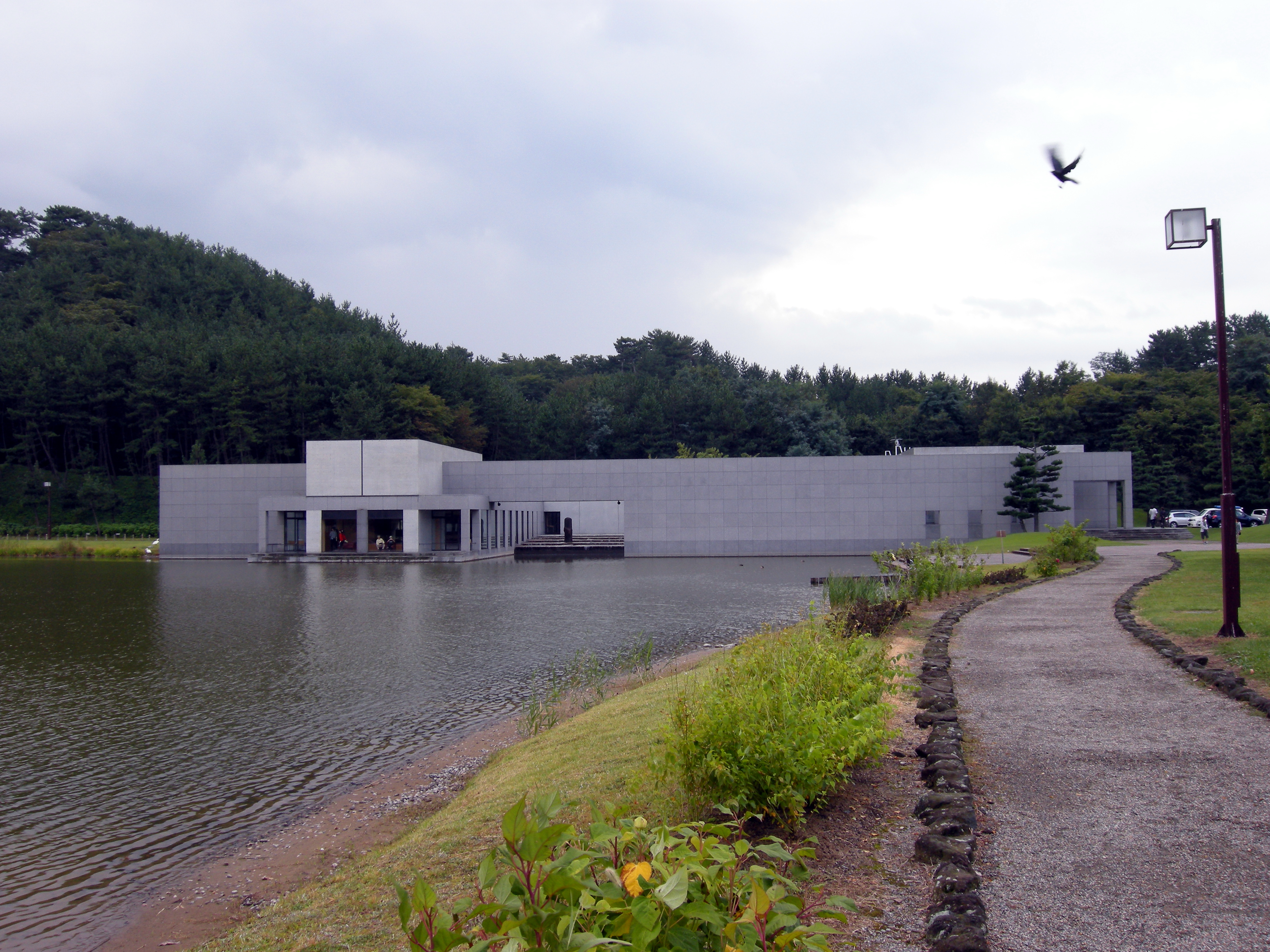
初代館長を務めた、土門拳記念館（山形県酒田市）

1983年（昭和58年）10月、酒田市に土門拳記念館が日本初の写真美術館として開館した。記念館は土門と親交のあった作家の作品にあふれていた。イサム・ノグチは彫刻「土門さん」と中庭造園、勅使河原宏は造園「流れ」とオブジェ「樹魔」、亀倉雄策は銘板と年譜、草野心平は銘石「拳湖」を寄贈した。三木は初代館長を死去する1992年（平成4年）まで務め、写真講習会「三木淳ゼミナール」や講演会の開催をした。建物設計は谷口吉生がおこなった。谷口は、土門拳記念館の建築にたいして、第9回吉田五十八賞（1985年）と芸術院賞（1987年）を受賞する。土門拳記念館は、1989年（平成元年）、日本最初の写真専門美術館として日本写真家協会功労賞を受賞。そして2001年（平成13年）、写真文化発展に貢献したとして第27回日本写真家協会賞を受賞する。
10月1日に行われた開館セレモニーは、台風の影響が残る土砂降りの雨だった。脳血栓で倒れ、意識不明のまま入院中の土門に代わって参加の妻・たみ、相馬大作酒田市長、三木淳館長らによりテープカットが行われた。竣工式では相馬市長が挨拶をしている途中、突然の停電に見舞われ懐中電灯の明かりで進行が続けられた。執念と鬼のドモンといわれた、波乱万丈の人生を象徴するかのようだった。
1990年（平成2年）9月、土門は意識の戻らないまま心不全のため死去した。三木は葬儀委員長を務め、「心の表現が”マグマ”のように噴出し、勇敢にして輝かしい男性的な生き方だった」と話した。相馬大作は「土門さんは記念館とともに、酒田に生き続けます」と弔辞をのべた。

#### 日本写真作家協会(JPA)発足、死去

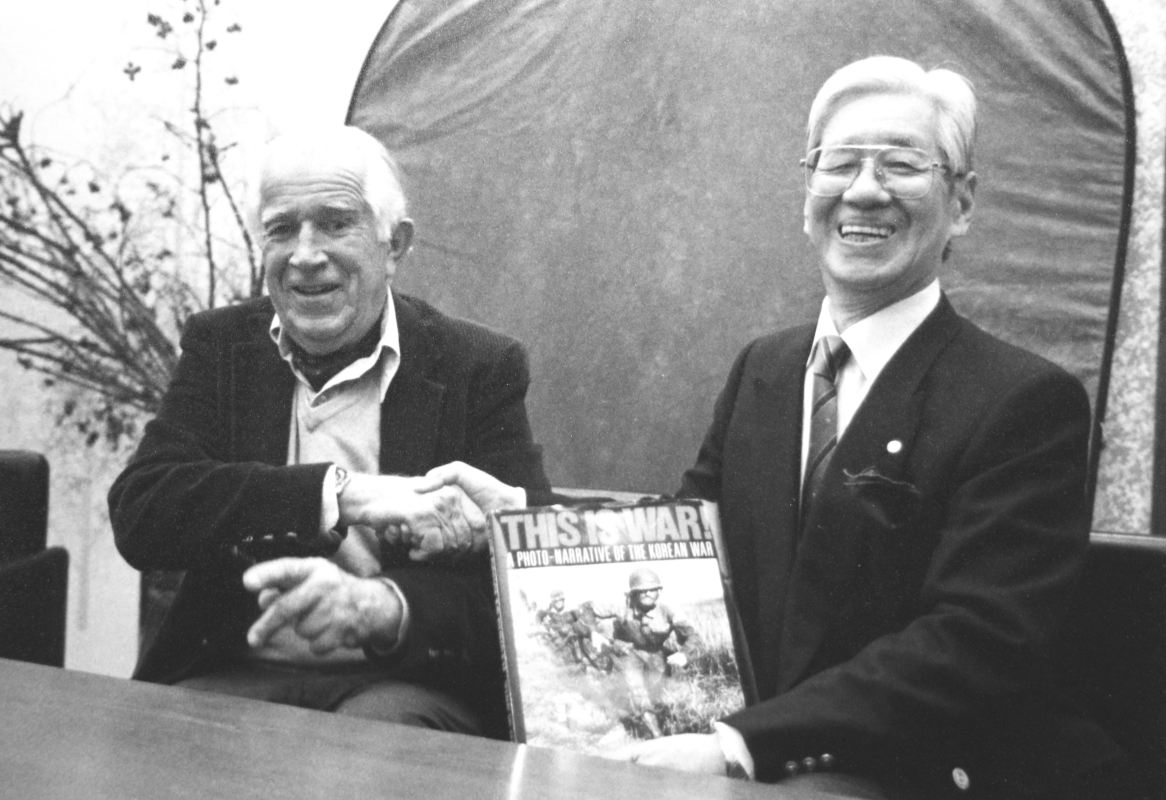
1990年71歳。三木淳とデビッド・ダグラス・ダンカン、1990年12月1日、東京。

1986年（昭和61年）4月、三木は再び病魔に襲われた。悪性リンパ腫であった。喉の腫れに気が付いた三木は病院に向かうと、ただちに入院となり手術が行われた。術後は放射線治療と抗がん剤投与を続け、2か月もしないうちに大学の講義に復活した。
1988年（昭和63年）6月、社団法人化をめぐって紛糾した日本写真家協会（JPS)は、臨時理事会で三木会長以下全役員が総辞職した。三木は「和を尊ぶことは必要だ。しかし、写真家という創作人が集まると、そうはいかない場合もある。分裂や解散は防がねばならないから、人心一新のためにも新しい執行部を選んだほうことがいいと思った」と辞任の理由を語った。
1989年（平成元年）6月、純粋な作家活動と社団法人化を目指して日本写真作家協会（JPA)を結成し、初代会長に就任する。発足にあたり三木は「アメリカ時代に、写真家がミスターと尊称され、写真家自身も豊かな感性と対象への学習でいい仕事をしているのを見て、写真家のあり方を学んだことが設立の動機」と挨拶し、将来のある若い日本の写真家が海外で評価されるためにも社団法人化が必要だと強調した。
1992年（平成4年）2月21日の夕方、丸の内にあるニッコールクラブ会長室で写真コンテストの審査をしている最中に、突然体調を崩し、東京慈恵会医科大学付属病院に救急搬送される。集中治療室で治療を受けるも、22日未明に急性心不全のため息を引き取った。2月27日、千日谷会堂（東京都新宿区）で葬儀が執り行われた。3月25日、写真界としては初めての正五位が、文化庁で川村恒明文化庁長官より拝受される。4月5日、三木家の菩提寺である妙覚寺（東京都稲城市）に埋葬された。享年72歳。戒名は、瑞照院白梅淳光大居士。
以下は個展案内文に書かれた、三木の写真に対する考えを示したものである。
| 「 | 私にとって写真は哲学である。 自然が私の周囲を回っている時、 感性がスパークした一瞬シャッターを切る。 私のこころは一枚のフィルムに刻印される。 自由とはなにか。 平和とは何か。 美醜とは何か。 これらの設問に写真は答えてくれる。 写真を極めることは難しい。 しかし、挑戦することは娯しい行動である。 三木 淳 個展「なぜ写真を撮るかPartII」案内文より | 」 |

インタビューで「若い写真家に伝えたいこと」を聞かれたとき、三木は次のように語った。

## 略年譜
| 年                 | 年齢    | 事柄など |
| ------------------ | ------- | --- |
| 1919年（大正8年）  | 0歳     | 9月14日、岡山県児島郡藤戸町（現在の倉敷市）に、父・為吉、母・いそゑの三男（兄二人、姉二人の末子）として生まれる。為吉は綿織物卸商「三木為吉商店」を経営する、屈指の豪商であった。 三木は瀬戸内海の温暖な気候と、裕福な家庭に生まれ育った。 |
| 1926年（大正15年） | 6-7歳   | 4月、天城尋常高等小学校に入学。卒業まで級長を務め、成績は常に首席だった。 大原美術館に展示されていた、ゴーギャンの『かぐわしき大地』を観て感銘を覚える。 |
| 1932年（昭和7年）  | 12-13歳 | 4月、岡山県立第一岡山中学校（通称・岡山一中。現在の岡山県立岡山朝日高等学校）に入学。 実家を離れて岡山市内に一軒家を借り、家庭教師、女中と共に生活する。 |
| 1937年（昭和12年） | 17-18歳 | 3月、岡山一中卒業。大阪商科大学（大阪市立大学）を受験するも不合格に終わる。 前年に発売された米国のグラフ誌『ライフ』に惹きつけられる。 写真雑誌で活躍するスター学生が在籍する、慶應義塾大学へ進学を考える。 |
| 1938年（昭和13年） | 18-19歳 | 4月、慶應義塾大学経済学部予科に入学。慶應フォトフレンズに入会。早稲田大学に通う稲村隆正と出逢い、生涯の友となる。 『ライフ』創刊号の表紙を飾ったマーガレット・バーク＝ホワイトの「フォートペック・ダム」と、『歴程』に掲載された土門拳が撮影した「傘を回す子供（小河内村のこども）」の写真を見て感銘を受け報道写真家を志す。三木はフォトフレンズの活動に飽き足らず、学生でありながら雑誌『映画之友』、雑誌『婦人画報』などの撮影を任されるようになっていく。 |
| 1941年（昭和16年） | 21-22歳 | 雑誌『写真文化』の石津良介編集長が井戸川渉（文）と三木淳（写真）のコンビに取材を依頼する。 「声と顔」のタイトルで、9月号の「名取洋之助」から翌年1月号の「土門拳」まで連載。 |
| 1942年（昭和17年） | 22-23歳 | 写真の教えを受けるため、国際報道工芸社の名取洋之助を訪ねる。時間のとれなかった名取から、亀倉雄策を紹介される。大学の授業が終わると、亀倉のもとに連日通った。海外の雑誌を参考にして、フォトストーリーの組み方などの指導を受ける。 やがて亀倉から土門拳に写真の技術を学ぶよう助言され、土門に弟子入りする。彼の母親が暮らす三畳の部屋に、寝泊まりする日々が始まった。土門が「文楽」の撮影をしている時期であった。 亀倉が中心となって編集していた、タイ国向けの宣伝誌『カウパアプ・タワンオーク』の仕事を任されるようになる。「大東亜圏スキー大会」（掲載号不明）、「ジャズ演奏」（1942年2月号、第3号）、「婦人国防服」（1942年8月号、第9号）、「タイ留学生」（1943年6月号、第16号）などを撮影し、亀倉の期待に応えた。 この頃、三木は「ライフの写真家になり海外で活躍する」と心に決めた。 |
| 1943年（昭和18年） | 23-24歳 | 9月、戦況悪化のため慶應義塾大学経済学部を繰り上げ卒業。 野村合名会社にトップの成績で入社。野村貿易へ希望配属になる。 10月、陸軍第七航空教育隊（静岡県三方原）に入隊する。 まもなく満州千振の関東軍第四航空軍第七七飛行戦隊へ転属となる。 |
| 1944年（昭和19年） | 24-25歳 | 5月、関東軍経理教育部新京陸軍経理学校へ転属。 11月、経理学校を1000人中2番の成績で卒業。 12月、市ヶ谷（東京都）の陸軍航空本部付となる。 |
| 1945年（昭和20年） | 25-26歳 | 年明け早々、陸軍航空本部西部出張所（熊本市）に転属。 6月、西部軍司令部経理部（福岡市）に再び転属。 9月、敗戦にともない西部軍司令部経理部が解散。陸軍主計少尉として除隊。 |
| 1947年（昭和22年） | 27-28歳 | 2月、上海帰りの名取洋之助の誘いを受けて、稲村隆正と共にサンニュース・フォトス社に入社。 「将来『ライフ』の写真家になりたいんだったら、ニュースの勉強をしておくといいよ。明日から東京裁判に行きなさい」と名取に言われ、連日法廷に通い撮影した。 東京裁判の取材の合間をぬって「銀座」（1947年12月4日号、1巻4号）、「炭鉱」（1947年12月11日号、1巻5号）、「東京の停電（電力飢饉の真因）」（1947年12月18日号、1巻6号）、「職業安定所」（1947年12月18日号、1巻6号）などを撮影し、『週刊サンニュース』に掲載する。 木村伊兵衛に「ミキライフ」というあだ名をつけられる。 |
| 1948年（昭和23年） | 28-29歳 | 1月、名取と反りが合わなかった三木は、サンニュース・フォトス社を退社。 チャールズ・ローズクランスが支局長を務める、IPN通信社に入社。アメリカの潤沢なカメラ機材を使えることが嬉しかった。 |
| 1949年（昭和24年） | 29-30歳 | 6月、シベリア抑留の元日本兵らを乗せた引き揚げ船、高砂丸の帰還を舞鶴（京都府）で取材。 『ライフ』（米国内版7月18日号）に「日本の“シベリア抑留兵”祖国に帰る」と題され、5ページ掲載される。 8月、写真が認められ、タイム・ライフ社に正式入社。日本人唯一の正式写真家となり、カール・マイダンスのいるタイム・ライフ社東京支局に勤務する。 |
| 1950年（昭和25年） | 30-31歳 | 6月、朝鮮戦争勃発。 来日したライフの写真家、デビッド・ダグラス・ダンカンにニコン製品を紹介。彼はニッコールレンズを使って朝鮮戦争を撮影した。ドイツ製レンズに引けを取らない、「極めて質の高いレンズである」と評価されニコン製品が世界中に広がる契機となる。 10月頃、日本写真界の新たな道を開拓するために、土門拳と木村伊兵衛を顧問に招き「集団フォト」を結成する。 12月、長谷川康子と結婚。 |
| 1951年（昭和26年） | 31-32歳 | 5月、アルス写真年鑑最高賞受賞。 6月、グループ展『日仏米英連合写真展(第1回集団フォト展)』（銀座三越）開催。アンリ・カルティエ・ブレッソンのオリジナルプリントを日本で初めて紹介した。『第9回集団フォト展』（1962年、東京富士フォトサロン）まで、ほぼ毎年開催。 9月、サンフランシスコ講和条約締結の際、『ライフ』（米国内版9月10日号、国際版9月24日号）の表紙に、葉巻をくわえた「吉田茂首相の顔」を発表。 |
| 1952年（昭和27年） | 32-33歳 | 3月、来日したマーガレット・バーク＝ホワイトの撮影アシスタントを務める。 5月、バーク＝ホワイトと共に「血のメーデー」を取材、三木の写真は『ライフ』(米国内版5月12日号、国際版6月2日号)に掲載。 5-6月、グループ展『第2回集団フォト展』（銀座松坂屋）開催。マーガレット・バーク＝ホワイトのオリジナルプリントを日本で初めて紹介。 9月、ニッコールクラブ設立、常任幹事となり、アマチュア写真愛好家の活動をサポートする。 |
| 1953年（昭和28年） | 33-34歳 | 4月、ライフから国連軍報道班員として朝鮮戦争に派遣され、7月の休戦まで従軍取材。休戦の日に撮影した写真は、『ライフ』のフロントページ（雑誌の巻頭ページ）に使用された。 |
| 1954年（昭和29年） | 34-35歳 | 7月、タイム・ライフ社から招かれ渡米。「ミキ・シーズ・アメリカ」（『ライフ』未掲載）、「フォード工場の熟練工」（『ライフ』国際版1954年12月13日号）、「パジャマ・ゲーム・パーティー」（『ライフ』米国内版1954年8月23日号）などを撮影し、11月に帰国する。 ライフの写真家たちとの交流は、三木の心にしっかりと刻まれ生涯忘れることはなかった。 |
| 1955年(昭和30年)   | 35-36歳 | 5月、出演映画『十二人の写真家』（勅使河原宏監督）公開。 |
| 1956年（昭和31年） | 36-37歳 | 6月、タイム・ライフ社を退社。フリーランスの報道写真家となり世界中を撮影する。取材のため海外にいる時間の方が長く、日本にいることは少なかった。 |
| 1958年（昭和33年） | 38-39歳 | 8月、ブラジル日本移民50年祭に招待され、南米へ撮影に向かう。翌年5月まで、ブラジル、アルゼンチン、ボリビア、ペルー、メキシコを取材。 日本写真家協会（JPS）の会員となる。 |
| 1959年（昭和34年） | 39-40歳 | 10月、初の個展となる『メキシコ写真展』（日本橋髙島屋）開催。 12月、第3回日本写真批判家協会作家賞受賞。 |
| 1960年（昭和35年） | 40-41歳 | 5月、富士プロフェッショナル年間最高写真賞受賞。 11月、第1回講談社写真賞受賞。 |
| 1961年（昭和36年） | 41-42歳 | 6月、個展『インカとブラジリア』（東京富士フォトサロン）開催。 12月、写真集『写真メキシコ－遺跡のなかの青春』（社会思想研究会出版部、現代教養文庫）刊行。 |
| 1962年（昭和37年） | 42-43歳 | 6月、第12回日本写真協会年度賞受賞。 8月、『世界美術大系第7巻 インド美術』（講談社）刊行。 11月、名取洋之助、死去。喜福寺（東京都文京区本郷）で行われた無宗教葬の葬儀委員長を務める。 12月、グループ展『第9回集団フォト展』（東京富士フォトサロン）開催。このグループ展をもって、集団フォトの活動は休止。 ICIE（International Council of Industrial Editors）優秀賞受賞。 |
| 1963年（昭和38年） | 43-44歳 | 9月、個展『蘭嶼－石に生きる』（東京富士フォトサロン）開催。 |
| 1964年（昭和39年） | 44-45歳 | 9月、個展『ニューヨーク五番街物語』（日本橋髙島屋）開催。 同月、『赤ひげ－2人の日本人・黒沢と三船』（キネマ旬報別冊）刊行。 ICIE最優秀賞受賞、ICIE優秀賞受賞。 |
| 1965年（昭和40年） | 45-46歳 | 10月、個展『サンバ・サンバ・ブラジル』（東京富士フォトサロン）開催。 ADC賞銅賞受賞。全国PR誌コンクール最優秀賞受賞。 |
| 1966年（昭和41年） | 46-47歳 | 8月、『アサヒカメラ教室3 スナップ写真』<アサヒカメラ教室3全7巻>(朝日新聞社）刊行。 |
| 1967年（昭和42年） | 47-48歳 | 5月、写真集『サンバ・サンバ・ブラジル』（研光社）刊行。 全国カタログポスター展優秀賞受賞。 |
| 1968年（昭和43年） | 48-49歳 | 1月、銀座にニコンサロンが開設され、常任理事となる。急逝する1992年まで在任。 3月、写真集『写真創価学会』（河出書房）刊行。 |
| 1969年（昭和44年） | 49-50歳 | ICIE最優秀賞受賞。 |
| 1970年（昭和45年） | 50-51歳 | 5月、『アサヒカメラ教室 第2巻 風景写真』<サヒカメラ教室第2巻全7巻>(朝日新聞社）刊行。 |
| 1971年（昭和46年） | 51-52歳 | 8月、最も尊敬していた報道写真家マーガレット・バーク＝ホワイト、死去。 |
| 1972年（昭和47年） | 52-53歳 | 12月、『ライフ』休刊。 |
| 1973年（昭和48年） | 53-54歳 | 1-2月、個展『命を賭ける』（銀座、新宿ニコンサロン）開催。 2月、脳腫瘍の切開手術に成功。治癒後は、後輩の育成、写真美術館の設立、写真家の地位向上に尽力する。 |
| 1974年（昭和49年） | 54-55歳 | 5月、"オヤジさん"と呼んで慕っていた木村伊兵衛、死去。 6月、第2代ニッコールクラブ会長の木村の死後、第3代ニッコールクラブ会長に就任。死去する1992年まで在任。 |
| 1975年（昭和50年） | 55-56歳 | 10月、『野性時代 独占総集・野性号 邪馬台国への道を行く』（角川書店）刊行。 |
| 1976年（昭和51年） | 56-57歳 | 5-9月、個展『邪馬台国への道』（銀座、新宿ニコンサロンなど）開催。 7月、『特集アメリカ』（「旅」別冊、JTB出版）刊行。 |
| 1977年（昭和52年） | 57-58歳 | 1月と4月、個展『私のニューヨーク』（銀座、大阪ニコンサロン）開催。 4月、日本大学芸術研究所教授となり、同大学芸術学部写真学科で教鞭を執る。急逝する1992年まで在任。 |
| 1979年（昭和55年） | 59-60歳 | 4月、写真集『慶應義塾』（美術出版社）刊行。 |
| 1981年（昭和59年） | 61-62歳 | 5月、第3代日本写真家協会（JPS）会長に就任。 |
| 1982年（昭和57年） | 62-63歳 | 2-3月、個展『なぜ写真を撮るかPart I』（フォトギャラリーワイド）開催。 9-10月、個展『なぜ写真を撮るかPart II』（ナガセフォトサロン）開催。 12月、写真集『昭和写真・全仕事（7）三木淳』（朝日新聞社）刊行。 |
| 1983年（昭和58年） | 63-64歳 | 10月、国内初の写真専門美術館、「土門拳記念館」（山形県酒田市）開館。初代館長に就任。急逝する1992年まで在任。 11月、紫綬褒章受章。 |
| 1984年（昭和59年） | 64-65歳 | 1月、写真集『宮中歳時記』（中央公論社）刊行。 11月、『ニコン党入門』（池田書店）刊行。 |
| 1985年（昭和60年） | 65-66歳 | 4月、九州産業大学大学院芸術研究科教授に就任。 |
| 1986年（昭和61年） | 66-67歳 | 4月、悪性リンパ腫の手術に成功。 |
| 1988年（昭和63）   | 68-69歳 | 1月、個展ニコンサロン開館20周年記念展『三木淳写真展－ある日そのとき』（銀座ニコンサロン）開催。 同月、個展『あなた知っていますか』（コダックフォトサロン）開催。 6月、日本写真家協会(JPS)会長を辞任。 同月、第38回写真協会年度賞受賞。 |
| 1989年（平成元年） | 69-70歳 | 3月、『LIFEのカメラアイ』（小学館）刊行。 8月、学生時代より人生を共にした、日本写真作家協会副会長である稲村隆正が志半ばにして死去。享年66歳。 9月、日本写真作家協会（JPA）発足、初代会長に就任。急逝する1992年まで在任。 11月、勲三等瑞宝章受章。 |
| 1990年（平成2年）  | 70-71歳 | 4月と5月、個展「ビートルズのリヴァプール」（銀座、大阪ニコンサロン）開催。 4月、『英国物語』（グラフィック社）刊行。 6月、第40回日本写真協会功労賞受賞。 10月、11年間続いた昏睡状態の末、師匠土門拳が死去。青山葬儀所で行われた葬儀の葬儀委員長を務める。 |
| 1992年（平成4年）  | 72歳    | 2月22日、急性心不全により死去。 3月、正五位叙位。 |
| 1993年（平成5年）  |         | 2月と3月、追悼写真展『新東京百景』（銀座、大阪ニコンサロン）開催。 5月、酒田市特別功労賞受賞。 9月、追悼写真集『蘭嶼－ニコンサロンブック20－』（ニッコールクラブ）刊行。 |
| 1995年（平成7年）  |         | 8月、『ライフ』の”ザ・グレイト”と称されたアルフレッド・アイゼンスタット、死去。 |
| 1997年（平成9年）  |         | 5月、恩師、亀倉雄策、死去。 |
| 1999年（平成11年） |         | 6-7月、企画展『目撃者 写真が語る20世紀』（Bunkamuraザ・ミュージアム）開催。 三木の功績を讃え、若手写真家の活動支援を目的として、株式会社ニコンイメージングジャパンより「三木淳賞」が設立される。 |
| 2000年（平成12年） |         | 3-4月と5月、銀座ニコンサロン移転記念企画展『ＬＩFＥの眼－1950年代の日本・韓国・アメリカ』（銀座、大阪ニコンサロン）開催。 |
| 2001年（平成13年） |         | 2-3月、企画展『ドキュメンタリーの時代 名取洋之助・木村伊兵衛・土門拳・三木淳の写真から 』（東京都写真美術館）開催。 |
| 2005年（平成17年） |         | 7-10月と11月、清里フォトアートミュージアム開館10周年記念展『第二次世界大戦日本の敗戦 : キャパ、スミス、スウォープ、三木淳の写真 』（清里フォトアートミュージアム）開催。 |
| 2018年（平成30年） |         | 6月、朋友デビッド・ダグラス・ダンカン、死去。享年102歳。 |
| 2019年（令和元年） |         | 9月と10月、THE GALLERY企画展 生誕100年記念三木淳写真展『Happy Shooting Every Day of Your Life!』（ニコンプラザ新宿THE GALLERY、ニコンプラザ大阪THE GALLERY）開催。 |

## 受賞・栄典
| 年                 | 年齢 | 受賞など                                                 | 受賞理由など |
| ------------------ | ---- | -------------------------------------------------------- | --- |
| 1951年（昭和26年） | 32歳 | アルス写真年鑑最高賞                                     | 「イサム・ノグチ」の写真により。 |
| 1959年（昭和34年） | 40歳 | 第3回日本写真批評家協会賞作家賞                          | 『第8回集団フォト展』（東京富士フォトサロン、1959年11月18日-24日)に出品した『麻薬』と『メキシコ』(日本橋髙島屋、1959年10月20日-10月25日)の両写真展に見られたフォト・リポートとしての卓越したカメラ・アイと表現技術による。 |
| 1960年（昭和35年） | 41歳 | 第1回講談社写真賞                                        | 『日本』（講談社、1959年11月号）掲載「麻薬を探せ」における、問題の永続性とカメラワークのすぐれた推賞による。 |
| 1960年（昭和35年） | 41歳 | 富士プロフェッショナル年間最高写真賞                     | 『文藝春秋』（文藝春秋社、1959年9月号）掲載「トロツキーの家－それでも彼は殺された－」により。 |
| 1962年（昭和37年） | 43歳 | 第12回日本写真協会年度賞                                 | 写真を通じての国際理解の促進、特に『インカとブラジリア』展（東京富士フォトサロン、1961年6月28日-7月7日）により。 |
| 1962年（昭和37年） | 43歳 | ICIE(International Council of Industorial Editors)優秀賞 | 英文PR誌『age of tomorrow』（日立製作所、1961年創刊）により |
| 1964年（昭和39年） | 45歳 | ICIE最優秀賞                                             | 英文PR誌『age of tomorrow』（日立製作所）により。 |
| 1964年（昭和39年） | 45歳 | ICIE優秀賞                                               | PR誌『approach』（竹中工務店、1964年創刊）により。 |
| 1965年（昭和40年） | 46歳 | ADC(Tokyo Art Directors Club)賞銅賞                      | |
| 1965年（昭和40年） | 46歳 | 全国PR誌コンクール最優秀賞                               | PR誌『approach』（竹中工務店）により。 |
| 1967年（昭和42年） | 48歳 | 全国カタログポスター展優秀賞                             | PR誌『approach』（竹中工務店）により。 |
| 1969年（昭和44年） | 50歳 | ICIE最優秀賞                                             | PR誌『approach』（竹中工務店）により。 |
| 1983年（昭和58年） | 64歳 | 紫綬褒章                                                 | |
| 1988年（昭和63年） | 69歳 | 第38回日本写真協会年度賞                                 | 写真展『ある日そのとき』（銀座ニコンサロン、1988年1月5日-17日）、ならびに『あなた知っていますか』（コダックフォトサロン、1988年1月6日-12日）の二つの個展で発表の1950年代の得難い記録により。                               |
| 1989年（平成元年） | 70歳 | 勲三等瑞宝章                                             | |
| 1990年（平成2年）  | 71歳 | 第40回日本写真協会功労賞                                 | 日本のフォトルポルタージュの確立とその長年に亘る作品活動と、アマチュア写真界の発展並びに学校教育に多大な貢献をしたとして。                                                                                                 |
| 1992年（平成4年）  | 72歳 | 正五位                                                   | |
| 1993年（平成5年）  |      | 酒田市特別功労賞                                         | 土門拳記念館10周年記念式典で、初代館長としての功績を讃えられて。 |

### 1951年、アルス写真年鑑最高賞「イサム・ノグチ」

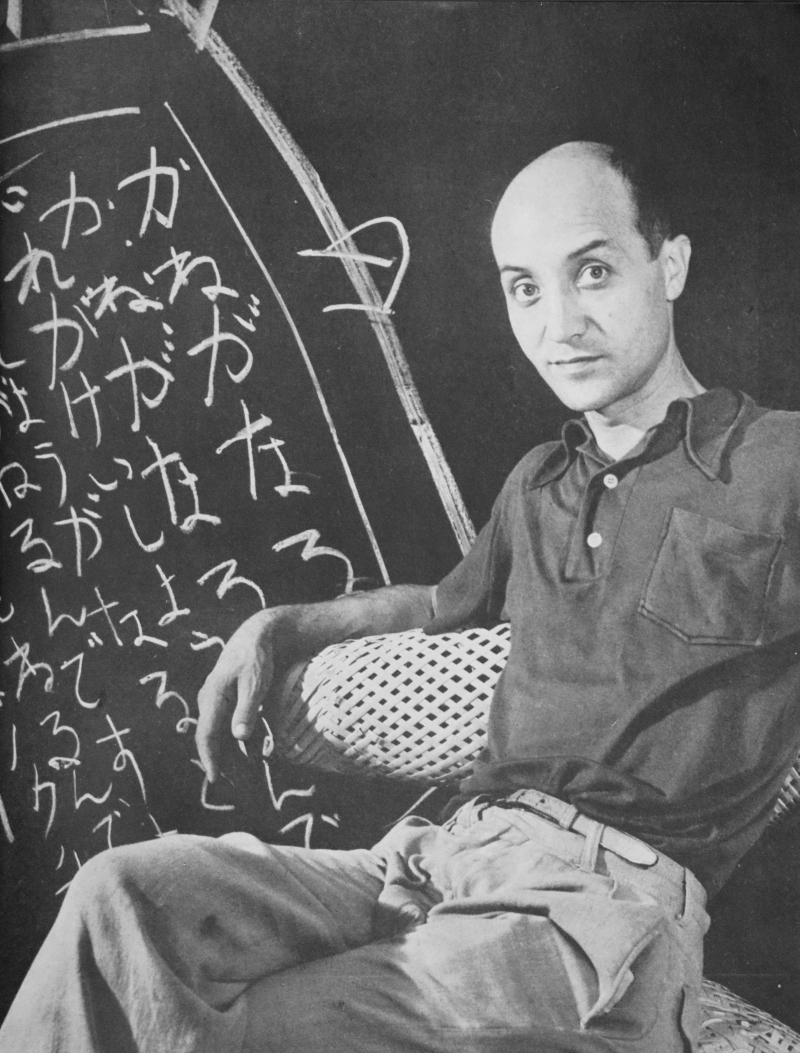
イサム・ノグチ 1950-51年東京。

#### 三木淳による作品解説
イサムさんの渡米の近付いた朝、わざわざ展覧会を見に来るように誘って下さいました。会場でノグチさんが写真を撮るお手伝いをしたりして最後にノグチさんの記念写真をとりました。ノグチさんと何回もお逢いしている内に、ノグチさんが非常にほほえましい程純真な方なので、私はノグチさんをありのままに、父上であるヨネ・野口の最後の詩をバックにして、モデル、イサム・ノグチ、バック、ヨネ・野口、ライトは弟の道夫さんがもつてくれ水いらずでパチリ。ただそれだけの平々凡々、凡（およ）そ解説なんぞという難しいことは不必要な写真です。

#### 土門拳による講評
三木淳君の「イサム・ノグチ」は、三木君のテンペラマンが良い意味で生きている近頃での快作である。イサム・ノグチのユーモラスな一面が、見事に写真化されている。年鑑が出たら、読者諸君は、昨年12月号の「カメラ」に発表された僕の「イサム・ノグチ」とくらべて見られるならば、同じモチーフを撮っているだけに、色々と面白い問題が考えつかれるであろう。「モチーフとカメラの直結」ということは、この場合、結局、モチーフと作者の直結としてあらわれていることに、気がつかれるであろう。つまり、モチーフとカメラはただ機械的なオートマチズムにおいて直結されるのではなしに、モチーフの持つ複雑無限な形相と内容のうち、作者の共鳴と感動を呼んだものだけが、取り上げられているのである。その意味において、作品というものは、モチーフと作者の函數（関数）であるともいえるし、作者の自己表白であるともいえる。そして、写真がただ機械的乃至（ないし）は科学的工作物たるにとどまらず、一個の芸術としての独立価値を持つようになる契機も、実はそこにひそんでいるのである。
それがもし肖像写真であるならば、一個の個性に対する他の違った個性の共鳴乃至（ないし）は対立において、作品が生まれる。三木君の「イサム・ノグチ」は、その意味で、実に三木君らしい「イサム・ノグチ」である。たまたま僕はモチーフとなったノグチと、作者となった三木君の両方をよく知っているだけに、その間の機微がよくわかり、一（ひと）しお面白くて仕方がない。
何はともあれ、三木君の「イサム・ノグチ」は、停滞がちな日本の肖像写真の世界に、ヒューマニティのゆたかな、近代的な肖像写真の實證（実証）として、一石を投じたものであることは、間違えない。全応募作品中第一位をかち得たのも、日頃の努力と勉強からいって、当然であろう

## 主な写真集など

### 主な写真集
- 三木淳『写真・メキシコ 遺跡の中の青春』社会思想研究会出版部〈現代教養文庫〉、1961年。
- 三木淳『サンバ・サンバ・ブラジル』研光社、1967年。
- 三木淳『写真創価学会』河出書房、1968年。
- 三木淳『三木淳写真集 慶應義塾』美術出版社、1979年。
- 三木淳『昭和写真・全仕事SERIES 7 三木淳』朝日新聞社〈昭和写真・全仕事SERIES 7〉、1982年。
- 三木淳『宮中歳時記』中央公論社、1984年。
- 三木淳『三木淳写真集 LIFEのカメラ・アイ』小学館、1989年。ISBN 4096804711。
- 三木淳『英国物語』グラフィック社、1990年。ISBN 4766105648。
- 三木淳『蘭嶼』ニッコールクラブ〈ニコンサロンブックス20〉、1993年。

### 関連図書など
ー撮影、執筆をしている図書ー
- 三木淳撮影・佐和隆研編著 他『講談社版世界美術大系 インド美術』〈第7巻（第3回配本）全24巻〉1962年8月10日。
  - 「美術風土記 インド・東南アジア」79-172頁、撮影。文は佐和隆研。白黒写真約70点、カラー6点掲載。
- 三木淳撮影 他『別冊キネマ旬報 赤ひげ －二人の日本人・黒澤と三船－』（初）キネマ旬報社、1964年9月15日。
  - グラビア頁撮影。「レンズでとらえた二人のグレート」128-131頁、執筆。1965年5月1日、再版。
- 朝日新聞社編『アサヒカメラ教室3 スナップ写真』朝日新聞社〈アサヒカメラ教室3 全7巻〉、1966年8月31日。
  - 「組写真の撮り方」127-142頁、執筆。「蘭嶼」の作例写真14点掲載。
- 朝日新聞社編『アサヒカメラ教室 第2巻 風景写真』朝日新聞社〈アサヒカメラ教室 第2巻 全7巻〉、1970年5月25日。
  - 「風景写真とは」5-17頁、執筆。ブラジル、ローマなどの作例写真19点掲載。
- 三木淳撮影 他『野性時代 独占特集・野性号 邪馬台国への道を行く』角川書店、1975年10月臨時増刊号 エラー: 日付が正しく記入されていません。（説明）。
  - カラーグラビア「邪馬台国への道踏査船＜野性号＞波濤万里を越える」9－28頁、撮影（斎藤勝久と共同）。カラーモノクロ約計25点掲載。「韓伝の世界」205－220頁、撮影。カラー写真約30点掲載。
- 三木淳撮影 他『別冊旅 アメリカ』日本交通公社、1981年7月1日。
  - 「ニューヨーク」139-190頁、撮影。文は田中小美昌。カラー写真約90点掲載。
- 三木淳・渡辺良一・渡辺澄晴 共著『ニコン党入門－英知と技術の結晶ニコン・カメラのすべて－』池田書店〈実用新書 カメラ〉、1983年11月25日。ISBN 4-262-14455-0。
- 三木淳 写真『THE GALLERY企画展 生誕100年記念三木淳写真展 Happy Shooting Every Day of Your Life!』チームPack8〈THE GALLERY 企画展 生誕100年記念三木淳ブックレット〉、2019年9月10日。

ーレコードジャケットー
- 三木淳 ジャケット撮影（LPレコード）、『黒澤明の世界 ＜リアルサウンドトラック＞天国と地獄/赤ひげ』東宝レコード、1970年。
- 三木淳 ジャケット撮影（LPレコード）、『黒澤明の世界 ＜リアルサウンドトラック＞七人の侍』東宝レコード、1971年。

## 主な写真展
- グループ展『日仏米英連合写真展』（『第1回集団フォト展』）、銀座三越、1951年6月2日-10日[311]
- グループ展『第2回集団フォト展』、銀座松坂屋、1952年5月30日-6月4日[312]
- グループ展『第3回集団フォト展』、銀座松坂屋、1953年6月13日-17日[313]
- グループ展『第4回集団フォト展』、銀座松坂屋、1954年8月6日-11日[314]
- グループ展『第5回集団フォト展』、髙島屋富士フォトギャラリー、1955年6月21日-26日[315]
- グループ展『第6回集団フォト展』、日本橋髙島屋、1956年11月6日-11日[316]
- グループ展『第7回集団フォト展』、富士フォトサロン、1957年10月5日-24日[317]
- 個展『メキシコ写真展』、日本橋髙島屋、1959年10月20日-10月25日[318]
- グループ展『第8回集団フォト展』、東京富士フォトサロン、1959年11月18日-24日[319]
- 個展『インカとブラジリア』、東京富士フォトサロン、1961年6月28日-7月7日[320]
- グループ展『第9回集団フォト展』、東京富士フォトサロン、1961年12月13日-22日[321]
- 個展『蘭嶼―石に生きる』、東京富士フォトサロン、1963年9月11日-20日[322]
- 個展『ニューヨーク五番街物語』、日本橋髙島屋、1964年9月22日-27日[323]
- 個展『サンバ・サンバ・ブラジル』、東京富士フォトサロン、1965年10月28日-11月10日[324]
- 個展『命を賭ける』
  - 銀座ニコンサロン、1973年1月23日-2月4日
  - 新宿ニコンサロン、1973年2月6日-19日[325]
- 個展『邪馬台国への道』
  - 銀座ニコンサロン、1976年5月4日-9日
  - 新宿ニコンサロン、1976年5月11日-17日[326]
  - 大阪ニコンサロン、1976年7月1日-7日[327]
  - 福岡ドイフォトギャラリー、1976年9月3日-8日[328]
- 個展『私のニューヨーク』
  - 銀座ニコンサロン、1977年1月18日-23日[329]
  - 大阪ニコンサロン、1977年4月12日-18日[330]
- 個展『なぜ写真を撮るか PartI』、フォトギャラリーワイド、1982年2月20日-3月5日[331]
- 個展『なぜ写真を撮るか PartII』、ナガセフォトサロン、1982年9月27日-10月2日[332]
- 銀座ニコンサロン開館20周年記念展『三木淳展-ある日そのとき』、銀座ニコンサロン、1988年1月5日-17日[333]
- 個展『あなた知っていますか』、コダックフォトサロン、1988年1月6日-12日[333]
- 個展『ビートルズのリヴァプール』
  - 銀座ニコンサロン、1990年4月3日-15日[334]
  - 大阪ニコンサロン、1990年5月1日-10日[335]
- 追悼写真展『新東京百景』
  - 銀座ニコンサロン、1993年2月16日-3月1日
  - 大阪ニコンサロン、1993年3月15日-3月26日[306]
- 『目撃者 写真が語る20世紀』、Bunkamuraザ・ミュージアム、企画 朝日新聞社、1999年6月11日-7月25日[336]
- 銀座ニコンサロン移転記念企画展『LIFEの眼-1950年代の日本・韓国・アメリカ』
  - 銀座ニコンサロン、2000年3月27日-4月15日
  - 大阪ニコンサロン、2000年5月18日-5月30日[306]
- 『ドキュメンタリーの時代 名取洋之助・木村伊兵衛・土門拳・三木淳の写真から 』、東京都写真美術館、2001年2月3日-3月30日[337]
- 清里フォトアートミュージアム開館10周年記念展『第二次世界大戦日本の敗戦 : キャパ、スミス、スウォープ、三木淳の写真 』
  - 清里フォトアートミュージアム、2005年7月2日-10月23日
  - 東京富士フォトサロン、2005年11月11日-11月17日[338]
- THE GALLERY企画展 生誕100年記念三木淳写真展『Happy Shooting Every Day of Your Life!』
  - ニコンプラザ新宿THE GALLERY 1+2、2019年9月10日-9月30日
  - ニコンプラザ大阪THE GALLERY、2019年10月10日-10月23日[339][340][341]

## 出演している映画・テレビ番組など

### 映画
- 『十二人の写真家』1955年、永井嘉一（研光社社長）制作、勅使河原宏監督。

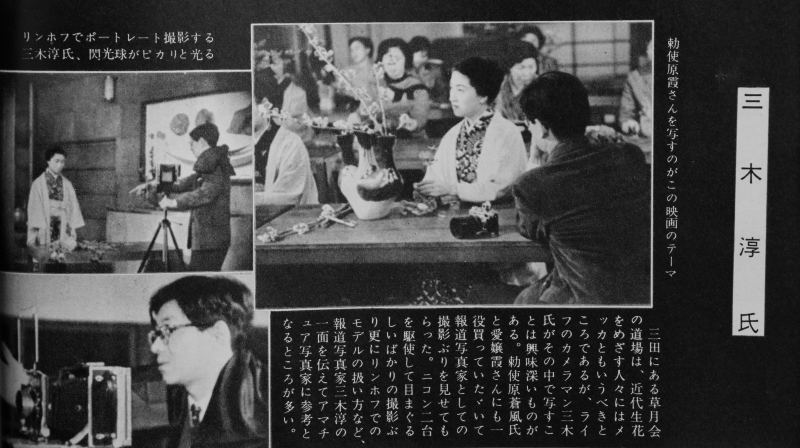
「十二人の写真家」誌上公開、『フォトアート』1956年1月号より。

研光社『フォトアート』創刊6周年を記念して製作された、国内第一線で活動する12人の写真家たちが、撮影する様子をおさめた記録映画。1955年5月18日、「講演と映画」創刊記念講演会(銀座山葉ホール）で封切られた後、全国巡回上映となる。三木の登場シーンは、三田にある草月会で生け花を生ける勅使河原霞を、ニコンやリンホフを使い撮影している様子のドキュメント[342][343]。
「十二人の写真家」誌上公開、『フォトアート』1956年1月号より。「十二人の写真家」誌上公開、『フォトアート』1956年1月号より。

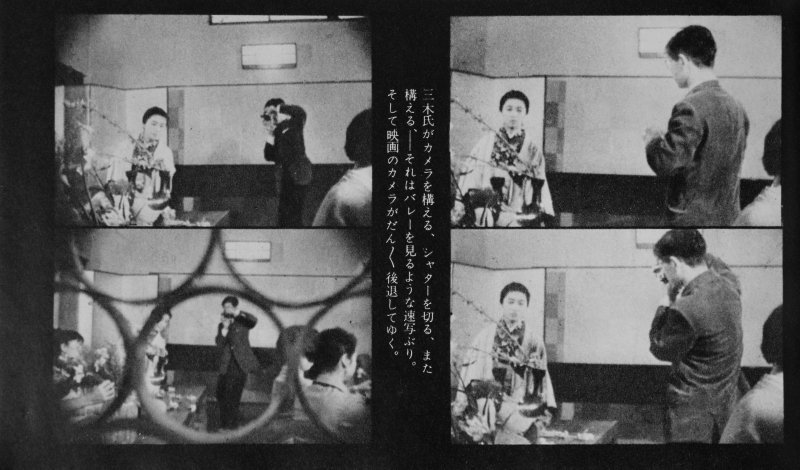
「十二人の写真家」誌上公開、『フォトアート』1956年1月号より。

  - キャスト
    - 真継不二夫
    - 林忠彦
    - 三木淳
    - 稲村隆正
    - 大竹省二
    - 木村伊兵衛
    - 渡辺義雄
    - 田村茂
    - 浜谷浩
    - 早田雄二
    - 秋山庄太郎
    - 土門拳

  - スタッフ
    - 監督、勅使河原宏
    - 制作、永井嘉一
    - 企画、亀倉雄策
    - 撮影、御木本良
    - 美術、後藤市三
    - 進行、武者小路侃
    - 録音、片山幹男
    - 編集、宮森みゆり
    - 解説、吉田謙司
    - 選曲、長沼精一

### テレビ
- 『日曜美術館－美術館への旅・土門拳館－』NHK、1989年（平成元年）5月28日OA
  - 出演、草森伸一、三木淳 他[344]